# Liste der Biografien/Ev
Liste der Biografien |
Portal Biografien |
Personensuche
# |
A |
B |
C |
D |
E |
F |
G |
H |
I |
J |
K |
L |
M |
N |
O |
P |
Q |
R |
S |
T |
U |
V |
W |
X |
Y |
Z |
?
 
Ea |
Eb |
Ec |
Ed |
Ee |
Ef |
Eg |
Eh |
Ei |
Ej |
Ek |
El |
Em |
En |
Eo |
Ep |
Eq |
Er |
Es |
Et |
Eu |
Ev |
Ew |
Ex |
Ey |
Ez
Die Liste der Biografien führt alle Personen auf, die in der deutschsprachigen Wikipedia einen Artikel haben. Dieses ist eine Teilliste mit 859 Einträgen von Personen, deren Namen mit den Buchstaben „Ev“ beginnt.

Die Liste der Biografien führt alle Personen auf, die in der deutschsprachigen Wikipedia einen Artikel haben. Dieses ist eine Teilliste mit 865 Einträgen von Personen, deren Namen mit den Buchstaben „Ev“ beginnt.

Die Liste der Biografien führt alle Personen auf, die in der deutschsprachigen Wikipedia einen Artikel haben. Dieses ist eine Teilliste mit 865 Einträgen von Personen, deren Namen mit den Buchstaben „Ev“ beginnt.

Die Liste der Biografien führt alle Personen auf, die in der deutschsprachigen Wikipedia einen Artikel haben. Dieses ist eine Teilliste mit 865 Einträgen von Personen, deren Namen mit den Buchstaben „Ev“ beginnt.

Die Liste der Biografien führt alle Personen auf, die in der deutschsprachigen Wikipedia einen Artikel haben. Dieses ist eine Teilliste mit 865 Einträgen von Personen, deren Namen mit den Buchstaben „Ev“ beginnt.

Die Liste der Biografien führt alle Personen auf, die in der deutschsprachigen Wikipedia einen Artikel haben. Dieses ist eine Teilliste mit 865 Einträgen von Personen, deren Namen mit den Buchstaben „Ev“ beginnt.

Die Liste der Biografien führt alle Personen auf, die in der deutschsprachigen Wikipedia einen Artikel haben. Dieses ist eine Teilliste mit 865 Einträgen von Personen, deren Namen mit den Buchstaben „Ev“ beginnt.

Die Liste der Biografien führt alle Personen auf, die in der deutschsprachigen Wikipedia einen Artikel haben. Dieses ist eine Teilliste mit 865 Einträgen von Personen, deren Namen mit den Buchstaben „Ev“ beginnt.

Die Liste der Biografien führt alle Personen auf, die in der deutschsprachigen Wikipedia einen Artikel haben. Dieses ist eine Teilliste mit 865 Einträgen von Personen, deren Namen mit den Buchstaben „Ev“ beginnt.

Die Liste der Biografien führt alle Personen auf, die in der deutschsprachigen Wikipedia einen Artikel haben. Dieses ist eine Teilliste mit 865 Einträgen von Personen, deren Namen mit den Buchstaben „Ev“ beginnt.

Die Liste der Biografien führt alle Personen auf, die in der deutschsprachigen Wikipedia einen Artikel haben. Dieses ist eine Teilliste mit 865 Einträgen von Personen, deren Namen mit den Buchstaben „Ev“ beginnt.

Die Liste der Biografien führt alle Personen auf, die in der deutschsprachigen Wikipedia einen Artikel haben. Dieses ist eine Teilliste mit 865 Einträgen von Personen, deren Namen mit den Buchstaben „Ev“ beginnt.

Die Liste der Biografien führt alle Personen auf, die in der deutschsprachigen Wikipedia einen Artikel haben. Dieses ist eine Teilliste mit 865 Einträgen von Personen, deren Namen mit den Buchstaben „Ev“ beginnt.

Die Liste der Biografien führt alle Personen auf, die in der deutschsprachigen Wikipedia einen Artikel haben. Dieses ist eine Teilliste mit 865 Einträgen von Personen, deren Namen mit den Buchstaben „Ev“ beginnt.

Die Liste der Biografien führt alle Personen auf, die in der deutschsprachigen Wikipedia einen Artikel haben. Dieses ist eine Teilliste mit 865 Einträgen von Personen, deren Namen mit den Buchstaben „Ev“ beginnt.

Die Liste der Biografien führt alle Personen auf, die in der deutschsprachigen Wikipedia einen Artikel haben. Dieses ist eine Teilliste mit 865 Einträgen von Personen, deren Namen mit den Buchstaben „Ev“ beginnt.

Die Liste der Biografien führt alle Personen auf, die in der deutschsprachigen Wikipedia einen Artikel haben. Dieses ist eine Teilliste mit 865 Einträgen von Personen, deren Namen mit den Buchstaben „Ev“ beginnt.

Die Liste der Biografien führt alle Personen auf, die in der deutschsprachigen Wikipedia einen Artikel haben. Dieses ist eine Teilliste mit 865 Einträgen von Personen, deren Namen mit den Buchstaben „Ev“ beginnt.

Die Liste der Biografien führt alle Personen auf, die in der deutschsprachigen Wikipedia einen Artikel haben. Dieses ist eine Teilliste mit 865 Einträgen von Personen, deren Namen mit den Buchstaben „Ev“ beginnt.

Die Liste der Biografien führt alle Personen auf, die in der deutschsprachigen Wikipedia einen Artikel haben. Dieses ist eine Teilliste mit 865 Einträgen von Personen, deren Namen mit den Buchstaben „Ev“ beginnt.

Die Liste der Biografien führt alle Personen auf, die in der deutschsprachigen Wikipedia einen Artikel haben. Dieses ist eine Teilliste mit 865 Einträgen von Personen, deren Namen mit den Buchstaben „Ev“ beginnt.

Die Liste der Biografien führt alle Personen auf, die in der deutschsprachigen Wikipedia einen Artikel haben. Dieses ist eine Teilliste mit 865 Einträgen von Personen, deren Namen mit den Buchstaben „Ev“ beginnt.

Die Liste der Biografien führt alle Personen auf, die in der deutschsprachigen Wikipedia einen Artikel haben. Dieses ist eine Teilliste mit 865 Einträgen von Personen, deren Namen mit den Buchstaben „Ev“ beginnt.

Die Liste der Biografien führt alle Personen auf, die in der deutschsprachigen Wikipedia einen Artikel haben. Dieses ist eine Teilliste mit 865 Einträgen von Personen, deren Namen mit den Buchstaben „Ev“ beginnt.

Die Liste der Biografien führt alle Personen auf, die in der deutschsprachigen Wikipedia einen Artikel haben. Dieses ist eine Teilliste mit 865 Einträgen von Personen, deren Namen mit den Buchstaben „Ev“ beginnt.

Die Liste der Biografien führt alle Personen auf, die in der deutschsprachigen Wikipedia einen Artikel haben. Dieses ist eine Teilliste mit 865 Einträgen von Personen, deren Namen mit den Buchstaben „Ev“ beginnt.

Die Liste der Biografien führt alle Personen auf, die in der deutschsprachigen Wikipedia einen Artikel haben. Dieses ist eine Teilliste mit 864 Einträgen von Personen, deren Namen mit den Buchstaben „Ev“ beginnt.

Die Liste der Biografien führt alle Personen auf, die in der deutschsprachigen Wikipedia einen Artikel haben. Dieses ist eine Teilliste mit 864 Einträgen von Personen, deren Namen mit den Buchstaben „Ev“ beginnt.

Die Liste der Biografien führt alle Personen auf, die in der deutschsprachigen Wikipedia einen Artikel haben. Dieses ist eine Teilliste mit 864 Einträgen von Personen, deren Namen mit den Buchstaben „Ev“ beginnt.

Die Liste der Biografien führt alle Personen auf, die in der deutschsprachigen Wikipedia einen Artikel haben. Dieses ist eine Teilliste mit 864 Einträgen von Personen, deren Namen mit den Buchstaben „Ev“ beginnt.

Die Liste der Biografien führt alle Personen auf, die in der deutschsprachigen Wikipedia einen Artikel haben. Dieses ist eine Teilliste mit 864 Einträgen von Personen, deren Namen mit den Buchstaben „Ev“ beginnt.

Die Liste der Biografien führt alle Personen auf, die in der deutschsprachigen Wikipedia einen Artikel haben. Dieses ist eine Teilliste mit 864 Einträgen von Personen, deren Namen mit den Buchstaben „Ev“ beginnt.

Die Liste der Biografien führt alle Personen auf, die in der deutschsprachigen Wikipedia einen Artikel haben. Dieses ist eine Teilliste mit 864 Einträgen von Personen, deren Namen mit den Buchstaben „Ev“ beginnt.

Die Liste der Biografien führt alle Personen auf, die in der deutschsprachigen Wikipedia einen Artikel haben. Dieses ist eine Teilliste mit 864 Einträgen von Personen, deren Namen mit den Buchstaben „Ev“ beginnt.

Die Liste der Biografien führt alle Personen auf, die in der deutschsprachigen Wikipedia einen Artikel haben. Dieses ist eine Teilliste mit 864 Einträgen von Personen, deren Namen mit den Buchstaben „Ev“ beginnt.

Die Liste der Biografien führt alle Personen auf, die in der deutschsprachigen Wikipedia einen Artikel haben. Dieses ist eine Teilliste mit 864 Einträgen von Personen, deren Namen mit den Buchstaben „Ev“ beginnt.

Die Liste der Biografien führt alle Personen auf, die in der deutschsprachigen Wikipedia einen Artikel haben. Dieses ist eine Teilliste mit 864 Einträgen von Personen, deren Namen mit den Buchstaben „Ev“ beginnt.

Die Liste der Biografien führt alle Personen auf, die in der deutschsprachigen Wikipedia einen Artikel haben. Dieses ist eine Teilliste mit 864 Einträgen von Personen, deren Namen mit den Buchstaben „Ev“ beginnt.

Die Liste der Biografien führt alle Personen auf, die in der deutschsprachigen Wikipedia einen Artikel haben. Dieses ist eine Teilliste mit 864 Einträgen von Personen, deren Namen mit den Buchstaben „Ev“ beginnt.

Die Liste der Biografien führt alle Personen auf, die in der deutschsprachigen Wikipedia einen Artikel haben. Dieses ist eine Teilliste mit 864 Einträgen von Personen, deren Namen mit den Buchstaben „Ev“ beginnt.

Die Liste der Biografien führt alle Personen auf, die in der deutschsprachigen Wikipedia einen Artikel haben. Dieses ist eine Teilliste mit 864 Einträgen von Personen, deren Namen mit den Buchstaben „Ev“ beginnt.

Die Liste der Biografien führt alle Personen auf, die in der deutschsprachigen Wikipedia einen Artikel haben. Dieses ist eine Teilliste mit 864 Einträgen von Personen, deren Namen mit den Buchstaben „Ev“ beginnt.

Die Liste der Biografien führt alle Personen auf, die in der deutschsprachigen Wikipedia einen Artikel haben. Dieses ist eine Teilliste mit 864 Einträgen von Personen, deren Namen mit den Buchstaben „Ev“ beginnt.

Die Liste der Biografien führt alle Personen auf, die in der deutschsprachigen Wikipedia einen Artikel haben. Dieses ist eine Teilliste mit 864 Einträgen von Personen, deren Namen mit den Buchstaben „Ev“ beginnt.

Die Liste der Biografien führt alle Personen auf, die in der deutschsprachigen Wikipedia einen Artikel haben. Dieses ist eine Teilliste mit 864 Einträgen von Personen, deren Namen mit den Buchstaben „Ev“ beginnt.

Die Liste der Biografien führt alle Personen auf, die in der deutschsprachigen Wikipedia einen Artikel haben. Dieses ist eine Teilliste mit 864 Einträgen von Personen, deren Namen mit den Buchstaben „Ev“ beginnt.

Die Liste der Biografien führt alle Personen auf, die in der deutschsprachigen Wikipedia einen Artikel haben. Dieses ist eine Teilliste mit 864 Einträgen von Personen, deren Namen mit den Buchstaben „Ev“ beginnt.

Die Liste der Biografien führt alle Personen auf, die in der deutschsprachigen Wikipedia einen Artikel haben. Dieses ist eine Teilliste mit 864 Einträgen von Personen, deren Namen mit den Buchstaben „Ev“ beginnt.

Die Liste der Biografien führt alle Personen auf, die in der deutschsprachigen Wikipedia einen Artikel haben. Dieses ist eine Teilliste mit 864 Einträgen von Personen, deren Namen mit den Buchstaben „Ev“ beginnt.

Die Liste der Biografien führt alle Personen auf, die in der deutschsprachigen Wikipedia einen Artikel haben. Dieses ist eine Teilliste mit 863 Einträgen von Personen, deren Namen mit den Buchstaben „Ev“ beginnt.

Die Liste der Biografien führt alle Personen auf, die in der deutschsprachigen Wikipedia einen Artikel haben. Dieses ist eine Teilliste mit 863 Einträgen von Personen, deren Namen mit den Buchstaben „Ev“ beginnt.

Die Liste der Biografien führt alle Personen auf, die in der deutschsprachigen Wikipedia einen Artikel haben. Dieses ist eine Teilliste mit 863 Einträgen von Personen, deren Namen mit den Buchstaben „Ev“ beginnt.

Die Liste der Biografien führt alle Personen auf, die in der deutschsprachigen Wikipedia einen Artikel haben. Dieses ist eine Teilliste mit 863 Einträgen von Personen, deren Namen mit den Buchstaben „Ev“ beginnt.

Die Liste der Biografien führt alle Personen auf, die in der deutschsprachigen Wikipedia einen Artikel haben. Dieses ist eine Teilliste mit 863 Einträgen von Personen, deren Namen mit den Buchstaben „Ev“ beginnt.

Die Liste der Biografien führt alle Personen auf, die in der deutschsprachigen Wikipedia einen Artikel haben. Dieses ist eine Teilliste mit 863 Einträgen von Personen, deren Namen mit den Buchstaben „Ev“ beginnt.

Die Liste der Biografien führt alle Personen auf, die in der deutschsprachigen Wikipedia einen Artikel haben. Dieses ist eine Teilliste mit 863 Einträgen von Personen, deren Namen mit den Buchstaben „Ev“ beginnt.

Die Liste der Biografien führt alle Personen auf, die in der deutschsprachigen Wikipedia einen Artikel haben. Dieses ist eine Teilliste mit 863 Einträgen von Personen, deren Namen mit den Buchstaben „Ev“ beginnt.

Die Liste der Biografien führt alle Personen auf, die in der deutschsprachigen Wikipedia einen Artikel haben. Dieses ist eine Teilliste mit 863 Einträgen von Personen, deren Namen mit den Buchstaben „Ev“ beginnt.

Die Liste der Biografien führt alle Personen auf, die in der deutschsprachigen Wikipedia einen Artikel haben. Dieses ist eine Teilliste mit 862 Einträgen von Personen, deren Namen mit den Buchstaben „Ev“ beginnt.

Die Liste der Biografien führt alle Personen auf, die in der deutschsprachigen Wikipedia einen Artikel haben. Dieses ist eine Teilliste mit 862 Einträgen von Personen, deren Namen mit den Buchstaben „Ev“ beginnt.

Die Liste der Biografien führt alle Personen auf, die in der deutschsprachigen Wikipedia einen Artikel haben. Dieses ist eine Teilliste mit 861 Einträgen von Personen, deren Namen mit den Buchstaben „Ev“ beginnt.

Die Liste der Biografien führt alle Personen auf, die in der deutschsprachigen Wikipedia einen Artikel haben. Dieses ist eine Teilliste mit 861 Einträgen von Personen, deren Namen mit den Buchstaben „Ev“ beginnt.

Die Liste der Biografien führt alle Personen auf, die in der deutschsprachigen Wikipedia einen Artikel haben. Dieses ist eine Teilliste mit 861 Einträgen von Personen, deren Namen mit den Buchstaben „Ev“ beginnt.

Die Liste der Biografien führt alle Personen auf, die in der deutschsprachigen Wikipedia einen Artikel haben. Dieses ist eine Teilliste mit 860 Einträgen von Personen, deren Namen mit den Buchstaben „Ev“ beginnt.

Die Liste der Biografien führt alle Personen auf, die in der deutschsprachigen Wikipedia einen Artikel haben. Dieses ist eine Teilliste mit 860 Einträgen von Personen, deren Namen mit den Buchstaben „Ev“ beginnt.

Die Liste der Biografien führt alle Personen auf, die in der deutschsprachigen Wikipedia einen Artikel haben. Dieses ist eine Teilliste mit 860 Einträgen von Personen, deren Namen mit den Buchstaben „Ev“ beginnt.

Die Liste der Biografien führt alle Personen auf, die in der deutschsprachigen Wikipedia einen Artikel haben. Dieses ist eine Teilliste mit 860 Einträgen von Personen, deren Namen mit den Buchstaben „Ev“ beginnt.

Die Liste der Biografien führt alle Personen auf, die in der deutschsprachigen Wikipedia einen Artikel haben. Dieses ist eine Teilliste mit 860 Einträgen von Personen, deren Namen mit den Buchstaben „Ev“ beginnt.

Die Liste der Biografien führt alle Personen auf, die in der deutschsprachigen Wikipedia einen Artikel haben. Dieses ist eine Teilliste mit 860 Einträgen von Personen, deren Namen mit den Buchstaben „Ev“ beginnt.

Die Liste der Biografien führt alle Personen auf, die in der deutschsprachigen Wikipedia einen Artikel haben. Dieses ist eine Teilliste mit 860 Einträgen von Personen, deren Namen mit den Buchstaben „Ev“ beginnt.

Die Liste der Biografien führt alle Personen auf, die in der deutschsprachigen Wikipedia einen Artikel haben. Dieses ist eine Teilliste mit 860 Einträgen von Personen, deren Namen mit den Buchstaben „Ev“ beginnt.

Die Liste der Biografien führt alle Personen auf, die in der deutschsprachigen Wikipedia einen Artikel haben. Dieses ist eine Teilliste mit 860 Einträgen von Personen, deren Namen mit den Buchstaben „Ev“ beginnt.

Die Liste der Biografien führt alle Personen auf, die in der deutschsprachigen Wikipedia einen Artikel haben. Dieses ist eine Teilliste mit 860 Einträgen von Personen, deren Namen mit den Buchstaben „Ev“ beginnt.

Die Liste der Biografien führt alle Personen auf, die in der deutschsprachigen Wikipedia einen Artikel haben. Dieses ist eine Teilliste mit 860 Einträgen von Personen, deren Namen mit den Buchstaben „Ev“ beginnt.

Die Liste der Biografien führt alle Personen auf, die in der deutschsprachigen Wikipedia einen Artikel haben. Dieses ist eine Teilliste mit 860 Einträgen von Personen, deren Namen mit den Buchstaben „Ev“ beginnt.

Die Liste der Biografien führt alle Personen auf, die in der deutschsprachigen Wikipedia einen Artikel haben. Dieses ist eine Teilliste mit 860 Einträgen von Personen, deren Namen mit den Buchstaben „Ev“ beginnt.

Die Liste der Biografien führt alle Personen auf, die in der deutschsprachigen Wikipedia einen Artikel haben. Dieses ist eine Teilliste mit 860 Einträgen von Personen, deren Namen mit den Buchstaben „Ev“ beginnt.

Die Liste der Biografien führt alle Personen auf, die in der deutschsprachigen Wikipedia einen Artikel haben. Dieses ist eine Teilliste mit 860 Einträgen von Personen, deren Namen mit den Buchstaben „Ev“ beginnt.

Die Liste der Biografien führt alle Personen auf, die in der deutschsprachigen Wikipedia einen Artikel haben. Dieses ist eine Teilliste mit 859 Einträgen von Personen, deren Namen mit den Buchstaben „Ev“ beginnt.

Die Liste der Biografien führt alle Personen auf, die in der deutschsprachigen Wikipedia einen Artikel haben. Dieses ist eine Teilliste mit 859 Einträgen von Personen, deren Namen mit den Buchstaben „Ev“ beginnt.

Die Liste der Biografien führt alle Personen auf, die in der deutschsprachigen Wikipedia einen Artikel haben. Dieses ist eine Teilliste mit 859 Einträgen von Personen, deren Namen mit den Buchstaben „Ev“ beginnt.

Die Liste der Biografien führt alle Personen auf, die in der deutschsprachigen Wikipedia einen Artikel haben. Dieses ist eine Teilliste mit 859 Einträgen von Personen, deren Namen mit den Buchstaben „Ev“ beginnt.

Die Liste der Biografien führt alle Personen auf, die in der deutschsprachigen Wikipedia einen Artikel haben. Dieses ist eine Teilliste mit 859 Einträgen von Personen, deren Namen mit den Buchstaben „Ev“ beginnt.

Die Liste der Biografien führt alle Personen auf, die in der deutschsprachigen Wikipedia einen Artikel haben. Dieses ist eine Teilliste mit 859 Einträgen von Personen, deren Namen mit den Buchstaben „Ev“ beginnt.

Die Liste der Biografien führt alle Personen auf, die in der deutschsprachigen Wikipedia einen Artikel haben. Dieses ist eine Teilliste mit 859 Einträgen von Personen, deren Namen mit den Buchstaben „Ev“ beginnt.

Die Liste der Biografien führt alle Personen auf, die in der deutschsprachigen Wikipedia einen Artikel haben. Dieses ist eine Teilliste mit 859 Einträgen von Personen, deren Namen mit den Buchstaben „Ev“ beginnt.

Die Liste der Biografien führt alle Personen auf, die in der deutschsprachigen Wikipedia einen Artikel haben. Dieses ist eine Teilliste mit 859 Einträgen von Personen, deren Namen mit den Buchstaben „Ev“ beginnt.

Die Liste der Biografien führt alle Personen auf, die in der deutschsprachigen Wikipedia einen Artikel haben. Dieses ist eine Teilliste mit 859 Einträgen von Personen, deren Namen mit den Buchstaben „Ev“ beginnt.

Die Liste der Biografien führt alle Personen auf, die in der deutschsprachigen Wikipedia einen Artikel haben. Dieses ist eine Teilliste mit 859 Einträgen von Personen, deren Namen mit den Buchstaben „Ev“ beginnt.

Die Liste der Biografien führt alle Personen auf, die in der deutschsprachigen Wikipedia einen Artikel haben. Dieses ist eine Teilliste mit 859 Einträgen von Personen, deren Namen mit den Buchstaben „Ev“ beginnt.

Die Liste der Biografien führt alle Personen auf, die in der deutschsprachigen Wikipedia einen Artikel haben. Dieses ist eine Teilliste mit 859 Einträgen von Personen, deren Namen mit den Buchstaben „Ev“ beginnt.

Die Liste der Biografien führt alle Personen auf, die in der deutschsprachigen Wikipedia einen Artikel haben. Dieses ist eine Teilliste mit 859 Einträgen von Personen, deren Namen mit den Buchstaben „Ev“ beginnt.

Die Liste der Biografien führt alle Personen auf, die in der deutschsprachigen Wikipedia einen Artikel haben. Dieses ist eine Teilliste mit 859 Einträgen von Personen, deren Namen mit den Buchstaben „Ev“ beginnt.

Die Liste der Biografien führt alle Personen auf, die in der deutschsprachigen Wikipedia einen Artikel haben. Dieses ist eine Teilliste mit 859 Einträgen von Personen, deren Namen mit den Buchstaben „Ev“ beginnt.

Die Liste der Biografien führt alle Personen auf, die in der deutschsprachigen Wikipedia einen Artikel haben. Dieses ist eine Teilliste mit 859 Einträgen von Personen, deren Namen mit den Buchstaben „Ev“ beginnt.

Die Liste der Biografien führt alle Personen auf, die in der deutschsprachigen Wikipedia einen Artikel haben. Dieses ist eine Teilliste mit 859 Einträgen von Personen, deren Namen mit den Buchstaben „Ev“ beginnt.

Die Liste der Biografien führt alle Personen auf, die in der deutschsprachigen Wikipedia einen Artikel haben. Dieses ist eine Teilliste mit 859 Einträgen von Personen, deren Namen mit den Buchstaben „Ev“ beginnt.

Die Liste der Biografien führt alle Personen auf, die in der deutschsprachigen Wikipedia einen Artikel haben. Dieses ist eine Teilliste mit 859 Einträgen von Personen, deren Namen mit den Buchstaben „Ev“ beginnt.

Die Liste der Biografien führt alle Personen auf, die in der deutschsprachigen Wikipedia einen Artikel haben. Dieses ist eine Teilliste mit 859 Einträgen von Personen, deren Namen mit den Buchstaben „Ev“ beginnt.

Die Liste der Biografien führt alle Personen auf, die in der deutschsprachigen Wikipedia einen Artikel haben. Dieses ist eine Teilliste mit 859 Einträgen von Personen, deren Namen mit den Buchstaben „Ev“ beginnt.

Die Liste der Biografien führt alle Personen auf, die in der deutschsprachigen Wikipedia einen Artikel haben. Dieses ist eine Teilliste mit 859 Einträgen von Personen, deren Namen mit den Buchstaben „Ev“ beginnt.

Die Liste der Biografien führt alle Personen auf, die in der deutschsprachigen Wikipedia einen Artikel haben. Dieses ist eine Teilliste mit 859 Einträgen von Personen, deren Namen mit den Buchstaben „Ev“ beginnt.

Die Liste der Biografien führt alle Personen auf, die in der deutschsprachigen Wikipedia einen Artikel haben. Dieses ist eine Teilliste mit 859 Einträgen von Personen, deren Namen mit den Buchstaben „Ev“ beginnt.

Die Liste der Biografien führt alle Personen auf, die in der deutschsprachigen Wikipedia einen Artikel haben. Dieses ist eine Teilliste mit 859 Einträgen von Personen, deren Namen mit den Buchstaben „Ev“ beginnt.

Die Liste der Biografien führt alle Personen auf, die in der deutschsprachigen Wikipedia einen Artikel haben. Dieses ist eine Teilliste mit 859 Einträgen von Personen, deren Namen mit den Buchstaben „Ev“ beginnt.

Die Liste der Biografien führt alle Personen auf, die in der deutschsprachigen Wikipedia einen Artikel haben. Dieses ist eine Teilliste mit 859 Einträgen von Personen, deren Namen mit den Buchstaben „Ev“ beginnt.

Die Liste der Biografien führt alle Personen auf, die in der deutschsprachigen Wikipedia einen Artikel haben. Dieses ist eine Teilliste mit 859 Einträgen von Personen, deren Namen mit den Buchstaben „Ev“ beginnt.

Die Liste der Biografien führt alle Personen auf, die in der deutschsprachigen Wikipedia einen Artikel haben. Dieses ist eine Teilliste mit 859 Einträgen von Personen, deren Namen mit den Buchstaben „Ev“ beginnt.

Die Liste der Biografien führt alle Personen auf, die in der deutschsprachigen Wikipedia einen Artikel haben. Dieses ist eine Teilliste mit 859 Einträgen von Personen, deren Namen mit den Buchstaben „Ev“ beginnt.

Die Liste der Biografien führt alle Personen auf, die in der deutschsprachigen Wikipedia einen Artikel haben. Dieses ist eine Teilliste mit 859 Einträgen von Personen, deren Namen mit den Buchstaben „Ev“ beginnt.

Die Liste der Biografien führt alle Personen auf, die in der deutschsprachigen Wikipedia einen Artikel haben. Dieses ist eine Teilliste mit 859 Einträgen von Personen, deren Namen mit den Buchstaben „Ev“ beginnt.

Die Liste der Biografien führt alle Personen auf, die in der deutschsprachigen Wikipedia einen Artikel haben. Dieses ist eine Teilliste mit 859 Einträgen von Personen, deren Namen mit den Buchstaben „Ev“ beginnt.

## Ev

### Eva
- Eva (1943–2020), deutsche Chansonsängerin
- Eva Abu Halaweh (* 1975), jordanische Juristin und Menschenrechtsaktivistin
- Eva Björg Ægisdóttir (* 1988), isländische Schriftstellerin
- Eva Christina (1558–1575), Tochter des Grafen Georg I. von Württemberg-Mömpelgard
- Eva de Briouze, englische Adlige
- Eva Heiða Önnudóttir (* 1973), isländische Politikwissenschaftlerin
- Eva Marie (* 1984), US-amerikanische Wrestlerin
- Eva Pandora Baldursdóttir (* 1990), isländische Politikerin (Píratar)
- Eva Þengilsdóttir (* 1966), isländische Künstlerin und Kinderbuchautorin
- Eva von Lüttich († 1265), Mystikerin, Inkludin
- Éva, 2. Countess of Buchan, schottische Adlige
- Eva, Evi (1899–1985), deutsche Schauspielerin

#### Evag
- Evagora, Evan (* 1996), australischer Schauspieler und ModelEvan Evagora (* 1996)

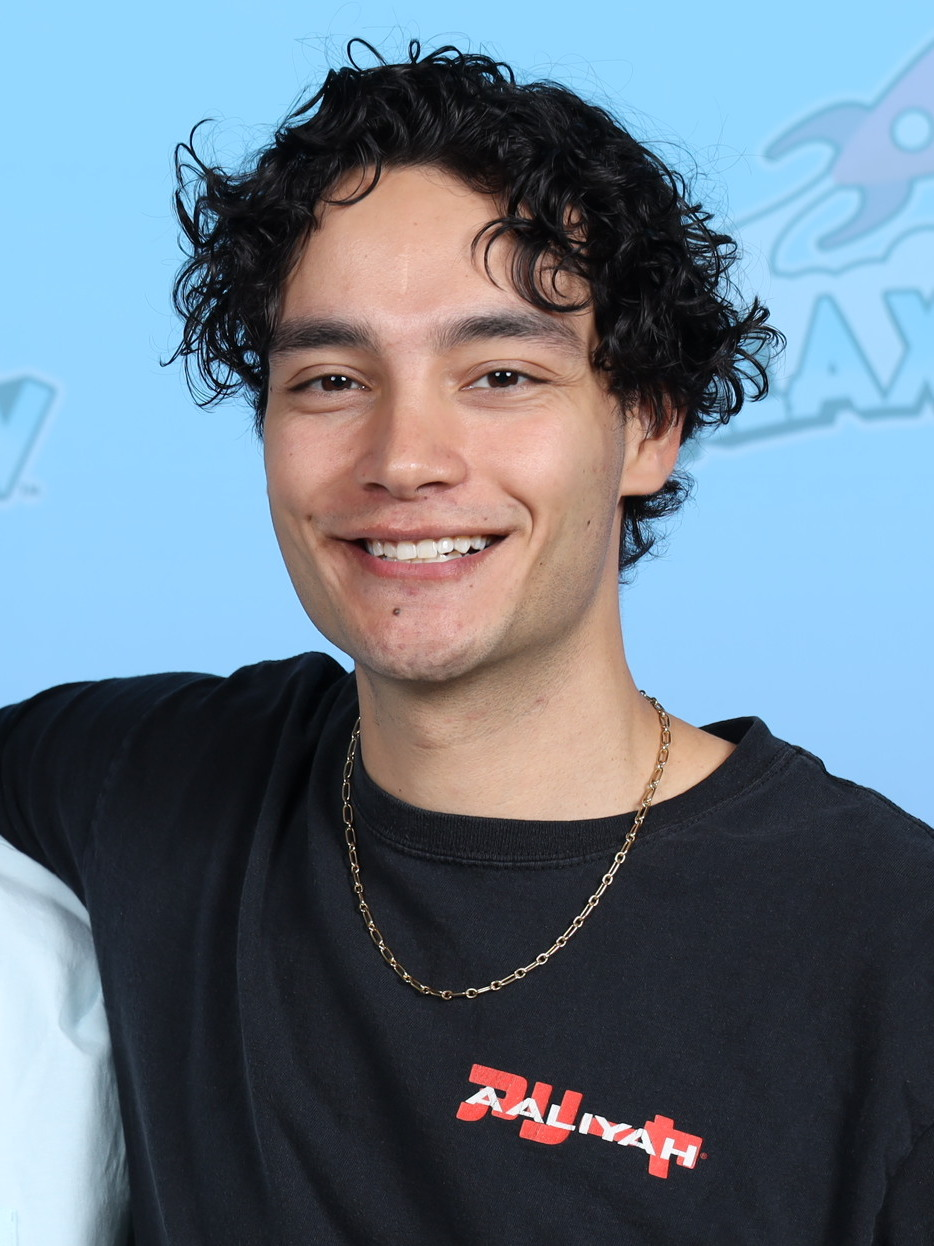
Evan Evagora (* 1996)

#### Evai
- Evain, Louis (1775–1852), belgischer Politiker, General in Belgien und Frankreich

#### Eval
- Evaldsen, Randi Vestergaard (* 1984), grönländische Politikerin (Demokraatit)
- Evaldsson, Annika (* 1970), schwedische Skilangläuferin

#### Evan
- Evan, Gio (* 1988), italienischer Schriftsteller und Cantautore
- Evan, John (* 1948), britischer Keyboardspieler
- Evan, Theo (* 2000), griechisch-zyprischer Sänger
- Evan-Thomas, Hugh (1862–1928), britischer Admiral

##### Evanc
- Evance, Susan, englische Dichterin der englischen Romantik
- Evancho, Jackie (* 2000), US-amerikanische NachwuchssängerinJackie Evancho (* 2000)

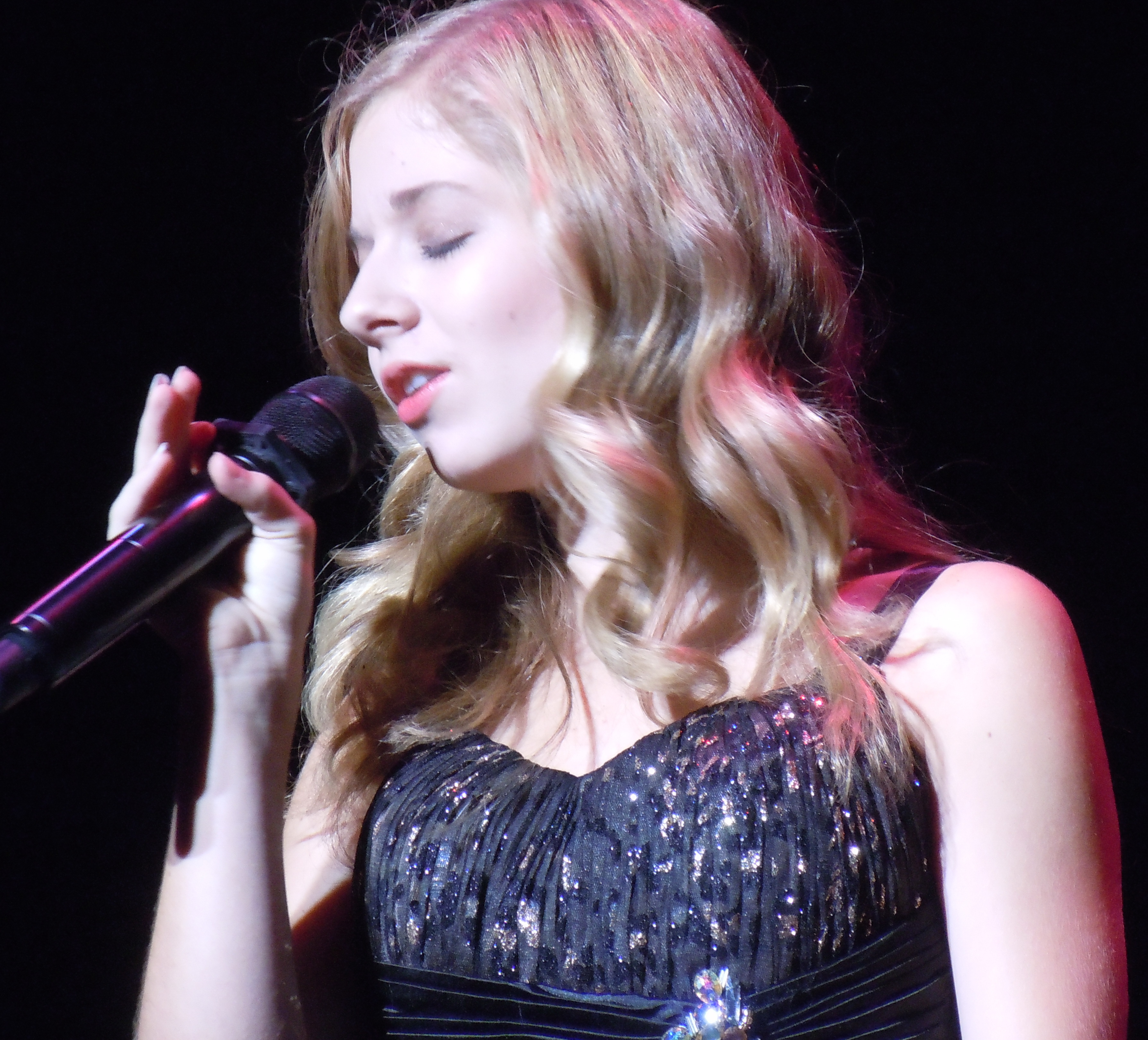
Jackie Evancho (* 2000)

##### Evand
- Evander (* 1998), brasilianischer Fußballspieler
- Evander, Theodor (1539–1620), deutscher evangelischer Geistlicher
- Evando (* 1977), brasilianischer Fußballspieler und -trainer

##### Evang
- Evang, Karl (1902–1981), norwegischer Arzt
- Evangelatos, Antiochos (1903–1981), griechischer Dirigent und Komponist
- Evangelatos, Daphne (1946–2021), griechische Opernsängerin (Mezzosopran)
- Evangelatos, Kostas (* 1957), griechischer Künstler
- Evangelia (* 1992), US-amerikanisch-griechische Popsängerin
- Evangelidou, Natalia (* 1991), zypriotische Leichtathletin
- Evangelista da Pian di Meleto († 1549), italienischer Maler
- Evangelista, Alfredo (* 1954), uruguayischer Schwergewichtsboxer
- Evangelista, Allen (* 1982), US-amerikanischer Schauspieler
- Evangelista, Christine (* 1986), US-amerikanische Schauspielerin
- Evangelista, José (* 1943), kanadischer Komponist
- Evangelista, Karl (* 1986), amerikanischer Fusion- und Jazzmusiker (Gitarre, Komposition)
- Evangelista, Linda (* 1965), kanadisches Mannequin und FotomodellLinda Evangelista (* 1965)

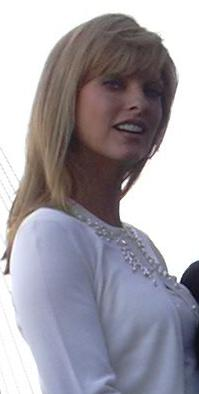
Linda Evangelista (* 1965)

- Evangelista, Lucas (* 1995), brasilianischer Fußballspieler
- Evangelista, Nick (* 1949), US-amerikanischer Fechtmeister, Buchautor und Herausgeber
- Evangelista, Reynaldo Gonda (* 1960), philippinischer Geistlicher, Bischof von Imus
- Evangelista, Tony, US-amerikanischer Schauspieler
- Evangelisti, Franco (1926–1980), italienischer Komponist, Improvisationsmusiker und Musikwissenschaftler
- Evangelisti, Giovanni (* 1961), italienischer Weitspringer
- Evangelisti, Joseph Bartholomew (1908–1976), italienischer römisch-katholischer Geistlicher und Kapuziner
- Evangelisti, Valerio (1952–2022), italienischer Schriftsteller
- Evangelou, Angelos (* 1983), griechischer Fußballschiedsrichter
- Evangjeli, Pandeli (1859–1949), albanischer Politiker

##### Evani
- Evani, Alberico (* 1963), italienischer Fußballspieler und -trainer
- Evanier, Mark (* 1952), US-amerikanischer Schriftsteller, Drehbuch- und Comicautor
- Evanilson (* 1975), brasilianischer Fußballspieler
- Evanilson (* 1999), brasilianischer Fußballspieler

##### Evano
- Evanovich, Janet (* 1943), US-amerikanische Schriftstellerin

##### Evans

###### Evans W
- Evans Wilson, Augusta Jane (1835–1909), amerikanische Schriftstellerin

###### Evans, A
- Evans, Aja (* 1978), US-amerikanische Schauspieler und Synchronsprecher
- Evans, Aja (* 1988), US-amerikanische Bobfahrerin
- Evans, Alan (1949–1999), walisischer Dartspieler
- Evans, Alana (* 1976), US-amerikanische Pornodarstellerin
- Evans, Alexander (1818–1888), US-amerikanischer Politiker
- Evans, Alice (* 1971), britisch-amerikanische SchauspielerinAlice Evans (* 1971)

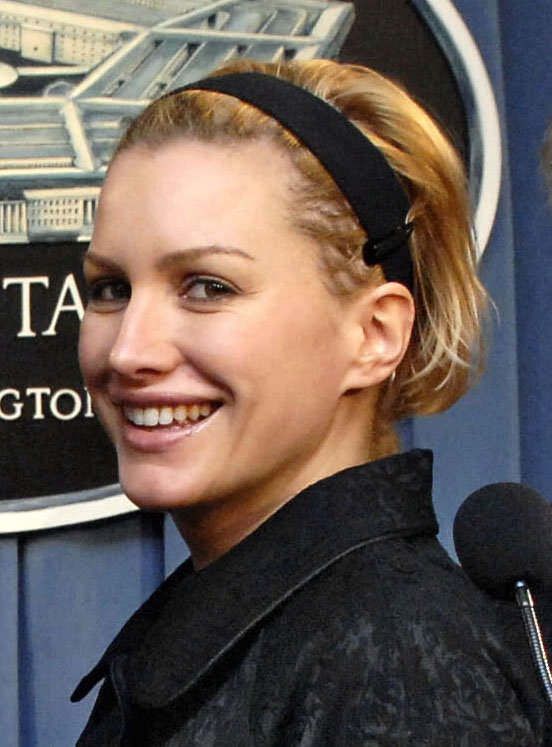
Alice Evans (* 1971)

- Evans, Alice Catherine (1881–1975), amerikanische Mikrobiologin
- Evans, Allan (1941–2018), US-amerikanischer Opernsänger (Bassbariton)
- Evans, Allan (* 1956), schottischer Fußballspieler
- Evans, Allen Roy (1885–1965), kanadischer Autor
- Evans, Alun (* 1949), englischer Fußballspieler
- Evans, Alvin (1845–1906), US-amerikanischer Politiker
- Evans, Andrew (* 1991), US-amerikanischer Diskuswerfer
- Evans, Andy (* 1951), US-amerikanischer Rennfahrer
- Evans, Anthony (* 1969), australischer Skilangläufer
- Evans, Antony (* 1998), englischer Fußballspieler
- Evans, Art (1942–2024), US-amerikanischer Film- und Fernsehschauspieler
- Evans, Arthur (1851–1941), britischer Archäologe
- Evans, Ashley (* 1994), US-amerikanische Volleyballspielerin

###### Evans, B
- Evans, Bill (1929–1980), amerikanischer Jazzpianist, Komponist und BandleaderBill Evans (1929–1980)

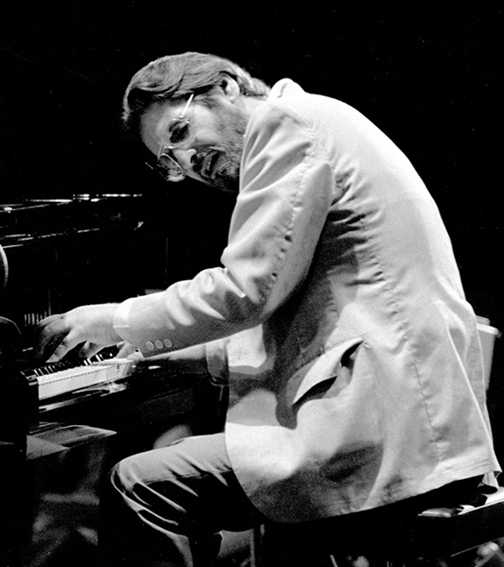
Bill Evans (1929–1980)

- Evans, Bill (1936–2019), US-amerikanischer Jazzmusiker
- Evans, Bill (* 1958), US-amerikanischer Jazz- und Pop-Saxophonist
- Evans, Billy Lee (* 1941), US-amerikanischer Politiker
- Evans, Blair (* 1991), australische Schwimmerin
- Evans, Bob (1927–2004), US-amerikanischer Computeringenieur
- Evans, Bob (* 1947), britischer Rennfahrer
- Evans, Bobby (1927–2001), schottischer Fußballspieler und -trainer
- Evans, Bobby (* 1997), US-amerikanischer American-Football-Spieler
- Evans, Brad (* 1985), US-amerikanischer Fußballspieler
- Evans, Brendan (* 1986), US-amerikanischer Tennisspieler
- Evans, Brennan (* 1982), kanadischer Eishockeyspieler
- Evans, Bruce A. (* 1946), US-amerikanischer Drehbuchautor, Regisseur und Filmproduzent

###### Evans, C
- Evans, Cadel (* 1977), australischer RadrennfahrerCadel Evans (* 1977)

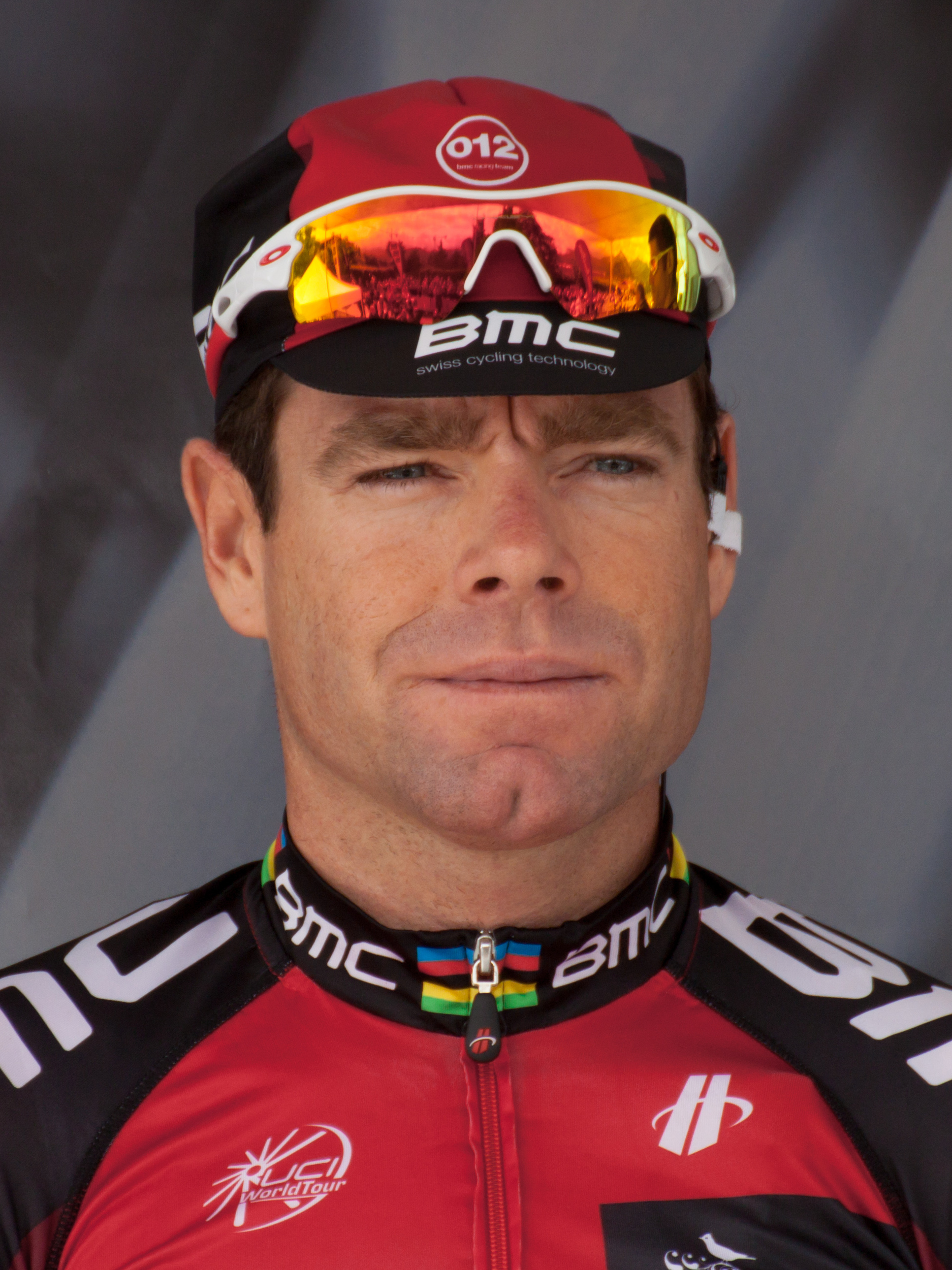
Cadel Evans (* 1977)

- Evans, Cameron (* 1984), kanadischer Radrennfahrer
- Evans, Caradoc (1878–1945), walisischer Schriftsteller
- Evans, Carl T. (* 1968), US-amerikanischer Schauspieler
- Evans, Cerith Wyn (* 1958), britischer Konzeptkünstler, Bildhauer und Filmemacher
- Evans, Charles (1918–1995), britischer Bergsteiger und Mediziner
- Evans, Charles, US-amerikanischer Jazzmusiker
- Evans, Charles R. (1866–1954), US-amerikanischer Politiker
- Evans, Ched (* 1988), walisischer Fußballspieler
- Evans, Chick (1890–1979), US-amerikanischer Golfspieler
- Evans, Chris (1940–2022), deutsch-britischer Musiker, Komponist und Musikproduzent
- Evans, Chris (1946–2000), deutsch-kanadischer Eishockeyspieler
- Evans, Chris (* 1966), britischer Radio- und Fernsehmoderator
- Evans, Chris (* 1981), US-amerikanischer SchauspielerChris Evans (* 1981)

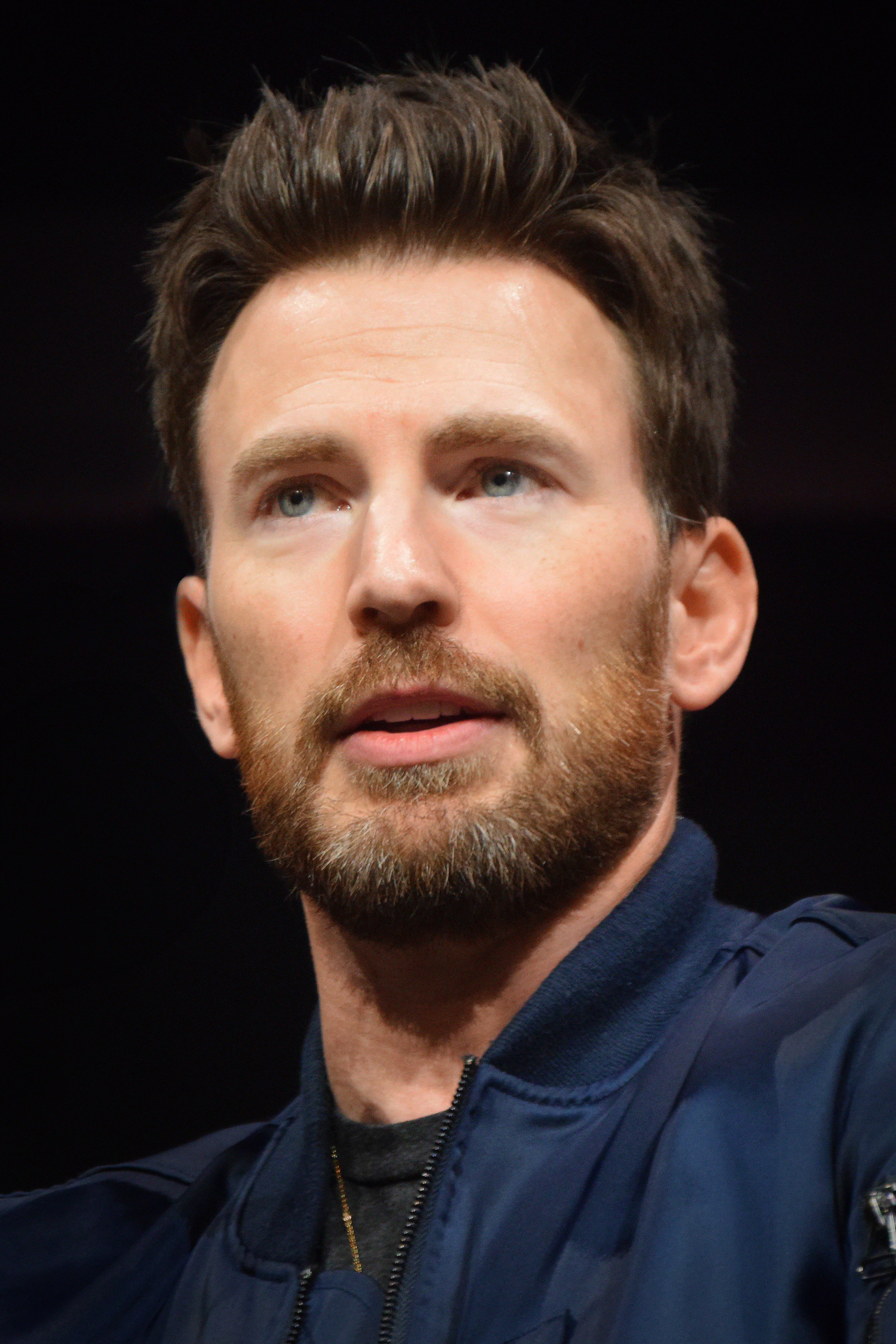
Chris Evans (* 1981)

- Evans, Christine (* 1943), englische Lyrikerin
- Evans, Christopher (* 1951), britischer Science-Fiction-Autor
- Evans, Christopher (* 1958), australischer Politiker
- Evans, Christopher Riche (1931–1979), britischer Psychologe, Computerwissenschaftler, Sachbuchautor und Herausgeber von Science-Fiction
- Evans, Chuck (* 1971), deutsch-US-amerikanischer Basketballspieler und -trainer
- Evans, Clara (* 1993), britische Langstreckenläuferin
- Evans, Clark (* 1990), US-amerikanischer American-Football-Spieler
- Evans, Clay (* 1953), kanadischer Schwimmer
- Evans, Clement Anselm (1833–1911), US-amerikanischer Jurist, Historiker, Autor und Brigadegeneral
- Evans, Clifford (1912–1985), britischer Schauspieler
- Evans, Corry (* 1990), nordirischer Fußballspieler

###### Evans, D
- Evans, Dale (1912–2001), US-amerikanische Sängerin und Schauspielerin
- Evans, Daniel (* 1990), britischer Tennisspieler
- Evans, Daniel J. (1925–2024), US-amerikanischer Politiker
- Evans, Daniel Simon (1921–1998), walisischer Akademiker und Hochschullehrer
- Evans, Dave (* 1953), australischer SängerDave Evans (* 1953)

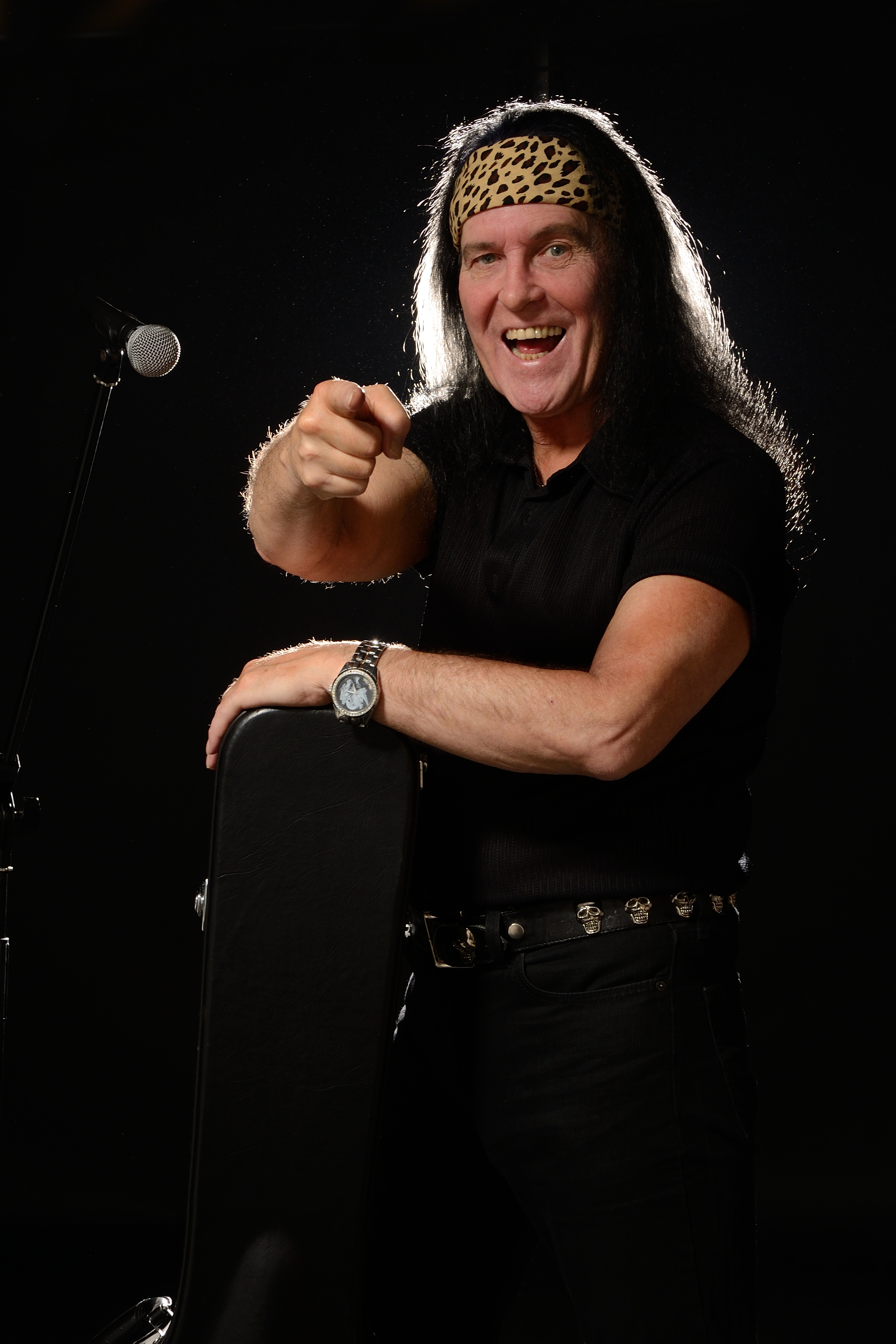
Dave Evans (* 1953)

- Evans, David, britischer Unternehmer und Entrepreneur
- Evans, David (1924–2020), britischer Air Chief Marshal
- Evans, David (1941–2022), US-amerikanischer organischer Chemiker
- Evans, David (* 1944), US-amerikanischer Blues-Musiker und -Forscher
- Evans, David (* 1953), britischer Geistlicher und römisch-katholischer Weihbischof in Birmingham
- Evans, David (* 1974), walisischer Squashspieler
- Evans, David (* 1989), englischer Dartspieler
- Evans, David C. (1924–1998), US-amerikanischer Informatiker
- Evans, David C. (* 1980), kanadischer Wirbeltier-Paläontologe und Evolutionsbiologe
- Evans, David Ellicott (1788–1850), US-amerikanischer Politiker
- Evans, David M. (* 1962), US-amerikanischer Regisseur
- Evans, David R. (1769–1843), US-amerikanischer Politiker
- Evans, David Stanley (1916–2004), britischer Astronom
- Evans, David W. (* 1946), US-amerikanischer Politiker
- Evans, David, Baron Evans of Watford (* 1942), britischer Politiker und Unternehmer
- Evans, De Lacy (1787–1870), britischer General und Politiker
- Evans, De Scott (1847–1898), amerikanischer Maler
- Evans, Dean (* 1990), australischer Fußballspieler
- Evans, Denny, US-amerikanischer Drehbuchautor und Filmproduzent
- Evans, Derrick (* 1985), US-amerikanischer Politiker
- Evans, Diana (* 1973), britische Journalistin und Schriftstellerin
- Evans, Dixie (1926–2013), US-amerikanische Tänzerin und Schauspielerin
- Evans, Doc (1907–1977), US-amerikanischer Jazz-Trompeter (Kornett) des Dixieland Jazz
- Evans, Donald Leroy (1957–1999), US-amerikanischer Serienmörder
- Evans, Donald Louis (* 1946), US-amerikanischer Geschäftsmann und Politiker (Republikanische Partei)
- Evans, Donald Randell (1912–1975), britischer Offizier der Luftstreitkräfte des Vereinigten Königreichs
- Evans, Dorothy (1888–1944), englisch-britische Suffragette und feministische Aktivistin
- Evans, Doug (* 1963), kanadischer Eishockeyspieler
- Evans, Dwayne (* 1958), US-amerikanischer Sprinter
- Evans, Dwayne (* 1992), US-amerikanischer Basketballspieler
- Evans, Dwight (* 1954), US-amerikanischer Politiker der Demokratischen Partei

###### Evans, E
- Evans, E. Everett (1893–1958), amerikanischer Science-Fiction-Fan und -Autor
- Evans, Edgar (1876–1912), britischer Teilnehmer an Antarktis-ExpeditionenEdgar Evans (1876–1912)

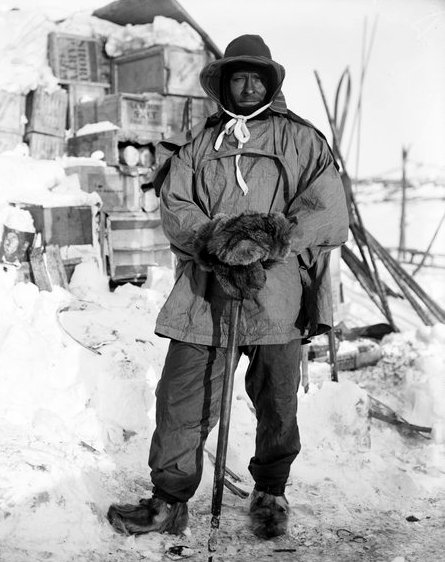
Edgar Evans (1876–1912)

- Evans, Edith (1888–1976), britische Schauspielerin
- Evans, Edith Corse (1875–1912), US-amerikanische Society-Angehörige und Titanic-Opfer
- Evans, Edward, 1. Baron Mountevans (1880–1957), britischer Polarforscher, Admiral
- Evans, Edward, 3. Baron Mountevans (1943–2014), britischer Peer und Politiker
- Evans, Edwin (1849–1921), australischer Cricketspieler
- Evans, Elfyn (* 1988), walisischer Rallye-Fahrer
- Evans, Eli (1805–1882), deutscher Unternehmer und Politiker, MdL (Königreich Sachsen), MdR (Norddeutscher Bund)
- Evans, Elizabeth Glendower (1856–1937), US-amerikanische Gesellschaftsreformerin
- Evans, Elle (* 1989), US-amerikanisches Model und Schauspielerin
- Evans, Emyr (* 1996), walisischer Squashspieler
- Evans, Estelle (1906–1985), US-amerikanische Schauspielerin
- Evans, Evan (1765–1844), englischer Spinnmeister und Maschinenbauer

###### Evans, F
- Evans, Faith (* 1973), US-amerikanische R&B-Sängerin und SchauspielerinFaith Evans (* 1973)

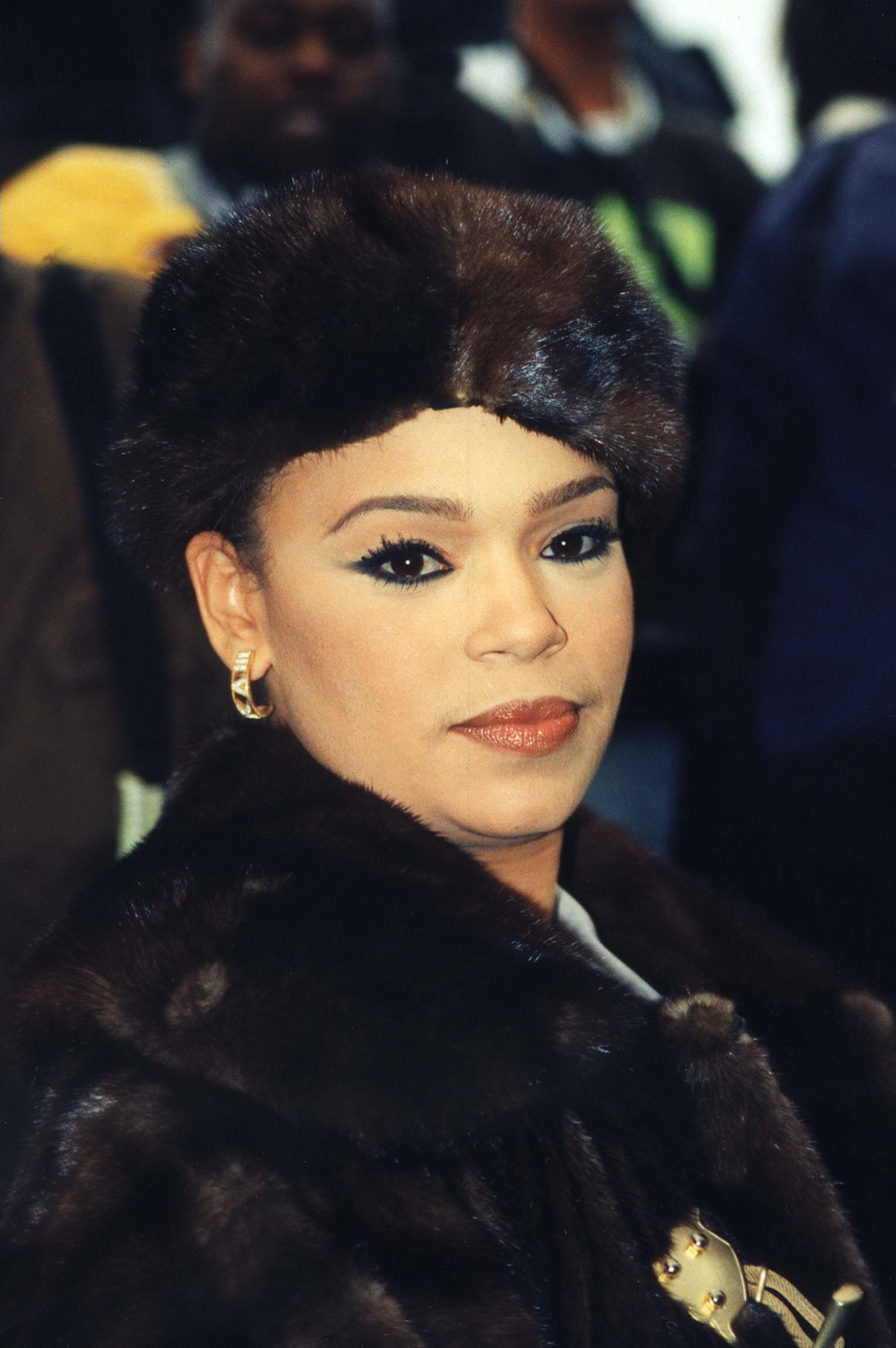
Faith Evans (* 1973)

- Evans, Falkner (* 1953), US-amerikanischer Jazzmusiker (Piano)
- Evans, Frank, US-amerikanischer Country-Musiker
- Evans, Frank E. (1923–2010), US-amerikanischer Politiker
- Evans, Frazer, nordirischer Badmintonspieler
- Evans, Fred (* 1991), britischer bzw. walisischer Boxer
- Evans, Frederick H. (1853–1943), britischer Fotograf
- Evans, Frederick Pryce (1874–1959), britisch-australischer Kapitän

###### Evans, G
- Evans, G. Blakemore (1912–2005), US-amerikanischer Literaturwissenschaftler
- Evans, Gabe (* 1986), US-amerikanischer Politiker der Republikanischen Partei
- Evans, Gareth (* 1944), australischer Politiker und Außenminister
- Evans, Gareth (1946–1980), englischer Philosoph
- Evans, Gareth (* 1980), walisischer Regisseur, Drehbuchautor, Filmeditor und Action-ChoreographGareth Evans (* 1980)

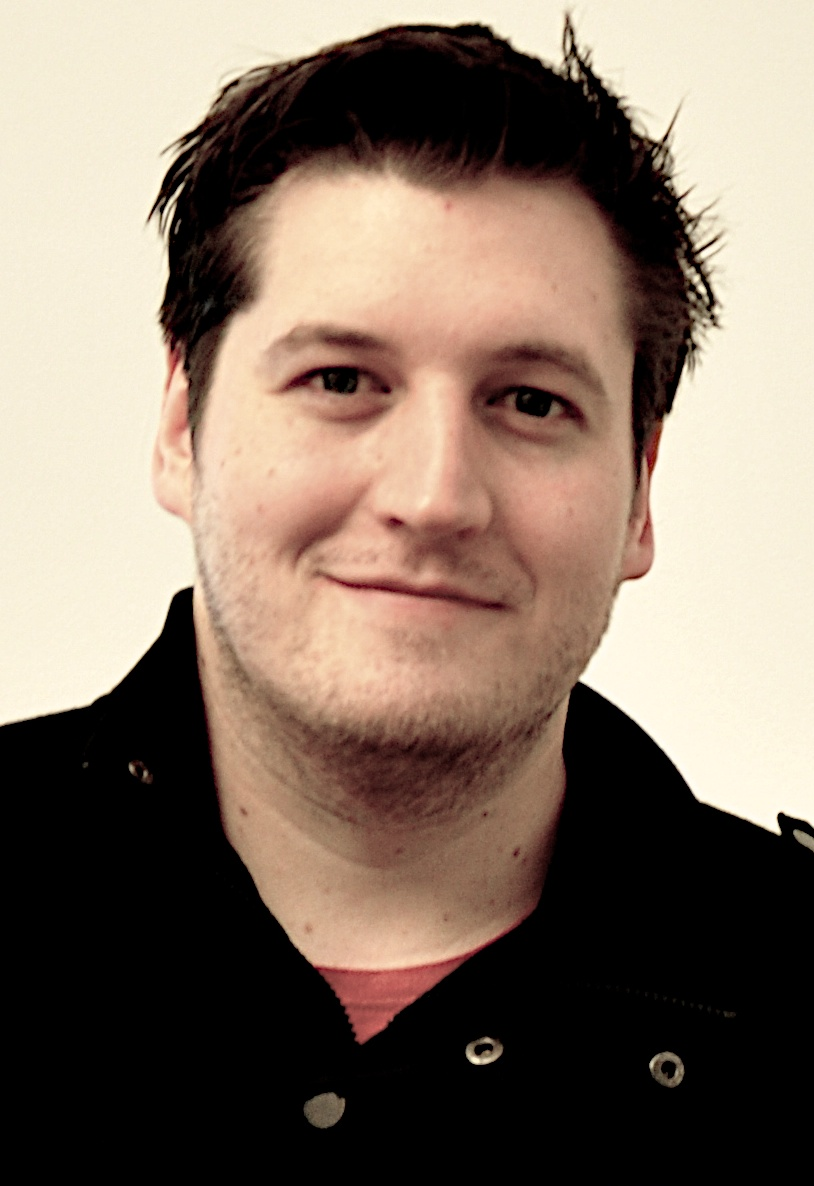
Gareth Evans (* 1980)

- Evans, Garth (* 1934), britischer Plastiker und emeritierter Professor
- Evans, Gayon (* 1990), jamaikanische Sprinterin
- Evans, Gene (1922–1998), US-amerikanischer Schauspieler
- Evans, Geoffrey Charles (1901–1987), britischer Generalleutnant
- Evans, George (1797–1867), US-amerikanischer Politiker (Whig Party)
- Evans, George (1920–2001), US-amerikanischer Comiczeichner
- Evans, George (* 1971), US-amerikanischer Basketballspieler
- Evans, George Ewart (1909–1988), walisischer Schriftsteller
- Evans, George Roche (1922–1985), US-amerikanischer Geistlicher, Weihbischof in Denver
- Evans, George William (1780–1852), britischer Entdeckungsreisender in Australien
- Evans, Gerald (* 1934), südafrikanischer Sprinter und Mittelstreckenläufer
- Evans, Gil (1912–1988), kanadischer JazzmusikerGil Evans (1912–1988)

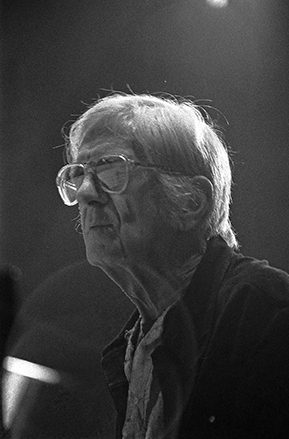
Gil Evans (1912–1988)

- Evans, Gomer Edwin (* 1947), britischer Musiker und Komponist
- Evans, Greg (* 1947), US-amerikanischer Comiczeichner
- Evans, Griffith C. (1887–1973), US-amerikanischer Mathematiker
- Evans, Gruffydd, Baron Evans of Claughton (1928–1992), britischer Politiker
- Evans, Guy (* 1947), britischer Schlagzeuger und Komponist
- Evans, Gwynfor (1912–2005), walisischer Politiker (Plaid Cymru), Mitglied des House of Commons
- Evans, Gwynne (1880–1965), US-amerikanischer Schwimmer, Wasserballspieler und Leichtathlet

###### Evans, H
- Evans, H. Clay (1843–1921), US-amerikanischer Politiker
- Evans, Hal (1906–1998), englischer Komponist, Arrangeur, Pianist und Dirigent
- Evans, Heath (* 1978), US-amerikanischer American-Football-Spieler
- Evans, Herbert M. (1882–1971), US-amerikanischer Anatom und Endokrinologe
- Evans, Herschel (1909–1939), US-amerikanischer Jazz-Tenorsaxophonist des Swing
- Evans, Hilary (1929–2011), britischer Bildarchivar, Parapsychologe und Autor
- Evans, Hiram Kinsman (1863–1941), US-amerikanischer Politiker
- Evans, Howard Ensign (1919–2002), US-amerikanischer Entomologe
- Evans, Hugh (* 1983), australischer Humanist

###### Evans, I
- Evans, Iain (* 1959), australischer Politiker (Liberal Party)
- Evans, Ieshia, US-amerikanische Krankenschwester und Bürgerrechtlerin
- Evans, Ieuan (* 1964), walisischer Rugbyspieler
- Evans, Ifor, Baron Evans of Hungershall (1899–1982), britischer Literaturhistoriker, Literaturwissenschaftler und Hochschullehrer
- Evans, Indiana (* 1990), australische SchauspielerinIndiana Evans (* 1990)

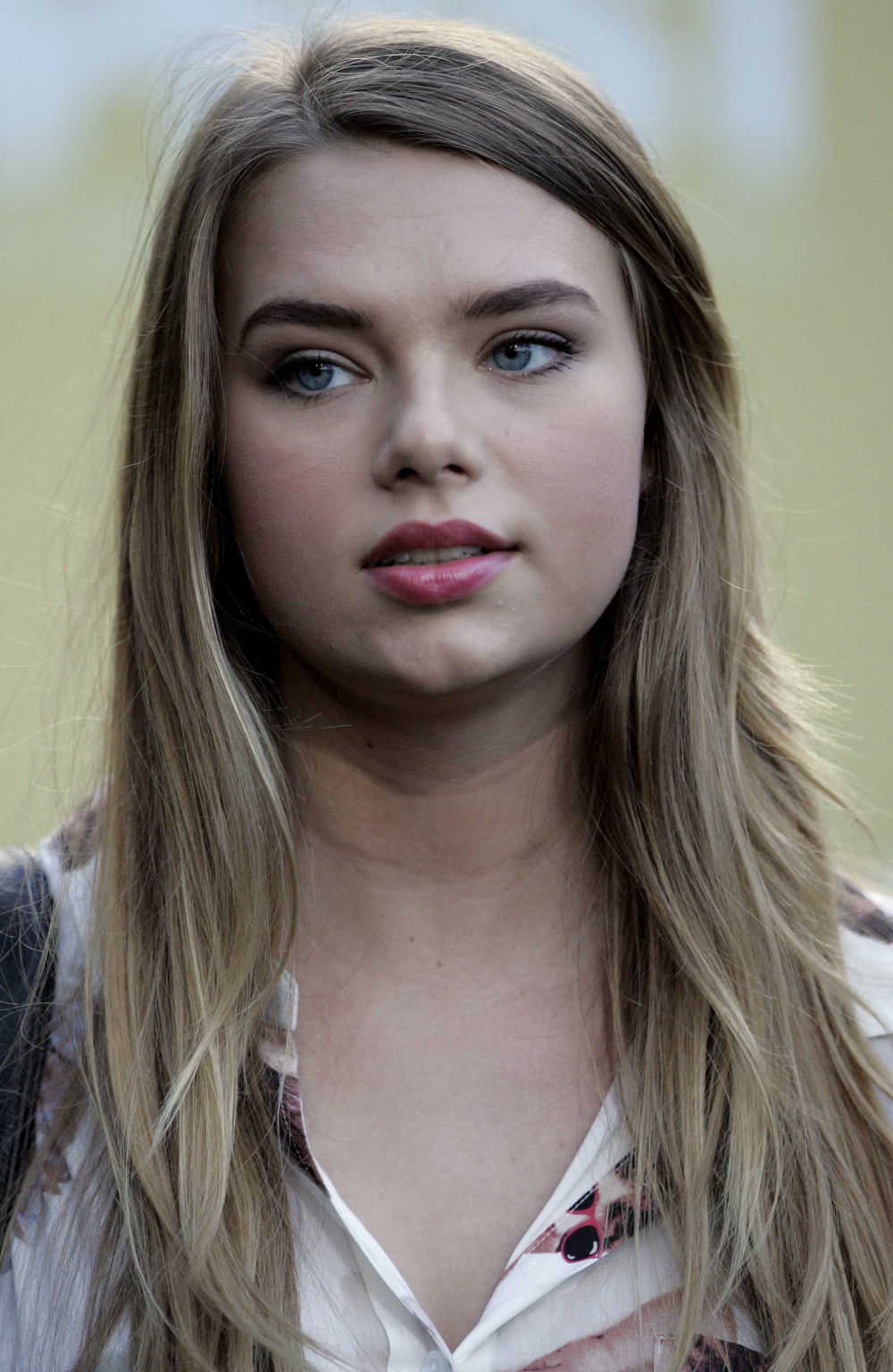
Indiana Evans (* 1990)

- Evans, Isaac Newton (1827–1901), US-amerikanischer Politiker
- Evans, Ivor Hugh Norman (1886–1957), britischer Anthropologe und Ethnograph

###### Evans, J
- Evans, J. Brian (* 1946), US-amerikanischer Geophysiker
- Evans, Jack (1928–2009), australischer Politiker
- Evans, Jacqueline, cookische Meeresökologin
- Evans, Jahri (* 1983), US-amerikanischer American-Football-Spieler
- Evans, James (1801–1846), methodistischer Missionar und Pastor in Kanada und Amateur-Linguist
- Evans, James (* 1948), US-amerikanischer Physiker und Wissenschaftshistoriker
- Evans, James La Fayette (1825–1903), US-amerikanischer Politiker
- Evans, Janet (* 1971), US-amerikanische Schwimmerin
- Evans, Jaxon (* 1996), neuseeländischer Autorennfahrer
- Evans, Jay Thomas (1931–2008), US-amerikanischer Ringer
- Evans, Jeanne (1924–2012), US-amerikanische Schauspielerin
- Evans, Jeffrey, 4. Baron Mountevans (* 1948), britischer Politiker, Peer und Schiffsmakler
- Evans, Jennifer V. (* 1970), kanadische Hochschullehrerin, Professorin für moderne europäische Geschichte
- Evans, Jenny (* 1954), britische Jazz-Sängerin
- Evans, Jeremy (* 1987), US-amerikanischer Basketballspieler
- Evans, Jerod (* 1994), American-Football-Spieler
- Evans, Jerry (* 1968), US-amerikanischer American-Football-Spieler
- Evans, Jesse (* 1853), US-amerikanischer Cowboy und OutlawJesse Evans (* 1853)

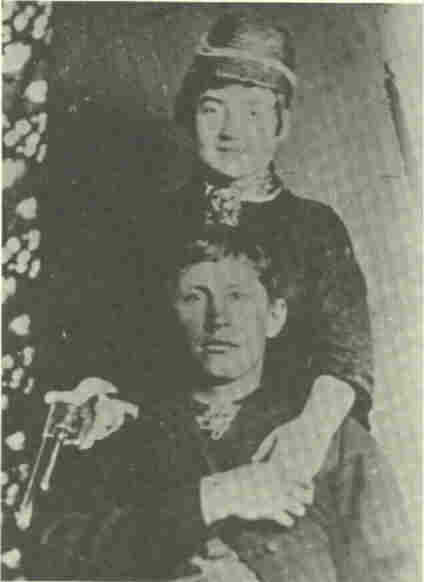
Jesse Evans (* 1853)

- Evans, Jessie B., US-amerikanischer Schauspieler, Drehbuchautor, Filmregisseur, Filmproduzent
- Evans, Jill (* 1959), britische Politikerin, MdEP und Mitglied der Plaid Cymru
- Evans, Jimmy (1936–2011), US-amerikanischer Rockabilly-Musiker
- Evans, Joan (1934–2023), US-amerikanische Schauspielerin
- Evans, Joe (1916–2014), US-amerikanischer Jazzmusiker
- Evans, John (1770–1799), walisischer Entdecker
- Evans, John (1814–1897), US-amerikanischer Politiker
- Evans, John (1823–1908), englischer Archäologe und Geologe
- Evans, John, amerikanischer Spezialeffekte-Künstler
- Evans, John Gary (1863–1942), US-amerikanischer Politiker
- Evans, John Gwynne (1941–2005), englischer Archäologe
- Evans, John M. (1863–1946), US-amerikanischer Politiker
- Evans, John V. (1925–2014), US-amerikanischer Politiker
- Evans, John William (1855–1943), australischer Politiker, Premier von Tasmanien
- Evans, John, Baron Evans of Parkside (1930–2016), britischer Politiker der Labour Party
- Evans, Jonathan (* 1950), britischer Politiker (Conservative Party), Mitglied des House of Commons, MdEP
- Evans, Jonathan, Baron Evans of Weardale (* 1958), britischer Nachrichtendienstler und parteiloser Politiker, Peer
- Evans, Jonny (* 1988), nordirischer FußballspielerJonny Evans (* 1988)

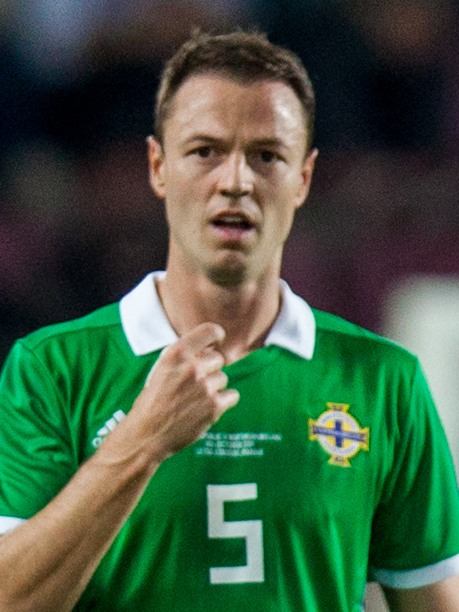
Jonny Evans (* 1988)

- Evans, Josh, US-amerikanischer Jazztrompeter
- Evans, Josh Ryan (1982–2002), US-amerikanischer Filmschauspieler
- Evans, Joshua (1777–1846), US-amerikanischer Politiker
- Evans, Josiah J. (1786–1858), US-amerikanischer Politiker
- Evans, Judi (* 1964), amerikanische Schauspielerin
- Evans, Judith Dim (1932–2020), US-amerikanische Holocaust-Überlebende und Zeitzeugin

###### Evans, K
- Evans, Karin (1907–2004), britisch-deutsche Schauspielerin
- Evans, Kate, britische Filmeditorin
- Evans, Kate Williams (1866–1961), walisisch-britische Sozialreformerin und Suffragette
- Evans, Kellylee (* 1975), kanadische Soul- und Jazzmusikerin
- Evans, Kenneth A. (1898–1970), US-amerikanischer Politiker
- Evans, Kevin (* 1965), kanadischer Eishockeyspieler und -trainer
- Evans, Kevin (* 1978), südafrikanischer Radrennfahrer
- Evans, Kris (* 1986), ungarischer Pornodarsteller, Model und Bodybuilder

###### Evans, L
- Evans, Lacey (* 1990), US-amerikanische Wrestlerin
- Evans, Lane (1951–2014), US-amerikanischer Politiker
- Evans, Larry (1932–2010), US-amerikanischer Schachspieler und Schachjournalist
- Evans, Lawrence C. (* 1949), US-amerikanischer Mathematiker
- Evans, Lee (1933–2023), US-amerikanischer Jazz- und Unterhaltungsmusiker (Piano) und Arrangeur
- Evans, Lee (1947–2021), US-amerikanischer Leichtathlet und Olympiasieger
- Evans, Lee (* 1964), britischer Komiker und Schauspieler
- Evans, Lee (* 1981), US-amerikanischer American-Football-Spieler
- Evans, Lee (* 1988), englischer Dartspieler
- Evans, Lemuel D. (1810–1877), US-amerikanischer Jurist und Politiker
- Evans, Linda (* 1942), US-amerikanische SchauspielerinLinda Evans (* 1942)

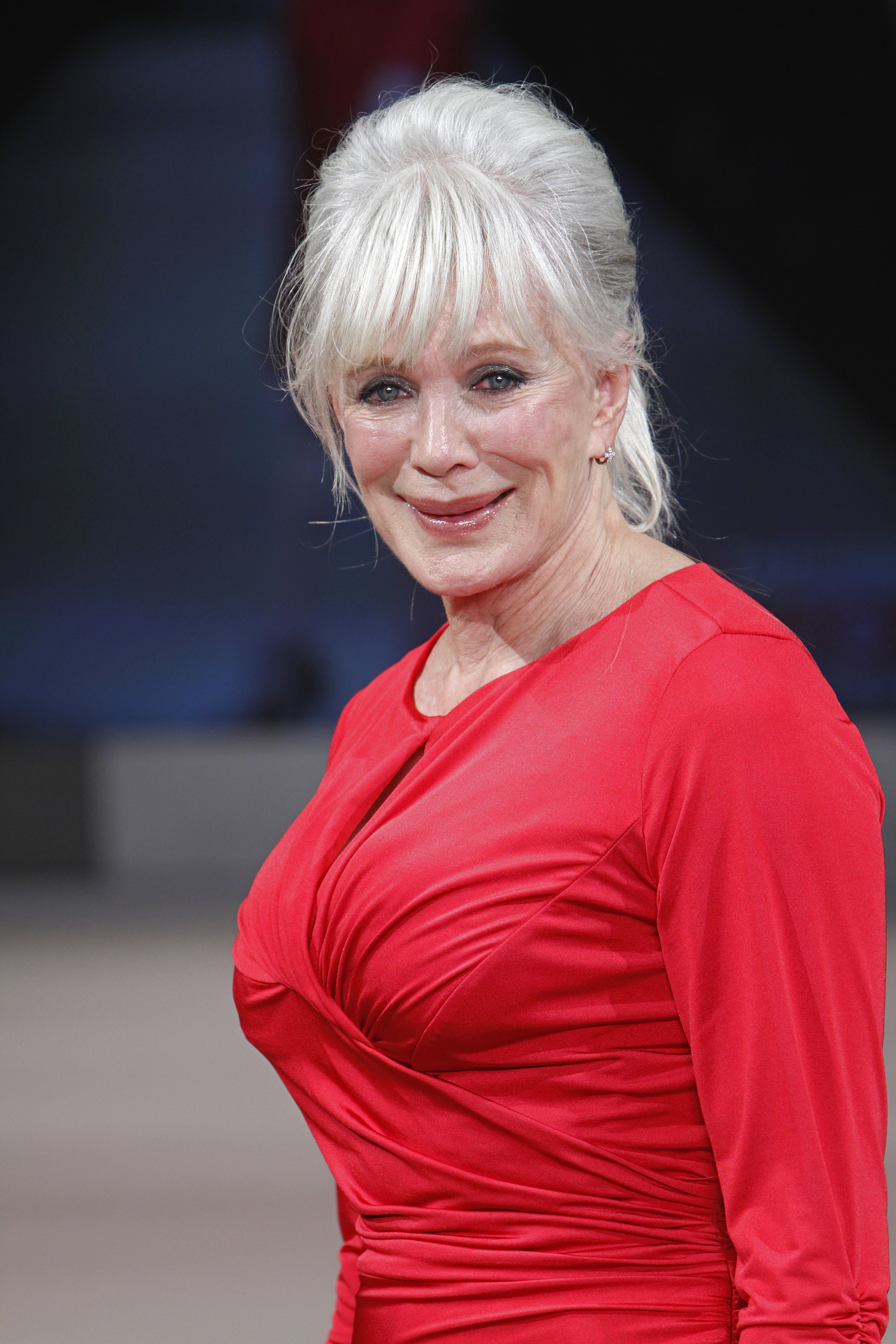
Linda Evans (* 1942)

- Evans, Lindley (1895–1982), australischer Pianist, Musikpädagoge und Komponist
- Evans, Lisa (* 1992), schottische Fußballspielerin
- Evans, Lope Haydn, spanischer Schauspieler
- Evans, Lowri, britische EU-Beamtin und Generaldirektorin
- Evans, Luke (* 1979), britischer SchauspielerLuke Evans (* 1979)

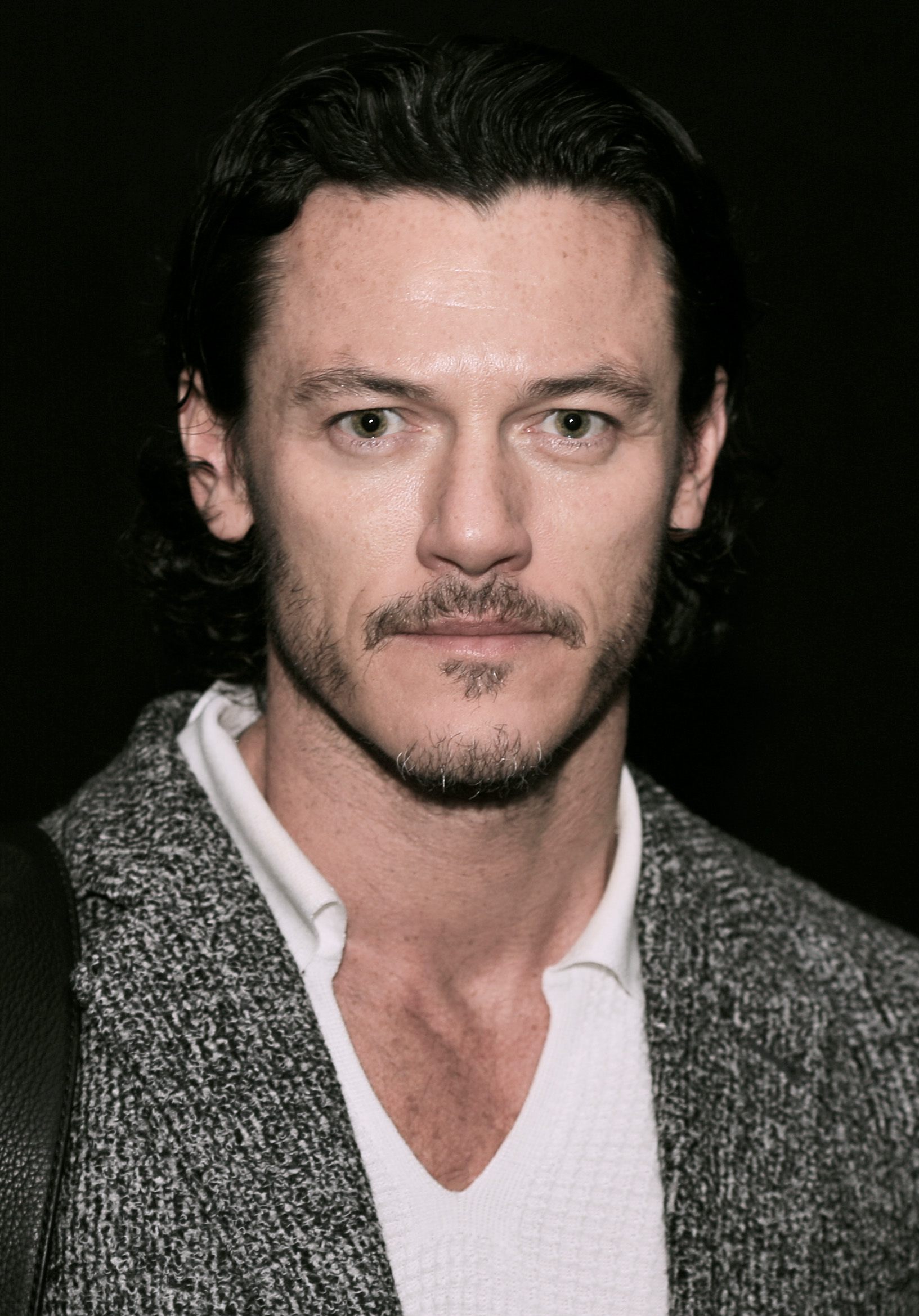
Luke Evans (* 1979)

- Evans, Luther H. (1902–1981), US-amerikanischer Politikwissenschaftler, Leiter der Library of Congress, UNESCO-Generaldirektor
- Evans, Lyn (* 1945), britischer Physiker
- Evans, Lynden (1858–1926), US-amerikanischer Politiker

###### Evans, M
- Evans, M. M. (1850–1911), US-amerikanischer Politiker
- Evans, Maddy (* 1991), US-amerikanische Fußballspielerin
- Evans, Madge (1909–1981), US-amerikanische Schauspielerin
- Evans, Mal (1935–1976), britischer Roadmanager bei den Beatles
- Evans, Malcolm (* 1944), englischer Computerspielentwickler
- Evans, Marc (* 1963), britischer Regisseur
- Evans, Marcellus H. (1884–1953), US-amerikanischer Jurist und Politiker
- Evans, Marcus S. (* 1970), US-amerikanischer Offizier, Generalmajor der US-Army
- Evans, Margie (1939–2021), US-amerikanische Blues- und Gospelsängerin
- Evans, Marion (1926–2024), US-amerikanischer Arrangeur, Orchesterleiter und Filmkomponist
- Evans, Mark (* 1956), australischer Musiker, Bassist der australischen Hardrock-Band AC/DCMark Evans (* 1956)

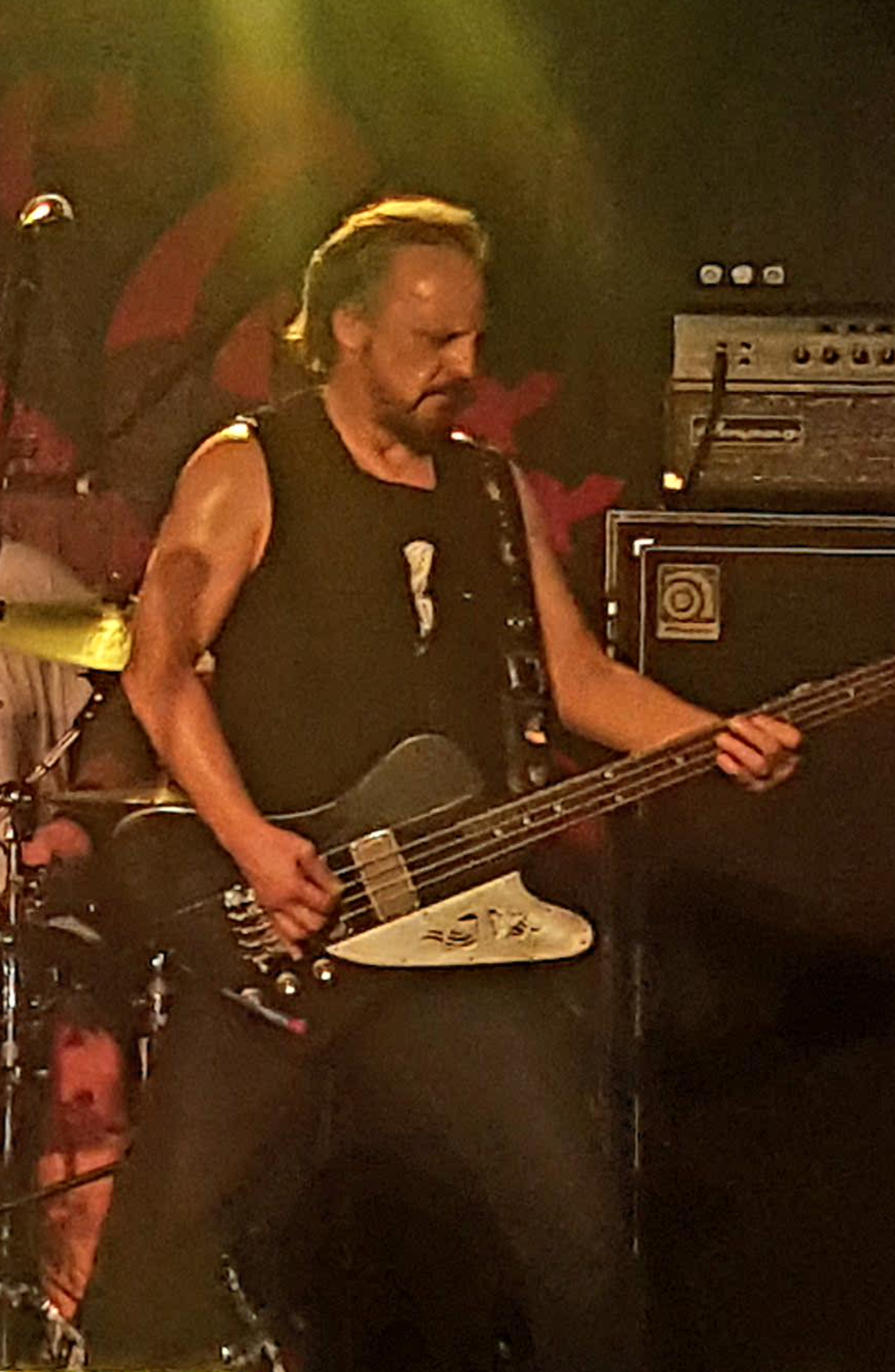
Mark Evans (* 1956)

- Evans, Mark (* 1957), kanadischer Ruderer
- Evans, Mark (* 1985), britischer Schauspieler, Filmregisseur, Sänger, Tänzer, Choreograf
- Evans, Martin (* 1941), britischer Genetiker
- Evans, Martyn (* 1953), australischer Politiker, Abgeordneter des Repräsentantenhauses und des South Australian Legislative Assembly
- Evans, Mary (1936–2010), britische Bildarchivarin
- Evans, Matthew J., US-amerikanischer Physiker
- Evans, Matthew, Baron Evans of Temple Guiting (1941–2016), britischer Verleger und Politiker der Labour Party und Mitglied des House of Lords
- Evans, Maureen (* 1940), britische Sängerin
- Evans, Maurice (1901–1989), britisch-US-amerikanischer Schauspieler und Filmproduzent
- Evans, Maurice Smethurst (1854–1920), südafrikanischer Politiker und Autor
- Evans, Maxine (* 1959), australische Badmintonspielerin
- Evans, Melvin H. (1917–1984), US-amerikanischer Politiker der Amerikanischen Jungferninseln
- Evans, Meredith Gwynne (1904–1952), britischer Chemiker
- Evans, Merlyn Oliver (1910–1973), britischer Maler und Grafiker
- Evans, Michael (1920–2007), britischer Schauspieler
- Evans, Michael (* 1957), kanadischer Ruderer
- Evans, Michael (1957–2021), US-amerikanischer Jazz- und Improvisationsmusiker
- Evans, Michael (* 1960), US-amerikanischer Wasserballspieler
- Evans, Michael (* 1971), deutsch-US-amerikanischer Schauspieler und Model
- Evans, Michael Charles (1951–2011), britischer Theologe und römisch-katholischer Bischof
- Evans, Mike (* 1993), US-amerikanischer American-Football-SpielerMike Evans (* 1993)

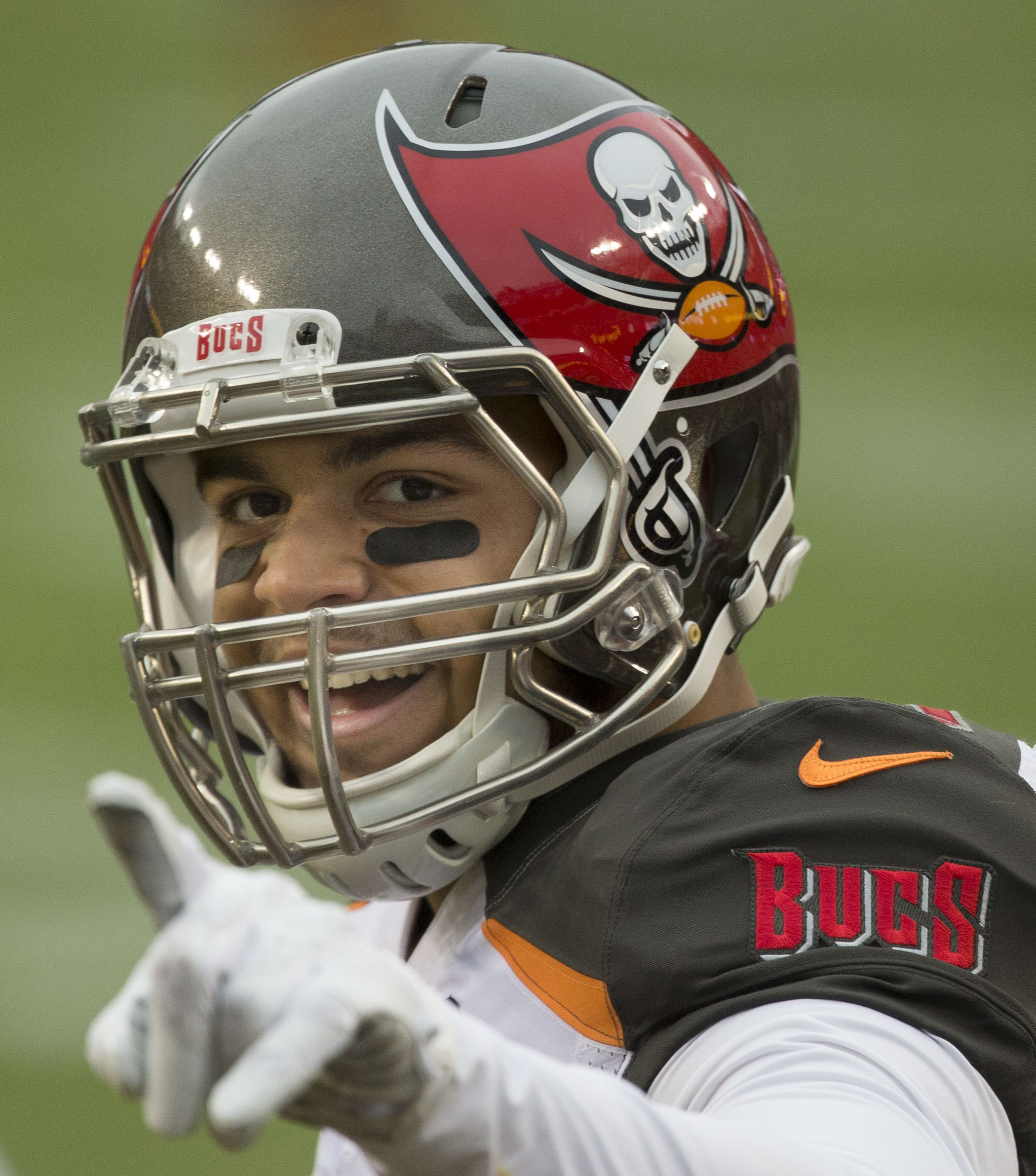
Mike Evans (* 1993)

- Evans, Miles (* 1965), amerikanischer Jazzmusiker (Trompete) und Bandleader
- Evans, Miles (* 1989), US-amerikanischer Beachvolleyballspieler
- Evans, Minnie (1892–1987), afroamerikanische Künstlerin der Outsider-Kunst
- Evans, Mitch (* 1994), neuseeländischer Automobilrennfahrer
- Evans, Monica (* 1940), britische ehemalige Schauspielerin
- Evans, Muriel (1910–2000), US-amerikanische Schauspielerin

###### Evans, N
- Evans, Nancy (1903–1998), walisische Tischtennisspielerin sowie Funktionärin
- Evans, Natalie, Baroness Evans of Bowes Park (* 1975), britische Politikerin, Abgeordnete im House of Lords (Conservative Party)
- Evans, Nathan (1804–1879), US-amerikanischer Politiker
- Evans, Nathan (* 1994), schottischer Folksänger
- Evans, Nathan George (1824–1868), General der Konföderierten Staaten von Amerika im Amerikanischen Bürgerkrieg
- Evans, Neah (* 1990), schottische Radrennfahrerin
- Evans, Nicholas (1950–2022), englischer Journalist und Schriftsteller
- Evans, Nicholas (* 1956), australischer Sprachwissenschaftler, Autor und Hochschullehrer
- Evans, Nick (* 1947), britischer Jazz- und Rockmusiker
- Evans, Nick (* 1980), neuseeländischer Rugby-Union-Spieler
- Evans, Nigel (* 1957), britischer Politiker (Conservative Party), Mitglied des House of Commons
- Evans, Nora Helene (* 2008), norwegische Nordische Kombiniererin

###### Evans, O
- Evans, Oliver (1755–1819), US-amerikanischer Erfinder
- Evans, Orrin (* 1975), US-amerikanischer Jazzmusiker (Piano, Bigband-Leader)

###### Evans, P
- Evans, Paul (1931–1987), US-amerikanischer Bildhauer und Designer
- Evans, Paul (* 1954), kanadischer Eishockeyspieler
- Evans, Paul (* 1955), kanadischer Eishockeyspieler
- Evans, Paul (* 1961), englischer Langstreckenläufer
- Evans, Peter (1929–2018), britischer Musikwissenschaftler
- Evans, Peter (* 1961), australischer Schwimmer
- Evans, Peter (* 1981), US-amerikanischer Jazzmusiker

###### Evans, R
- Evans, Ralph (1924–2000), US-amerikanischer Segler
- Evans, Ralph (* 1953), britischer bzw. walisischer Boxer
- Evans, Rashad (* 1979), US-amerikanischer MMA-Kämpfer
- Evans, Ray (1915–2007), amerikanischer Songwriter
- Evans, Raymond (1939–1974), australischer Hockeyspieler
- Evans, Reanne (* 1985), englische SnookerspielerinReanne Evans (* 1985)

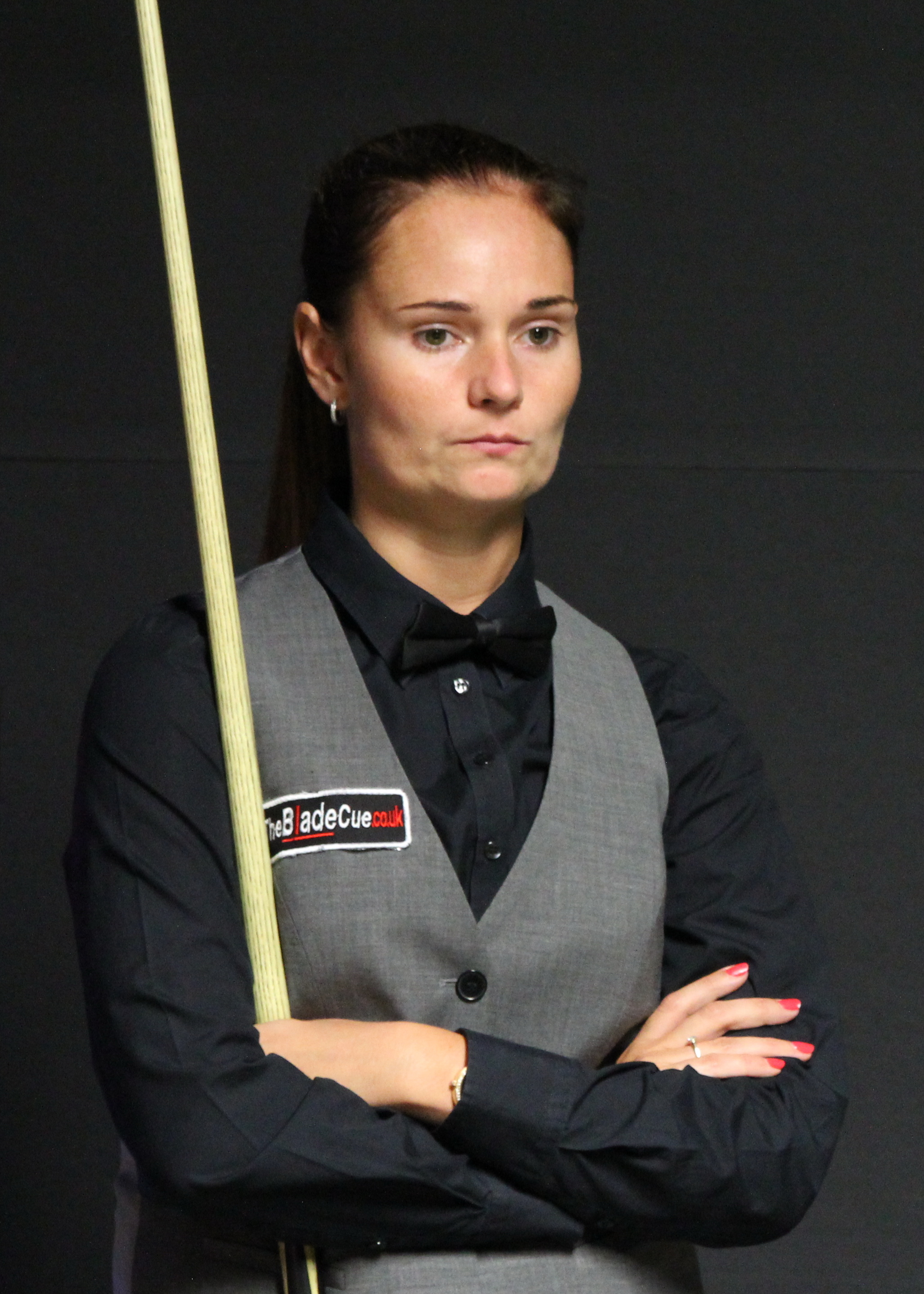
Reanne Evans (* 1985)

- Evans, Rebecca (* 1976), walisische Politikerin
- Evans, Reggie (* 1980), US-amerikanischer Basketballspieler
- Evans, Richard (1932–2014), US-amerikanischer Musiker, Arrangeur, Komponist und Produzent
- Evans, Richard J. (* 1947), britischer Historiker
- Evans, Richard Paul (* 1962), US-amerikanischer Schriftsteller
- Evans, Rick (1943–2018), US-amerikanischer Sänger und Gitarrist
- Evans, Ricky (* 1990), englischer Dartspieler
- Evans, Rik (* 1954), britischer Radrennfahrer
- Evans, Robert (1930–2019), US-amerikanischer Filmproduzent, Schauspieler und Moderator
- Evans, Robert (1937–2022), australischer Geistlicher der Uniting Church in Australia und Amateur-Astronom
- Evans, Robert (* 1946), britischer Physiker
- Evans, Robert (* 1956), britischer Politiker (Labour Party), MdEP
- Evans, Robert (* 1988), US-amerikanischer Journalist
- Evans, Robert Charles (* 1947), US-amerikanischer römisch-katholischer Geistlicher und Weihbischof in Providence
- Evans, Robert E. (1856–1925), US-amerikanischer Jurist und Politiker
- Evans, Robin, US-amerikanische Film- und Fernsehschauspielerin
- Evans, Robley D. (1846–1912), US-amerikanischer Admiral
- Evans, Robley D. (1907–1995), US-amerikanischer Medizin- und Kernphysiker
- Evans, Rod (* 1947), britischer SängerRod Evans (* 1947)

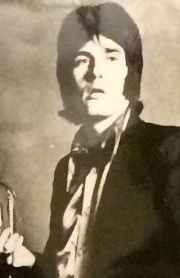
Rod Evans (* 1947)

- Evans, Ronald B. (1939–2007), australischer Footballer und -funktionär
- Evans, Ronald Ellwin (1933–1990), US-amerikanischer Astronaut der NASA
- Evans, Ronald M. (* 1949), US-amerikanischer Mikrobiologe
- Evans, Roy (1909–1998), walisischer Tischtennisspieler und Präsident der International Table Tennis Federation
- Evans, Roy, US-amerikanischer Musiker
- Evans, Roy (* 1948), englischer Fußballspieler und -trainer
- Evans, Rupert, britischer Schauspieler

###### Evans, S
- Evans, Sara (* 1971), US-amerikanische Country-Sängerin
- Evans, Scott (* 1983), US-amerikanischer Schauspieler
- Evans, Scott (* 1987), irischer Badmintonspieler
- Evans, Scott F., US-amerikanischer Schauspieler, Filmschaffender
- Evans, Sean (* 1986), US-amerikanischer Moderator und Produzent
- Evans, Shannon (* 1994), US-amerikanisch-guineischer Basketballspieler
- Evans, Shaun (* 1980), britischer Schauspieler und FernsehregisseurShaun Evans (* 1980)

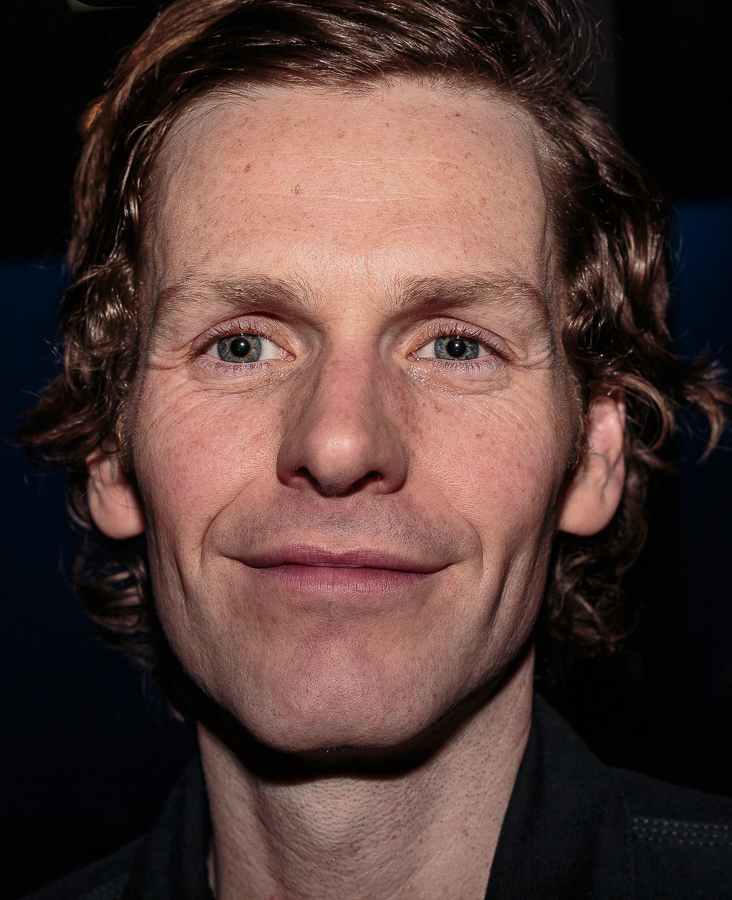
Shaun Evans (* 1980)

- Evans, Shaun (* 1987), australischer Fußballschiedsrichter
- Evans, Sian (* 1971), britische Sängerin
- Evans, Snowy (1891–1925), australischer Maschinengewehr-Schütze
- Evans, Sophie (* 1976), ungarische Pornodarstellerin
- Evans, Stephen (* 1962), australischer Ruderer
- Evans, Sticks (1923–1994), amerikanischer Jazz- und R-&B-Musiker (Schlagzeug, Arrangement)
- Evans, Stump (1904–1928), US-amerikanischer Saxophonist des Chicago-Jazz
- Evans, Sue (* 1951), US-amerikanische Jazzschlagzeugerin und Perkussionistin
- Evans, Sydney (1881–1927), britischer Boxer

###### Evans, T
- Evans, T. Cooper (1924–2005), US-amerikanischer Politiker
- Evans, Tania (* 1967), englische SängerinTania Evans (* 1967)

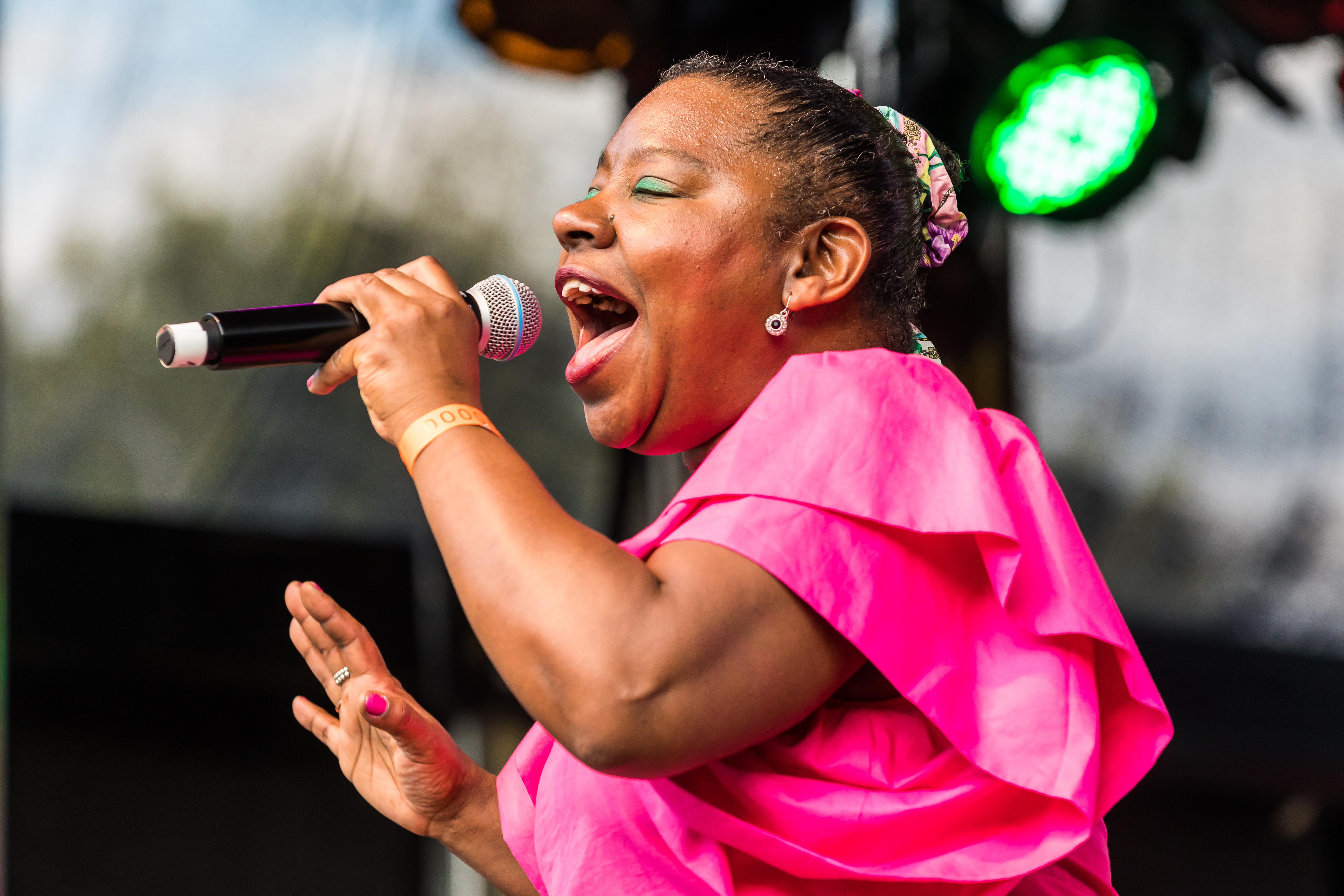
Tania Evans (* 1967)

- Evans, Terry (1937–2018), US-amerikanischer Musiker
- Evans, Thomas († 1815), US-amerikanischer Politiker
- Evans, Thomas B. (* 1931), US-amerikanischer Politiker
- Evans, Thomas W. (1823–1897), amerikanischer Zahnarzt und Mäzen
- Evans, Tiffany (* 1992), US-amerikanische R’n’B-, Gospel- und Pop-Sängerin und gelegentliche Schauspielerin
- Evans, Timothy (1924–1950), britisches Opfer eines Justizirrtums in den 1950er Jahren
- Evans, Tom (* 1968), kanadischer Triathlet und vierfacher Ironman-Sieger (2004 und 2008)
- Evans, Tommy (* 1973), irischer Radrennfahrer
- Evans, Tony (* 1949), US-amerikanischer evangelikaler Prediger und Pastor
- Evans, Tracy (* 1967), US-amerikanische Freestyle-Skierin
- Evans, Trefor (1913–1974), britischer Diplomat, Politikwissenschaftler und Hochschullehrer
- Evans, Trevor (* 1981), australischer Politiker
- Evans, Troy (* 1948), US-amerikanischer SchauspielerTroy Evans (* 1948)

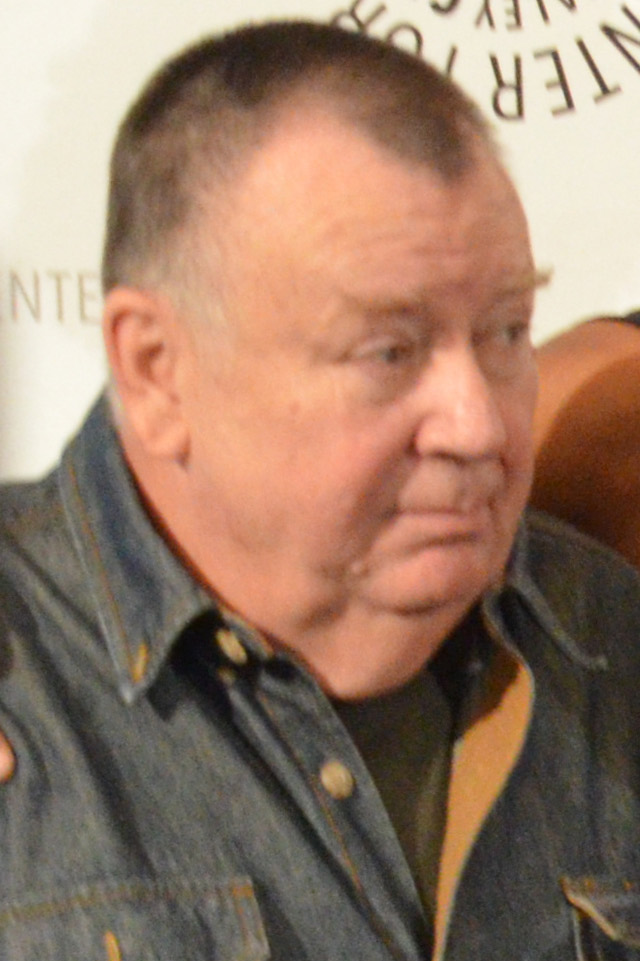
Troy Evans (* 1948)

- Evans, Tyreke (* 1989), US-amerikanischer Basketballspieler

###### Evans, U
- Evans, Ulick Richardson (1889–1980), britischer Chemiker und Metallurg, Korrosionsforscher

###### Evans, W
- Evans, Wainwright (* 1883), amerikanischer Journalist und Autor
- Evans, Waldo A. (1869–1936), US-amerikanischer Marineoffizier
- Evans, Walker (1903–1975), US-amerikanischer Fotograf
- Evans, Walter (1842–1923), US-amerikanischer Jurist und Politiker
- Evans, Walter Richard (1920–1999), US-amerikanischer Regelungstechniker
- Evans, Warren († 1959), US-amerikanischer Jazz- und Rhythm-&-Blues-Sänger (Bariton)
- Evans, William, US-amerikanischer Filmtechniker und Erfinder
- Evans, William (* 1956), amerikanischer Funk- und Jazzmusiker (Piano, Komposition)
- Evans, William Davies (1790–1872), walisischer Seemann und Schachspieler und Erfinder des Evans-Gambits
- Evans, William E. (1877–1959), US-amerikanischer Politiker
- Evans, William J. (1924–2000), US-amerikanischer Offizier, General der US Air Force
- Evans, William, Baron Energlyn (1912–1985), britischer Geologe

###### Evans, Y
- Evans, Yannick (* 1986), deutscher Basketballspieler

###### Evans-A
- Evans-Akingbola, Fola (* 1994), britische Schauspielerin und Model

###### Evans-J
- Evans-Jones, Albert (1895–1970), walisischer Dichter
- Evans-Jones, Jonathan, walisischer Violinist

###### Evans-P
- Evans-Pritchard, Edward E. (1902–1973), britischer SozialanthropologeEdward E. Evans-Pritchard (1902–1973)

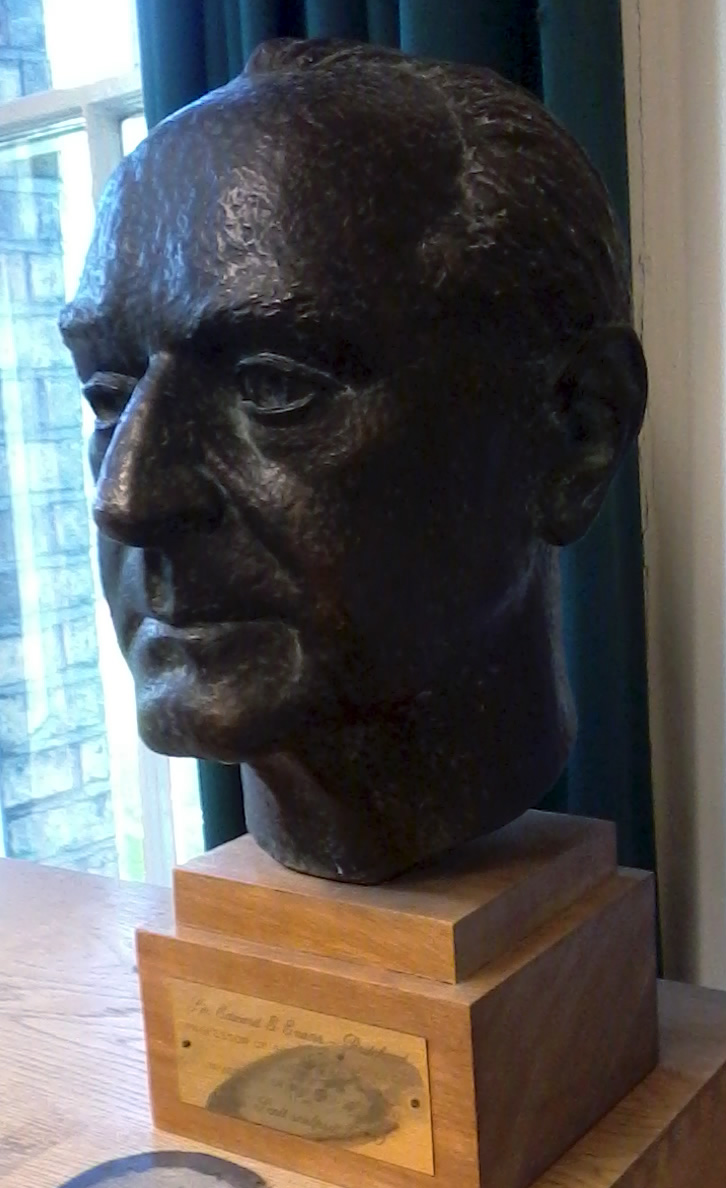
Edward E. Evans-Pritchard (1902–1973)

###### Evans-V
- Evans-van der Harten, Jennifer (* 1980), niederländische Musikerin

###### Evans-W
- Evans-Wentz, Walter (1878–1965), US-amerikanischer Anthropologe und Schriftsteller

###### Evanso
- Evanson, Edith (1896–1980), US-amerikanische Charakterdarstellerin
- Evanson, Edward (1731–1805), britischer Geistlicher und Theologe

##### Evant
- Evanti, Lillian (1890–1967), US-amerikanische Opernsängerin im Stimmfach Sopran

#### Evar
- Evard, André (1876–1972), Schweizer Maler und Zeichner
- Evard, Klaus (1936–2024), deutscher Wirtschaftswissenschaftler, Gründer der European Business School
- Evard, Marguerite (1880–1950), Schweizer Feministin und Lehrerin
- Evaristo, Alberto, argentinischer Fußballspieler
- Evaristo, Bernardine (* 1959), britische SchriftstellerinBernardine Evaristo (* 1959)

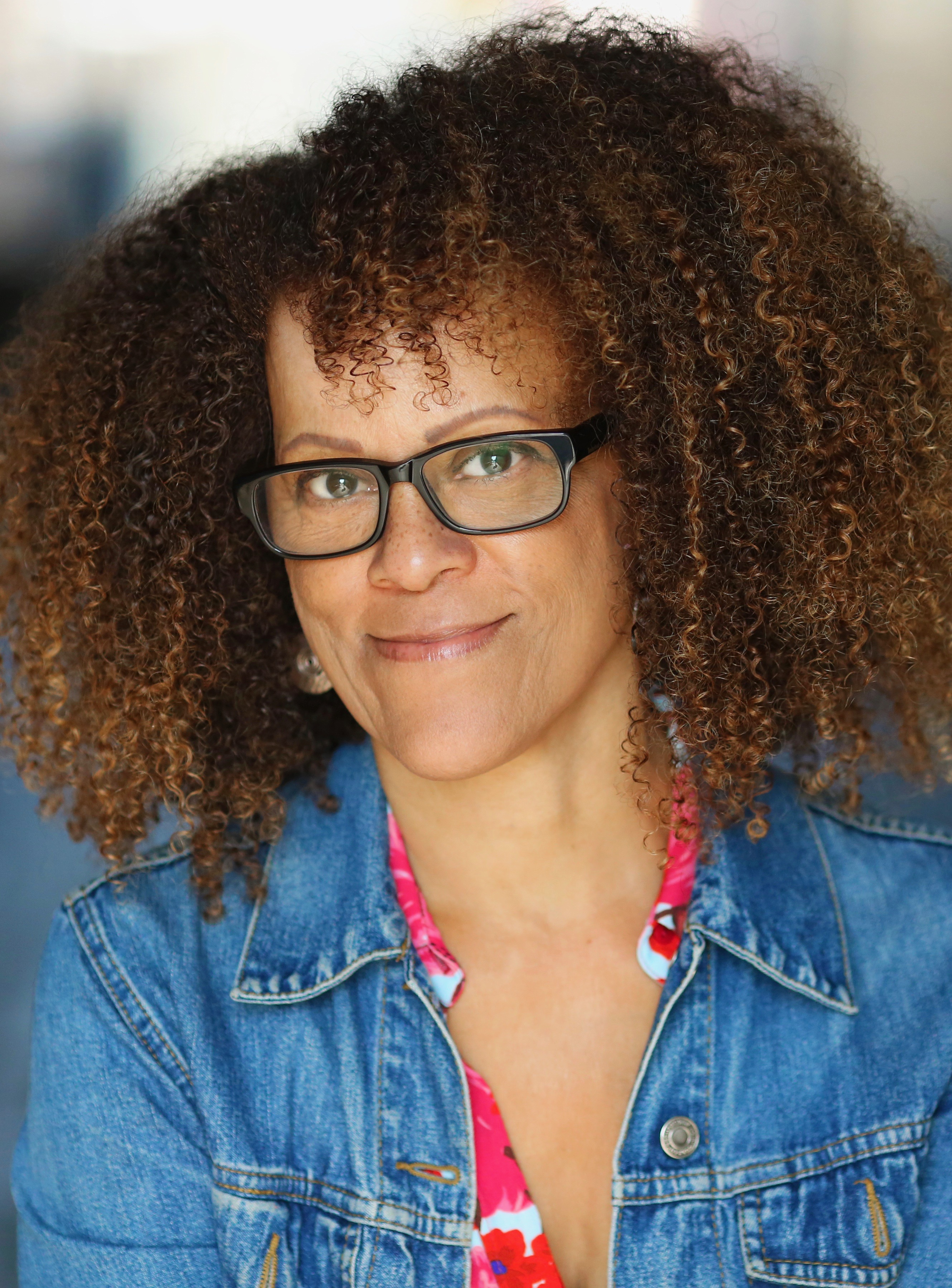
Bernardine Evaristo (* 1959)

- Evaristo, Conceição (* 1946), brasilianische Schriftstellerin und Dichterin
- Evaristo, Diego Cristiano (* 1992), brasilianischer Fußballspieler
- Evaristo, Juan (1902–1978), argentinischer Fußballspieler
- Evaristo, Macaé (* 1965), brasilianische Pädagogin und Politikerin
- Evaristo, Marino (1908–1993), argentinischer Fußballspieler
- Evaristti, Marco (* 1963), chilenisch-dänischer Künstler
- Evaristus, 5. Bischof von Rom (etwa 98–105)
- Evarts, Milo Burnell (1913–1942), US-amerikanischer Soldat
- Evarts, William M. (1818–1901), US-amerikanischer Rechtsanwalt und Staatsmann

#### Evas
- Evason, Dean (* 1964), kanadischer Eishockeyspieler und -trainer

#### Evat
- Evatt, Elizabeth (* 1933), australische Juristin
- Evatt, Herbert Vere (1894–1965), australischer Politiker, Diplomat und Autor

### Evb
- Evbuomwan, Tosan (* 2001), britischer Basketballspieler

### Evc
- Evcen, Fahriye (* 1986), türkisch-deutsche Schauspielerin
- Evci, Orhan (* 1991), türkischer Fußballspieler
- Evcimik, Yonca (* 1963), türkische Popmusikerin

### Evd
- Evdokimov, Paul (1901–1970), russisch-französischer orthodoxer Theologe und Hochschullehrer
- Evdokimova, Eva (1948–2009), US-amerikanische Balletttänzerin

### Eve
- Eve (* 1978), US-amerikanische Rapperin und Schauspielerin
- Eve (* 1995), japanischer Singer-Songwriter und Vocaloid-Produzent
- Eve de Clavering († 1369), englische Adlige
- Eve, Alice (* 1982), britische SchauspielerinAlice Eve (* 1982)

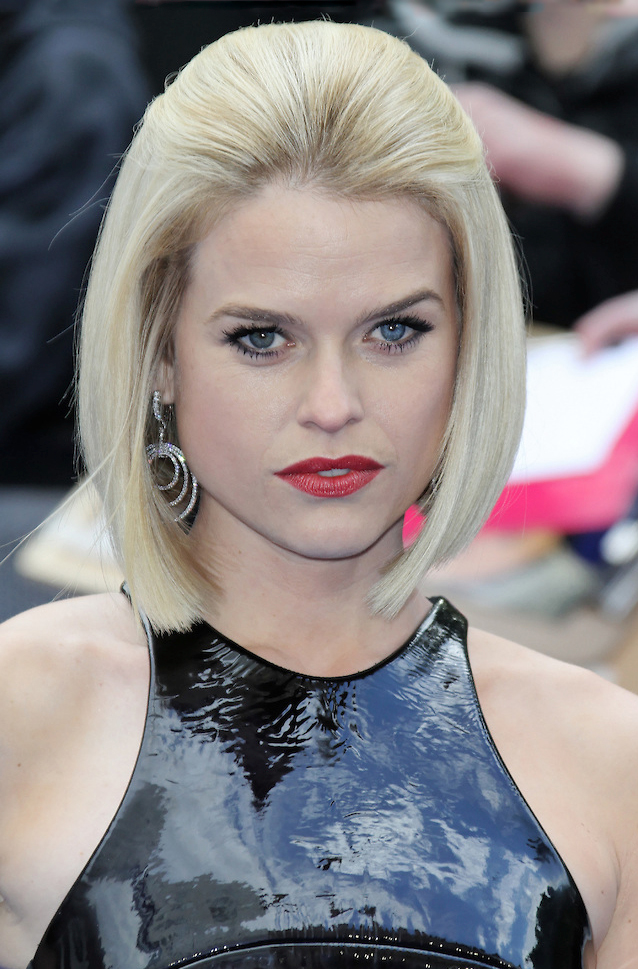
Alice Eve (* 1982)

- Ève, Alphonse d’ (1666–1727), flämischer Komponist und Kapellmeister
- Eve, Amelia (* 1992), britische Schauspielerin
- Eve, Angus (* 1972), Fußballspieler aus Trinidad und Tobago
- Eve, Anthony, nordirischer Filmkomponist und Musikproduzent
- Eve, Arthur Stewart (1862–1948), englischer Physiker
- Eve, Laverne (* 1965), bahamaische Speerwerferin
- Eve, Richmond (1901–1970), australischer Wasserspringer
- Eve, Trevor (* 1951), britischer SchauspielerTrevor Eve (* 1951)

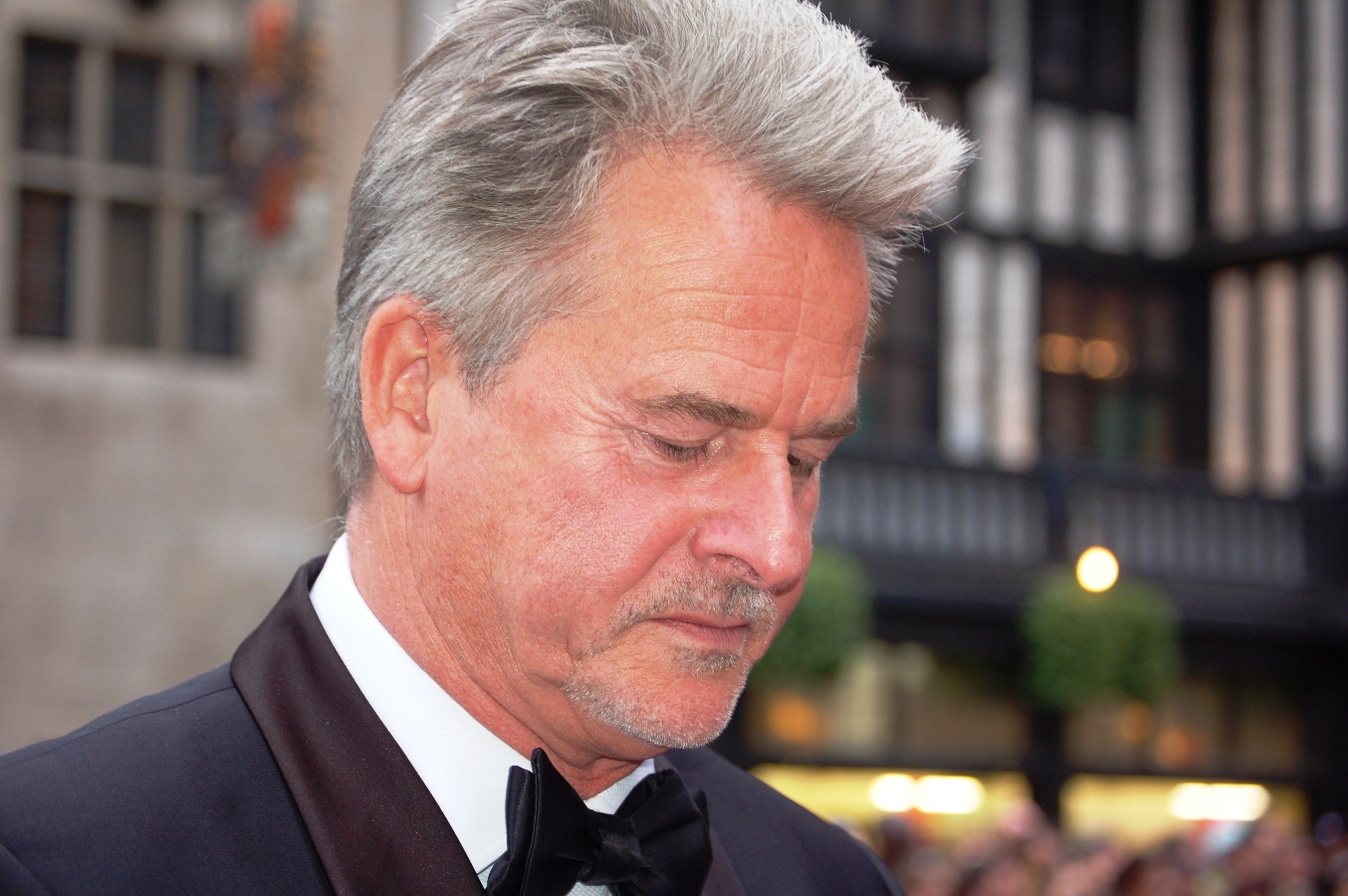
Trevor Eve (* 1951)

#### Evei
- Evein, Agnès (* 1963), französische Kostümbildnerin
- Evein, Bernard (1929–2006), französischer Filmarchitekt und Bühnenbildner

#### Evel
- Evelegh, Vyvyan (1898–1958), britischer Generalmajor
- Eveleigh, Nicholas († 1791), US-amerikanischer Politiker
- Evellius, Heiliger der christlichen Kirche und Märtyrer
- Evels, Emily (* 1996), deutsche Fußballspielerin
- Evelt, August (1828–1904), deutscher Richter und Politiker (LRP, NLP), MdR
- Evelt, Heinz (* 1902), deutscher Theater- und Filmschauspieler
- Evelt, Julius (1823–1879), deutscher Autor und Professor für Kirchengeschichte und Patrologie
- Évely, Louis (1910–1985), christlicher Schriftsteller belgischer Herkunft
- Evelyn (* 1980), Schweizer Sängerin
- Evelyn, John (1620–1706), englischer Autor und Gärtner
- Evelyn, Judith (1909–1967), US-amerikanische Theater- und FilmschauspielerinJudith Evelyn (1909–1967)

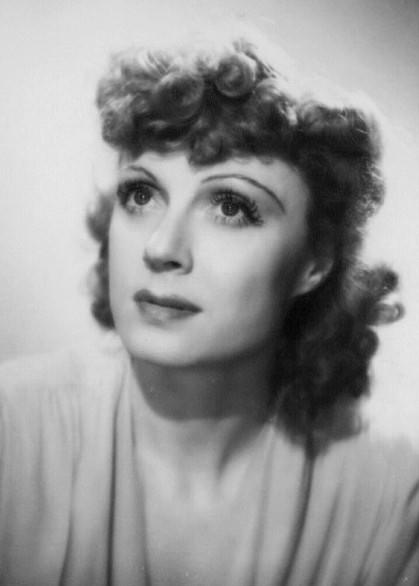
Judith Evelyn (1909–1967)

- Evelyn, Tristan (* 1998), barbadische Sprinterin

#### Even
- Even, Anat (* 1960), israelische Regisseurin
- Even, Bert (1925–2016), deutscher Politiker (CDU), MdB, Präsident des Bundesverwaltungsamtes
- Even, Burkhard (* 1960), deutscher Ministerialbeamter, ziviler Vizepräsident des Militärischen Abschirmdienstes
- Even, Dan (1912–1975), israelischer Militär
- Even, Eran Har (* 1983), israelischer Fusion- und Jazzmusiker (Gitarre, Komposition)
- Even, Johannes (1903–1964), deutscher Politiker (CDU), MdL
- Even, Louis (1885–1974), kanadischer Philosoph
- Even, Pierre (1929–2001), französischer Radrennfahrer
- Even, Pierre (* 1946), luxemburgischer Komponist
- Even, Uzi (* 1940), israelischer Hochschullehrer und Politiker
- Even-Shoshan, Avraham (1906–1984), israelischer Lexikograph russischer Herkunft
- Even-Zohar, Itamar (* 1939), israelischer Kulturwissenschaftler
- Evenari, Michael (1904–1989), deutsch-israelischer Botaniker
- Evenburg, Philipp (* 1974), deutscher Politiker (Piratenpartei), MdA
- Evenepoel, Henri (1872–1899), belgischer Maler, Radierer und Lithograf
- Evenepoel, Patrick (* 1968), belgischer Radrennfahrer
- Evenepoel, Remco (* 2000), belgischer RadrennfahrerRemco Evenepoel (* 2000)

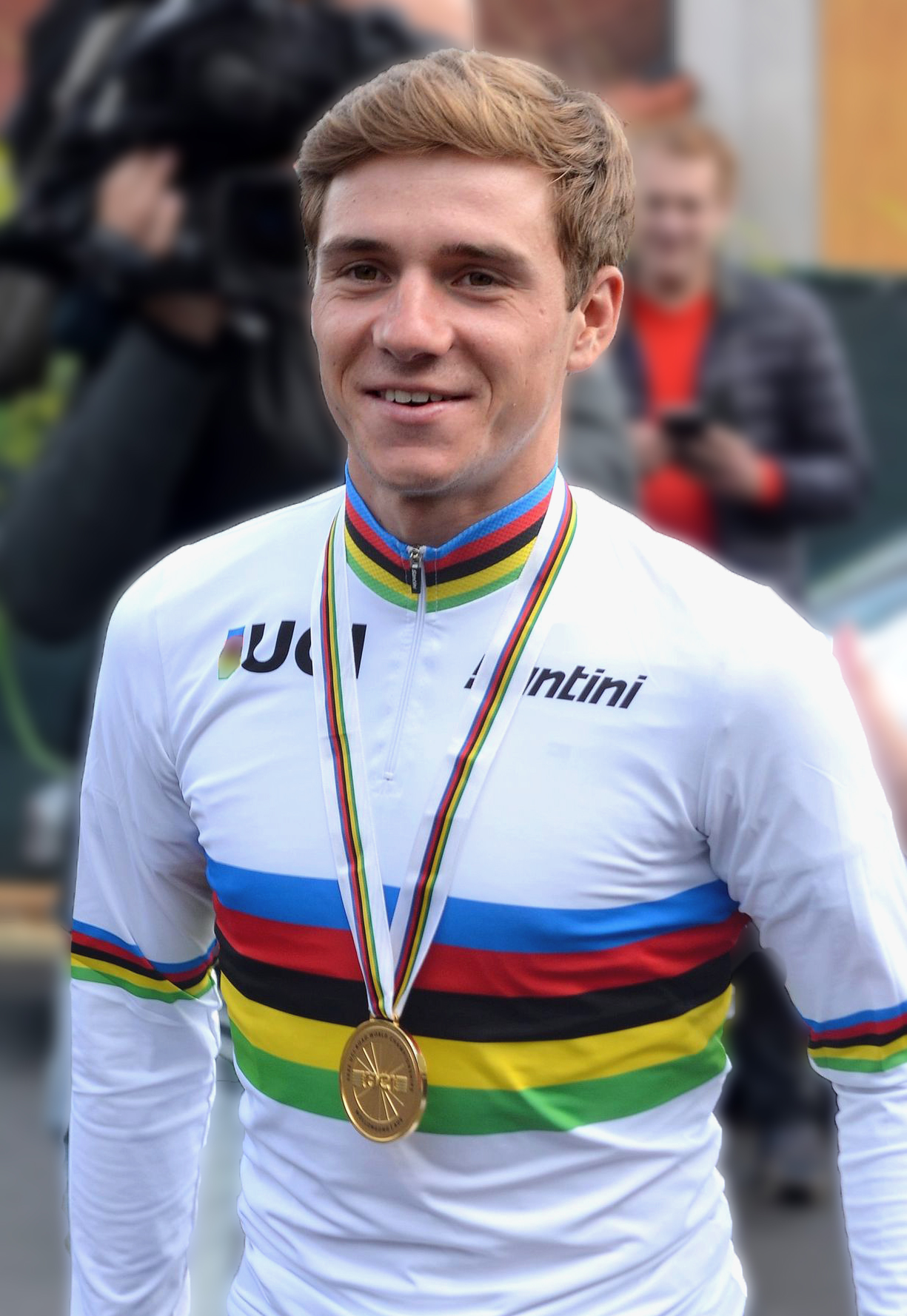
Remco Evenepoel (* 2000)

- Evenett, Simon (* 1969), britischer Ökonom
- Evenhuis, Neal L. (* 1952), US-amerikanischer Entomologe und Experte für die zoologische Nomenklatur
- Evenius, Georg (1898–1970), deutscher Politiker
- Evenius, Sigismund († 1639), deutscher Pädagoge
- Evens, Brecht (* 1986), belgischer Comic-Autor
- Evensen, Andrias Christian (1874–1917), färöischer Linguist, Propst und Politiker
- Evensen, Ansgar (* 2000), norwegischer Skilangläufer
- Evensen, Bernt (1905–1979), norwegischer Eisschnellläufer
- Evensen, Erling (1914–1998), norwegischer Skilangläufer
- Evensen, Jenny (* 2006), norwegische Schauspielerin
- Evensen, Jens (1917–2004), norwegischer Politiker und Diplomat, Richter am Internationalen Gerichtshof (1985–1994)
- Evensen, Johan Remen (* 1985), norwegischer Skispringer
- Evensen, Lars (1896–1969), norwegischer Politiker (Arbeiderpartiet), Minister und Gewerkschaftsfunktionär
- Evensmo, Sigurd (1912–1978), norwegischer Schriftsteller, Drehbuchautor und Filmhistoriker
- Evenson, Brian (* 1966), US-amerikanischer Schriftsteller
- Evenson, Robert (1934–2013), US-amerikanischer Agrarökonom
- Evenson, Tom (1910–1997), britischer Langstrecken- und Hindernisläufer

#### Eveq
- Evéquoz, Guy (* 1952), Schweizer Degenfechter
- Evéquoz, Jean-Blaise (* 1953), Schweizer Degenfechter
- Evéquoz, Raymond (1863–1945), Schweizer Politiker

#### Ever
- Ever, Ita (1931–2023), estnische Schauspielerin
- Ever, Valter (1902–1981), estnischer Leichtathlet

##### Evera
- Everaert, Axel (* 1965), belgischer Opernsänger (Tenor) und Gesangspädagoge
- Everaert, Edgar (1888–1957), belgischer Sportler
- Everaert, Michel (* 1963), niederländischer Beachvolleyballspieler
- Everaert, Pierre (1933–1989), französischer Radrennfahrer
- Everaldo (1944–1974), brasilianischer Fußballspieler
- Everaldo (* 1974), brasilianischer Fußballspieler
- Everard, anglonormannischer Bischof von Norwich
- Everard des Barres († 1176), dritter Großmeister des Templerordens
- Everard Digby († 1461), englischer Esquire
- Everard t’Serclaes († 1388), Herzog von Cruyckembourg (Ternat)
- Everard, Ciara (* 1990), irische Mittelstreckenläuferin
- Everard, James (* 1962), britischer General
- Everard, John (* 1956), britischer Diplomat
- Everard, Richard, 4. Baronet (1683–1733), britischer Politiker, Gouverneur der Province of North Carolina
- Everard, Sarah (1987–2021), britisches Mordopfer
- Everard, Timothy (* 1929), britischer Diplomat
- Everardi, Angelo (1647–1678), italienischer Maler des Barock
- Everardus Alemannus, deutscher Kleriker, Lehrer, Grammatiker, Rhetor, Magister, Schulmeister und Dichter

##### Everb
- Everberg, Dennis (* 1991), schwedischer Eishockeyspieler

##### Everd
- Everding, August (1928–1999), deutscher Regisseur, Manager, Kulturpolitiker und IntendantAugust Everding (1928–1999)

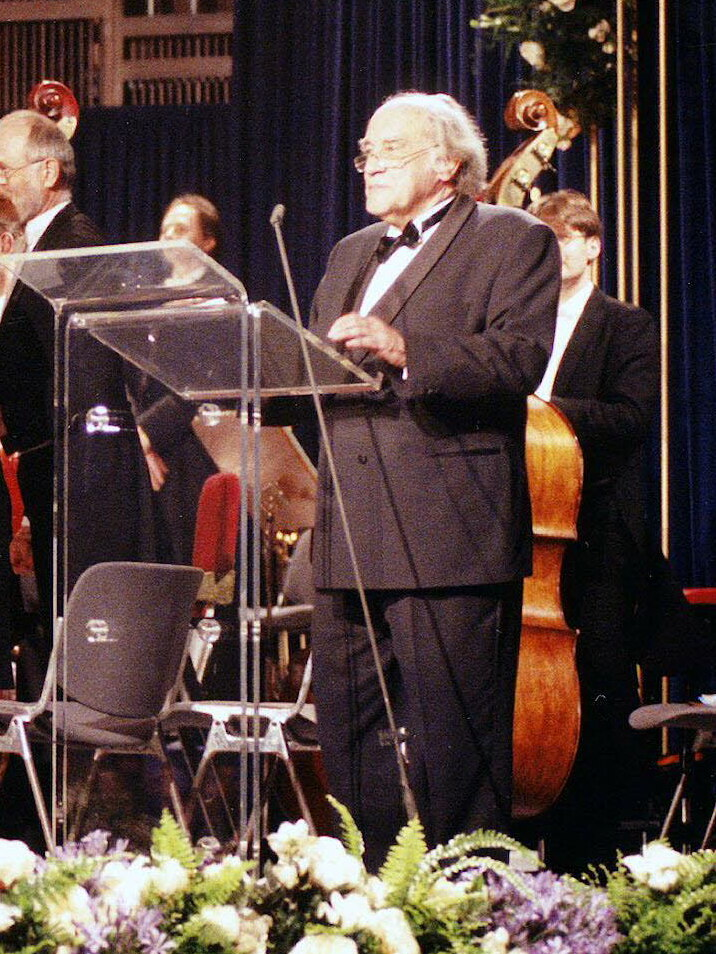
August Everding (1928–1999)

- Everding, Dagmar (* 1954), deutsche Architektin und Hochschullehrerin
- Everding, Felix (* 1989), deutscher Schauspieler und Übersetzer
- Everding, Friedrich (1855–1918), deutscher Bildhauer
- Everding, Fritz (1903–1965), deutscher Maler und Grafiker
- Everding, Hans (1876–1914), deutscher Bildhauer und Medailleur
- Everding, Hermann (* 1875), deutscher Industrieller
- Everding, Karl-Heinz (* 1953), deutscher Tibetologe
- Everding, Marcus (* 1964), deutscher Theaterregisseur
- Everding, Sebastian (* 1983), deutscher Politiker (Tierschutzpartei), MdEP
- Everding, Wilhelm (1863–1928), deutscher Bildhauer
- Everdingen, Adrianus van (1832–1912), niederländischer Landschaftsmaler, Radierer, Lithograf und Aquarellist
- Everdingen, Allart van, niederländischer Maler
- Everdingen, Caesar van, niederländischer Maler
- Everdingen, Maria van (1913–1985), niederländische Bildhauerin
- Everdon, Silvester of († 1254), englischer Geistlicher, Lord Keeper of the Great Seal und Bischof von Carlisle

##### Evere
- Everest Boole, Lucy (1862–1904), irische Chemikerin und Pharmazeutin
- Everest Boole, Mary (1832–1916), englische Autodidaktin, Mathematikerin und Autorin mathematischer Bücher
- Everest, Barbara (1890–1968), britische Theater- und Filmschauspielerin
- Everest, Frank F. (1904–1983), US-amerikanischer Offizier, General der US Air Force
- Everest, Frank Kendall, Jr. (1920–2004), US-amerikanischer Offizier, Luftfahrtingenieur und Testpilot
- Everest, George (1790–1866), britischer Geodät und OffizierGeorge Everest (1790–1866)

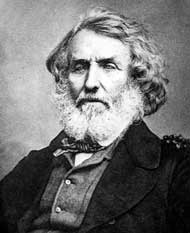
George Everest (1790–1866)

- Everest, Graham (1957–2010), britischer Mathematiker
- Everett, Alfred Hart (1848–1898), britischer Beamter und Verwaltungsangestellter in Borneo
- Everett, Alice (1865–1949), irisch-britische Astronomin und Mathematikerin
- Everett, Betty (1939–2001), US-amerikanische Soulsängerin
- Everett, Brent (* 1984), kanadischer Pornodarsteller
- Everett, Carol, US-amerikanische Aktivistin für den Schutz des ungeborenen menschlichen Lebens
- Everett, Chad (1937–2012), US-amerikanischer Schauspieler
- Everett, Daniel (* 1951), US-amerikanischer Linguist
- Everett, Danny (* 1966), US-amerikanischer Sprinter
- Everett, Doug (1905–1996), US-amerikanischer Eishockeyspieler
- Everett, Douglas (1927–2018), kanadischer Politiker
- Everett, Dylan (* 1995), kanadischer Schauspieler
- Everett, Edward (1794–1865), US-amerikanischer Politiker
- Everett, Fats (1915–1969), US-amerikanischer Politiker
- Everett, Horace (1779–1851), US-amerikanischer Politiker
- Everett, Hugh (1930–1982), US-amerikanischer Physiker
- Everett, Jace (* 1972), US-amerikanischer Countrysänger
- Everett, James (1894–1967), irischer Politiker (Irish Labour Party und National Labour Party)
- Everett, John (* 1954), US-amerikanischer Ruderer
- Everett, Kenny (1944–1995), englischer Entertainer und Moderator
- Everett, Mark (* 1968), US-amerikanischer 400- und 800-Meter-Läufer
- Everett, Mark Oliver (* 1963), US-amerikanischer Musiker, Mastermind der Indie-Rockband EelsMark Oliver Everett (* 1963)

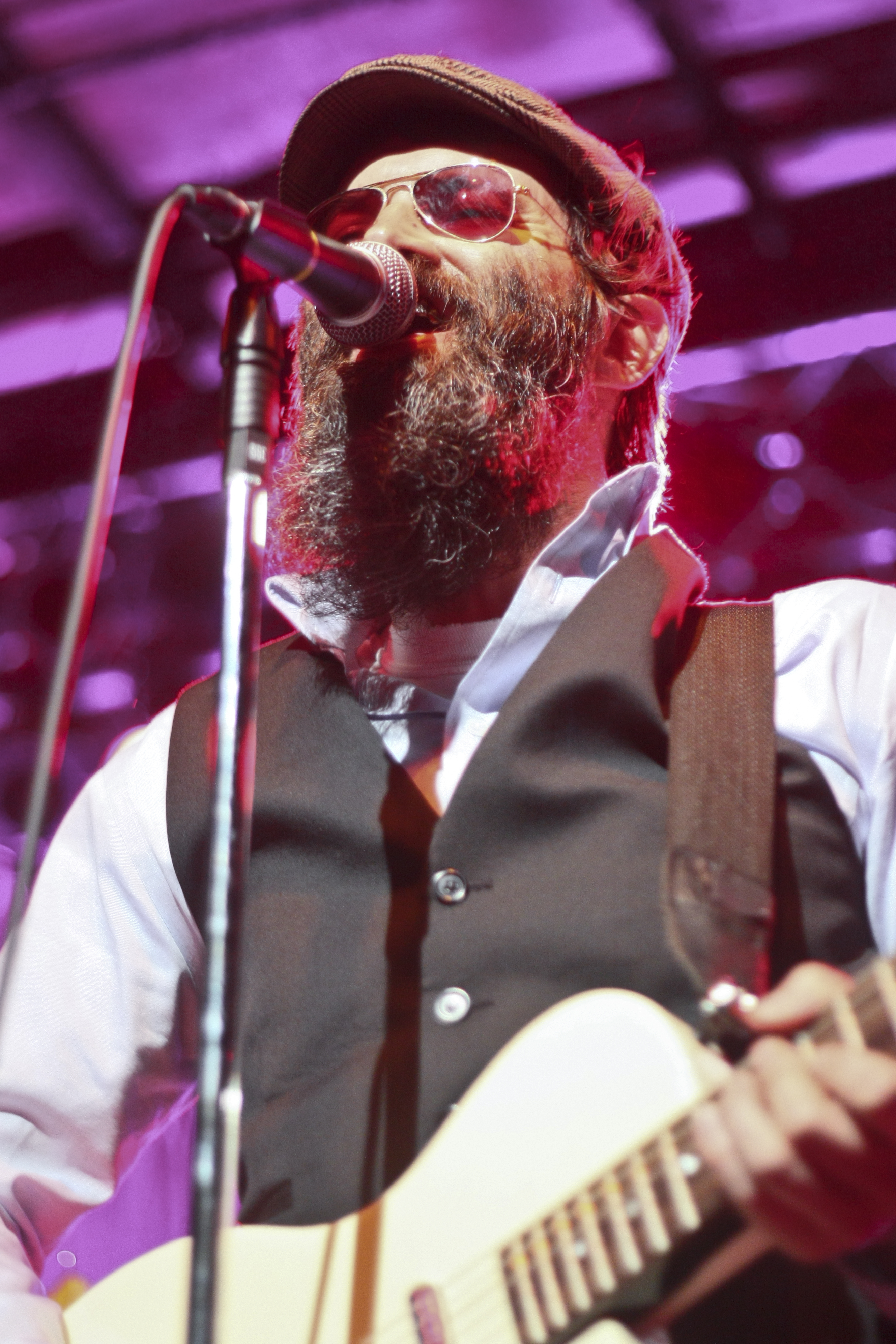
Mark Oliver Everett (* 1963)

- Everett, Oliver (1752–1802), US-amerikanischer Geistlicher und Richter
- Everett, Percival (* 1956), US-amerikanischer Schriftsteller
- Everett, Robert (1921–2018), US-amerikanischer Computeringenieur
- Everett, Robert W. (1839–1915), US-amerikanischer Politiker
- Everett, Rupert (* 1959), britischer SchauspielerRupert Everett (* 1959)

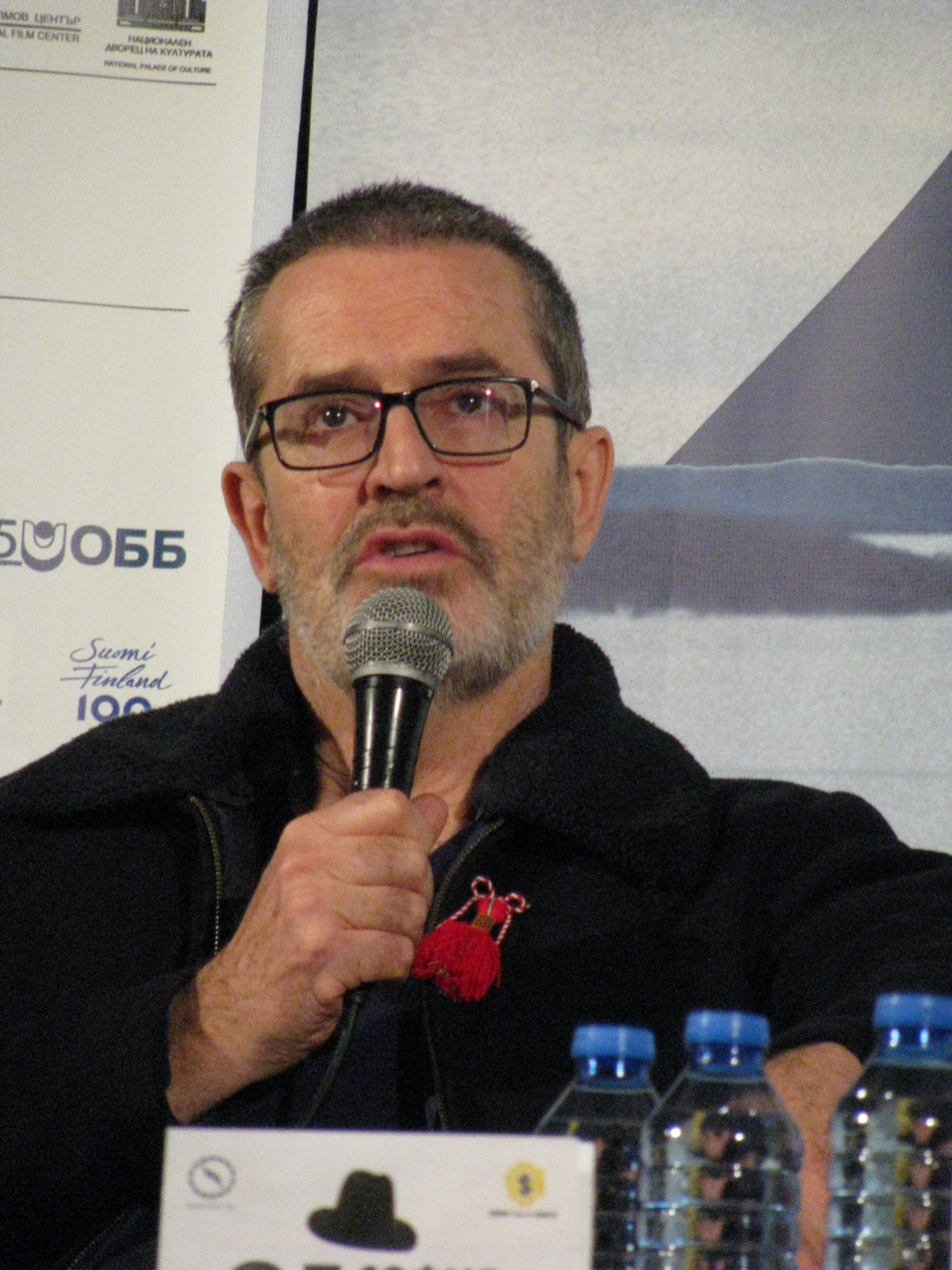
Rupert Everett (* 1959)

- Everett, Sangoma (* 1952), amerikanischer Jazzmusiker (Schlagzeug, Komposition)
- Everett, Terrell (* 1984), US-amerikanischer Basketballspieler
- Everett, Terry (1937–2024), US-amerikanischer Politiker
- Everett, Vince (* 1941), US-amerikanischer Sänger
- Everett, William (1839–1910), US-amerikanischer Politiker
- Everett-Green, Evelyn (1856–1932), britische Romancière

##### Everg
- Everger († 999), Erzbischof von Köln (985–999)
- Evergis († 1178), Bischof von Paderborn

##### Everh
- Everhard von Altena, Domherr in Münster
- Everhard von Berg, Heiliger der katholischen Kirche
- Everhard von der Mark († 1359), Dompropst im Bistum Münster
- Everhard von Diest († 1301), Bischof von Münster
- Everhard von Muisgen († 1397), Weihbischof in Köln
- Everhard von Vechtorp († 1391), Dompropst im Bistum Münster
- Everhard von Volmarstein, Domherr in Osnabrück und Münster
- Everhard von Westerheim († 1392), Weihbischof in Köln
- Everhard, Nancy (* 1957), US-amerikanische Schauspielerin
- Everhard, Sophie Anna (* 1993), US-amerikanische Schauspielerin
- Everhart, Angie (* 1969), US-amerikanische Schauspielerin, Filmproduzentin und ehemaliges Model deutsch-englischer AbstammungAngie Everhart (* 1969)

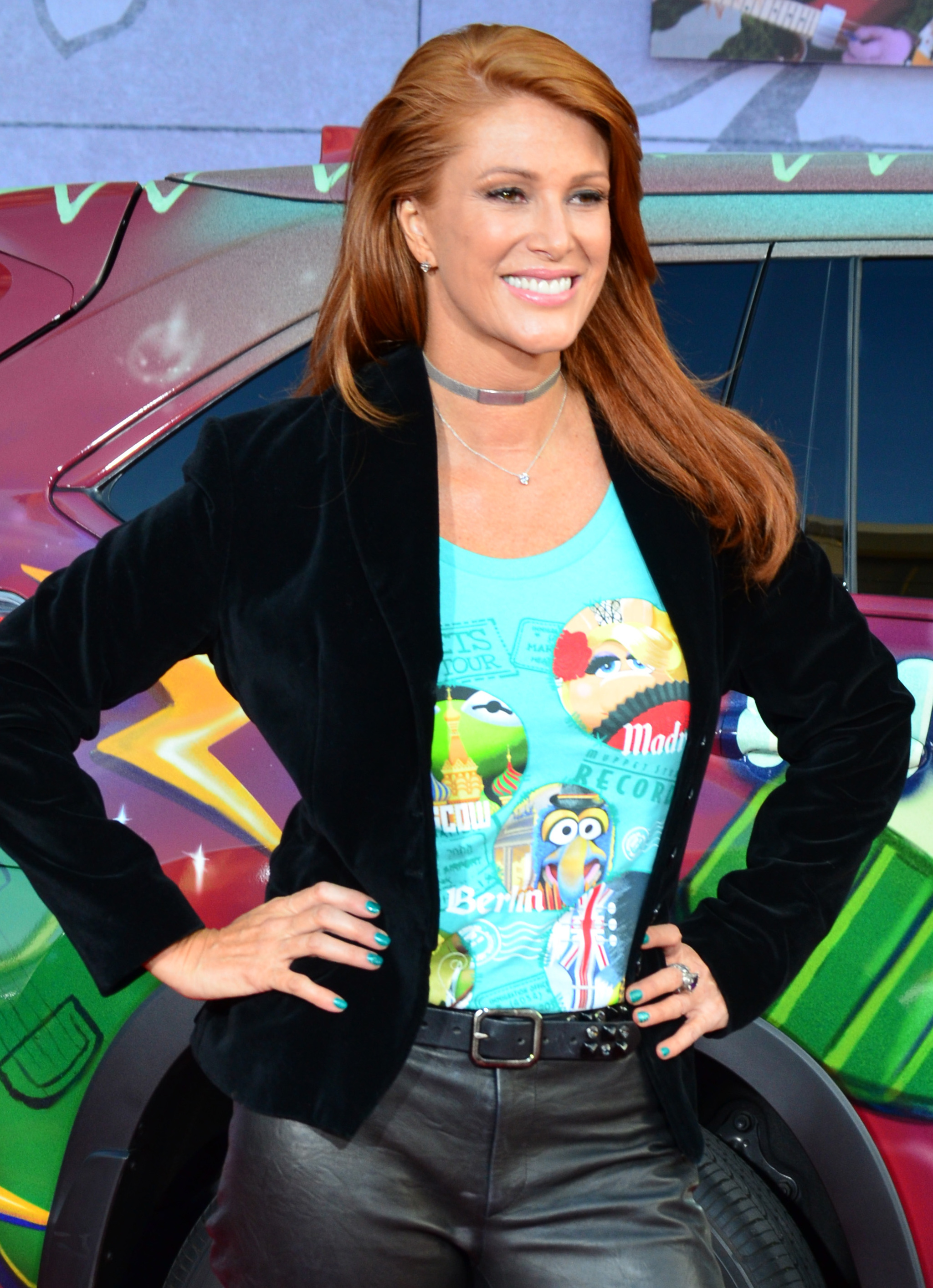
Angie Everhart (* 1969)

- Everhart, Benjamin Matlack (1818–1904), US-amerikanischer Mykologe
- Everhart, Carlton D. II (* 1961), US-amerikanischer General
- Everhart, James Bowen (1821–1888), US-amerikanischer Politiker
- Everhart, Rex (1920–2000), US-amerikanischer Theater-, Fernseh- und Filmschauspieler
- Everhart, William (1785–1868), US-amerikanischer Politiker
- Everhartz, Jury (* 1971), deutscher Komponist, Dirigent und Organist

##### Everi
- Everi, Antti (* 1981), finnischer Gewichtheber im Superschwergewicht
- Everigisil, Bischof von Köln, Heiliger
- Everingham, Ananda (* 1982), laotisch-australischer Filmschauspieler und Model
- Everingham, Paul (* 1943), australischer Politiker, Mitglied des Australischen Repräsentantenhauses, Chief Minister des Northern Territory
- Everitt, Arthur (1872–1952), britischer Degenfechter
- Everitt, Barry, britischer Biopsychologe und Hochschullehrer an der Universität Cambridge
- Everitt, Francis (* 1934), britisch-US-amerikanischer Physiker
- Everitt, Joanna (* 1964), kanadische Politikwissenschaftlerin

##### Everk
- Everke, Bernhard (* 1939), deutscher Verwaltungsjurist und Kommunalpolitiker
- Everken, Franz Wilhelm Anton (1787–1837), deutscher Kaufmann und Abgeordneter

##### Everl
- Everlast (* 1969), US-amerikanischer RapperEverlast (* 1969)

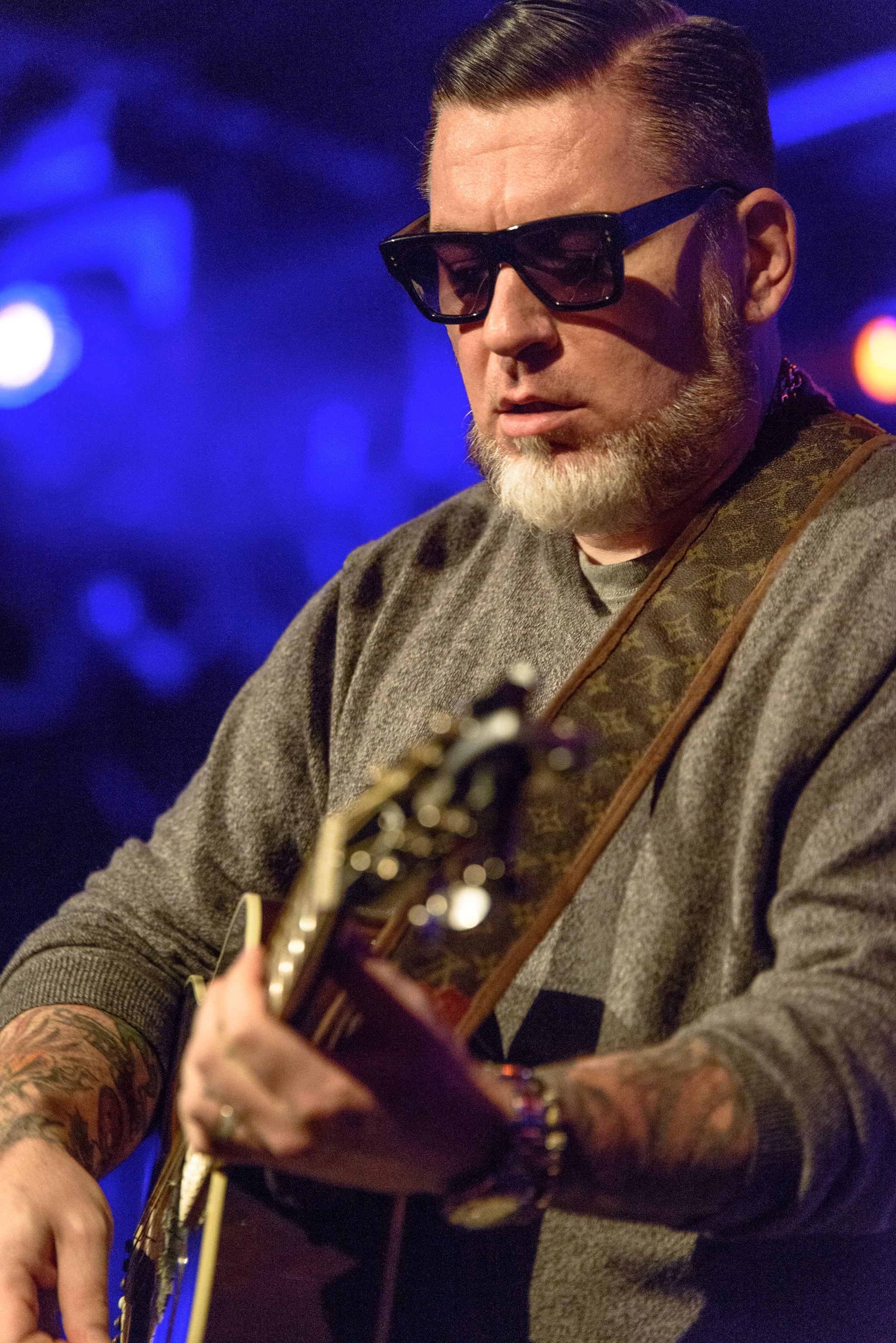
Everlast (* 1969)

- Everling, Friedrich (1891–1958), deutscher Jurist, Verwaltungsbeamter, Schriftsteller und Politiker (DNVP, NSDAP), MdR
- Everling, Henry (1873–1960), deutscher Politiker (SPD), MdHB, Hamburger Senator und Ehrenbürger von Hamburg
- Everling, Otto (1864–1945), deutscher Theologe und Politiker (DVP), MdR
- Everling, Ulrich (1925–2018), deutscher Jurist, Richter am Europäischen Gerichtshof (1980–1988)
- Everling, Ulrich (1932–2018), deutscher Basketballspieler und Sportjournalist
- Everly, Don (1937–2021), US-amerikanischer Sänger und Gitarrist
- Everly, Jason, US-amerikanischer Musiker, Schauspieler und Songschreiber
- Everly, Phil (1939–2014), US-amerikanischer Sänger und Gitarrist

##### Everm
- Everman, Jason (* 1967), US-amerikanischer Gitarrist und BassistJason Everman (* 1967)

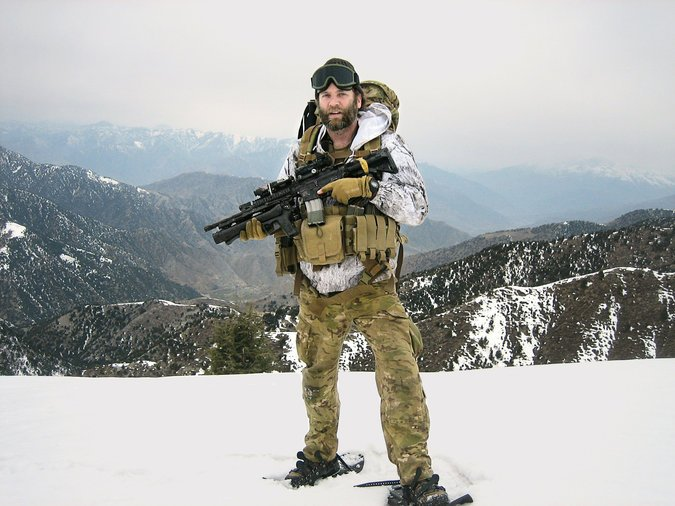
Jason Everman (* 1967)

- Evermann, Barton Warren (1853–1932), US-amerikanischer Ichthyologe
- Evermod († 1178), Bischof von Ratzeburg
- Evermore, J. D. (* 1968), US-amerikanischer Schauspieler

##### Evern
- Evernden, Kelly (* 1962), neuseeländischer Tennisspieler

##### Everr
- Everroad, John E. (1913–1984), US-amerikanischer Politiker

##### Evers
- Evers, Adalbert (* 1948), deutscher Politikwissenschaftler
- Evers, Alfons M. J. (1918–1998), deutscher Fabrikant, Verleger, Antiquar und Koleopterologe
- Evers, Alfred (1935–2018), belgischer Politiker
- Evers, Alois (1893–1965), deutscher Admiralarzt der Kriegsmarine
- Evers, Andreas (* 1968), österreichischer Skirennläufer und Trainer
- Evers, Anton Clemens Albrecht (1802–1848), deutscher Porträt- und Historienmaler
- Evers, August (1841–1904), deutscher Kaufmann, Unternehmer in Deutschland und Japan sowie aktiver Förderer der deutsch-japanischen Zusammenarbeit
- Evers, Bernd (* 1941), deutscher Kunsthistoriker und Bibliothekar
- Evers, Bettina (* 1981), deutsche Eishockeyspielerin
- Evers, Brenny (* 1978), niederländischer Fußballspieler
- Evers, Carl (1819–1875), deutscher Komponist, Musikalienhändler und Pianist
- Evers, Carl Friedrich (1729–1803), deutscher Jurist, Archivar und Numismatiker im Herzogtum Mecklenburg-Schwerin
- Evers, Carl-Heinz (1922–2010), deutscher Politiker (SPD)
- Evers, Christian David (1724–1783), Ratssekretär und Syndicus der Hansestadt Lübeck
- Evers, Christian Georg (1776–1845), deutscher Archivar und Numismatiker im Herzogtum Mecklenburg-Schwerin
- Evers, Christian Nicolaus von (1775–1862), Bürgermeister der Hansestadt Lübeck
- Evers, Daniela (* 1971), deutsche Politikerin (Grüne), MdL
- Evers, Diane (* 1956), australische Tennisspielerin
- Evers, Dietrich (1913–2009), deutscher Archäologe, Künstler, Illustrator und Autor
- Evers, Dirk (* 1962), deutscher evangelischer Theologe
- Evers, Edo, Orgelbauer
- Evers, Emil (1861–1934), deutscher Musikpädagoge und Fürstlich-Schaumburg-Lippischer Hof-Pianist
- Evers, Emil (1897–1945), deutscher Politiker (NSDAP)
- Evers, Eric, Filmschauspieler und Kinderdarsteller
- Evers, Ernst (1844–1921), deutscher evangelischer Theologe, Pfarrer und Schriftsteller
- Evers, Ernst August (1779–1823), deutscher Lehrer
- Evers, Floris (* 1983), niederländischer Hockeyspieler
- Evers, Franz (1871–1947), deutscher Buchhändler, dann (seit 1889) Herausgeber der Monatsschrift "Litterarische Blätter"
- Evers, Friedrich-Wilhelm (1914–2003), deutscher Politiker (CDU), MdL
- Evers, Georg (1890–1953), deutscher Hockeyfunktionär
- Evers, Georg (1920–2008), deutscher Gärtner, Präsident des Bayerischen Gärtnerei-Verbands, Präsidiumsmitglied des Deutschen Zentralverbands Gartenbau, Senator (Bayern)
- Evers, Georg Gotthilf (1837–1916), lutherischer Geistlicher, Konvertit zum Katholizismus, Buchautor, Botaniker
- Evers, Georges Christoffel Maria (1950–2003), niederländischer Pflegewissenschaftler
- Evers, Hans (1925–1999), deutscher Verwaltungsbeamter und Politiker (CDU), MdB
- Evers, Hans Gerhard (1900–1993), deutscher Kunsthistoriker und HochschullehrerHans Gerhard Evers (1900–1993)

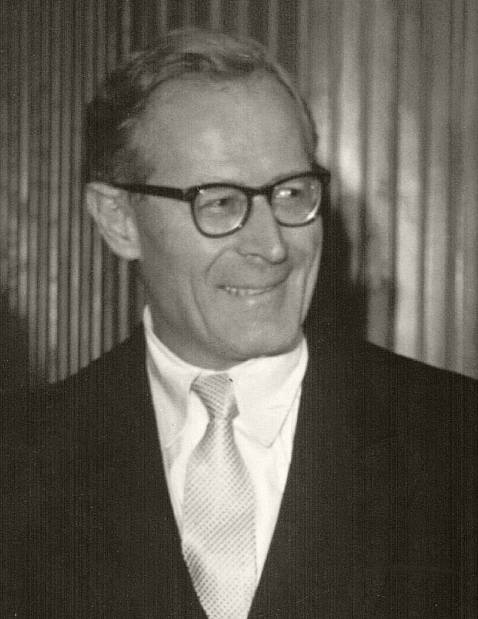
Hans Gerhard Evers (1900–1993)

- Evers, Hans-Dieter (* 1935), deutscher Soziologe
- Evers, Hans-Georg, deutscher Aquarianer und Autor
- Evers, Hans-Jürgen (1932–2015), deutscher Politiker (CDU)
- Evers, Hans-Ulrich (1922–1987), deutscher Jurist
- Evers, Harald (1947–2006), deutscher Fußballspieler
- Evers, Harald (1957–2006), deutscher Computerspiele- und Romanautor
- Evers, Helene (1892–1983), deutsche Schauspielerin und Bühnenleiterin
- Evers, Herbert (1902–1968), deutscher Jurist, Politiker (NSDAP), Landrat des Kreises Olpe (1935–1945)
- Evers, Hermann (* 1825), deutscher Jurist und Politiker (Zentrum), MdR
- Evers, Horst (* 1967), deutscher Autor und KabarettistHorst Evers (* 1967)

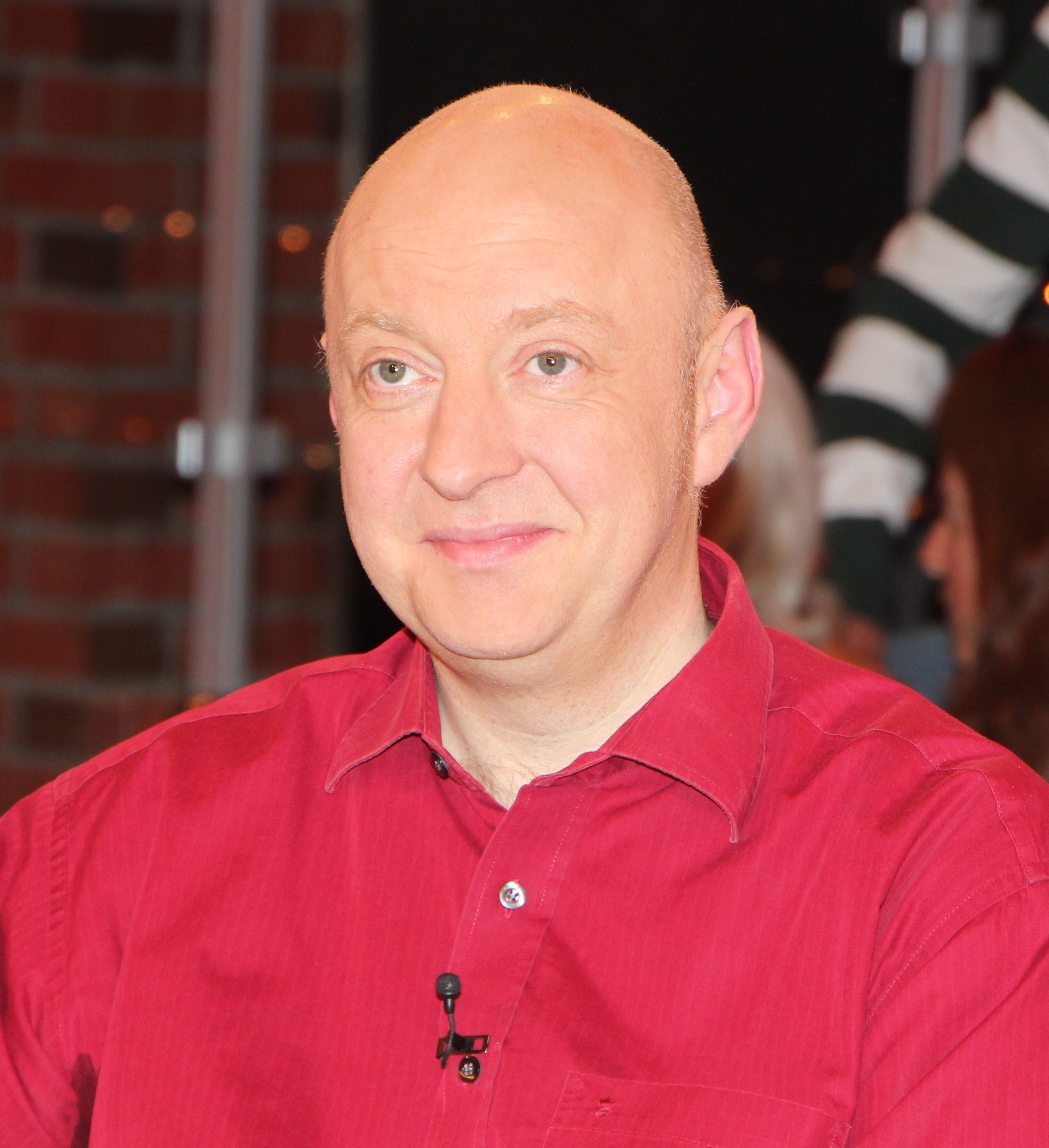
Horst Evers (* 1967)

- Evers, Joachim Lorenz (1758–1807), Goldschmied, Journalist, Schriftsteller, Verleger und Theaterdirektor
- Evers, Johan Christiaan Gottlob (1818–1886), niederländischer Mediziner
- Evers, Johann Christian (1898–1964), deutscher Politiker (DP), MdL
- Evers, Johann Heinrich (1855–1926), Lübecker Kaufmann und Senator
- Evers, Johannes (1859–1945), deutscher lutherischer Theologe, Senior
- Evers, John (1939–2010), österreichischer Jazzmusiker und Radiomoderator
- Evers, Johnny (1881–1947), US-amerikanischer Baseballspieler und -trainer
- Evers, Jörg (1950–2023), deutscher Gitarrist, Bassist, Komponist, Arrangeur und Musikproduzent
- Evers, Joseph (1894–1975), deutscher Landarzt in Westfalen
- Evers, Jürgen (* 1941), deutscher Chemiker
- Evers, Jürgen (* 1965), deutscher Leichtathlet und Olympiateilnehmer
- Evers, Kai-Bastian (* 1990), deutscher Fußballspieler
- Evers, Karl (1904–1969), deutscher Flieger-Ingenieur und Beamter
- Evers, Käthe (1893–1918), deutsche Malerin und Zeichnerin
- Evers, Kjell T. (1913–1997), norwegischer Kommunalfunktionär und Präsident der Konferenz der Gemeinden des Europarates
- Evers, Lara (* 1975), deutsche Politikerin (CDU)
- Evers, Medgar (1925–1963), afroamerikanischer BürgerrechtlerMedgar Evers (1925–1963)

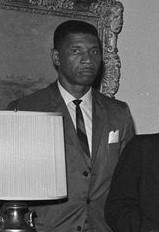
Medgar Evers (1925–1963)

- Evers, Michael (* 1946), deutscher Schauspieler
- Evers, Momo (* 1971), deutsche Redakteurin, Lektorin und Autorin von Fantasy- und anderen Romanen
- Evers, Nicolaus Henricus (1736–1816), deutscher Jurist und Ratssekretär der Hansestadt Lübeck
- Evers, Nicolaus Joachim Guilliam (1766–1837), deutscher evangelisch-lutherischer Geistlicher und Autor
- Evers, Peter, deutscher Regisseur und Drehbuchautor
- Evers, Ralf (* 1965), deutscher Theologe und Sozialwissenschaftler
- Evers, Reinbert (1949–2022), deutscher klassischer Gitarrist und Komponist
- Evers, Roland (* 1972), deutscher Sportjournalist
- Evers, Rüdiger (1936–2020), deutscher Schauspieler, Synchronsprecher und Dialogregisseur
- Evers, Stefan (* 1979), deutscher Politiker (CDU), MdAStefan Evers (* 1979)

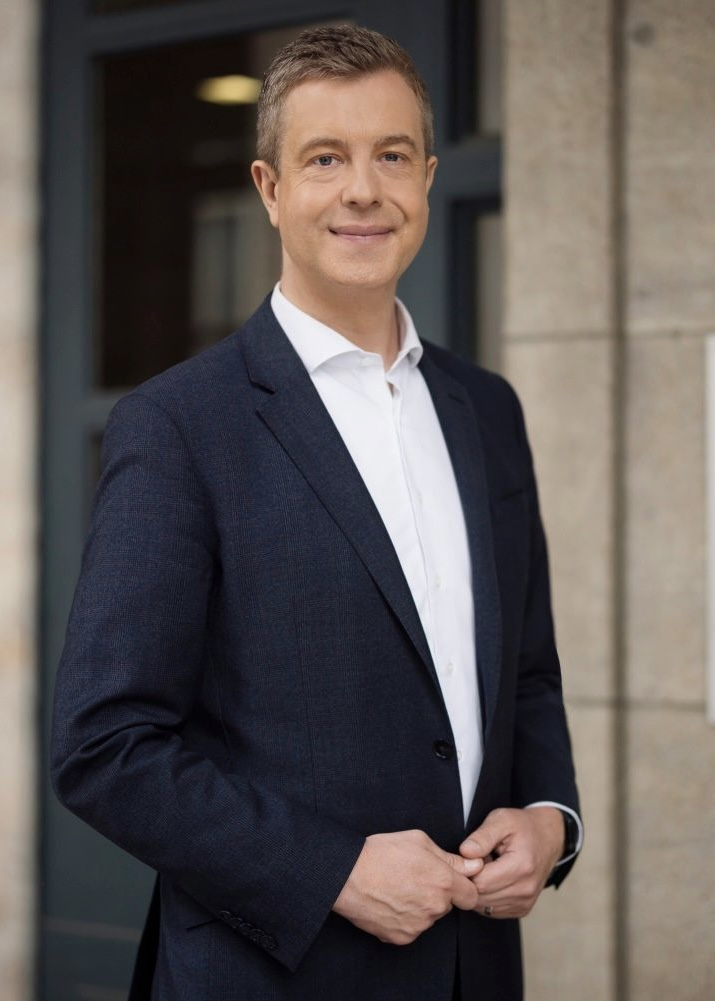
Stefan Evers (* 1979)

- Evers, Susanne (* 1970), deutsche Fernseh- und Theaterschauspielerin
- Evers, Tilman (* 1942), deutscher Sozialwissenschaftler und freier Berater
- Evers, Tjark (1845–1866), deutscher Seemann
- Evers, Tönnies der Ältere, Bildschnitzer der Renaissance in Lübeck
- Evers, Tönnies der Jüngere (1550–1613), Lübecker Bildschnitzer der Spätrenaissance
- Evers, Tony (* 1951), US-amerikanischer Politiker
- Evers, Werner (* 1932), deutscher Politiker (SPD), MdL
- Evers, Wilhelm († 1853), deutscher Jurist, Stadtsyndikus und Stadtdirektor von Hannover
- Evers, Wilhelm (1902–1975), deutscher Organist und Musikpädagoge
- Evers, Wilhelm (1906–1983), deutscher Geograph
- Evers-Boelter, Gertraud (1913–2006), deutsche Grafikerin
- Evers-Meyer, Karin (* 1949), deutsche Politikerin (SPD), MdL, MdB
- Evers-Rölver, Meike (* 1977), deutsche RuderinMeike Evers-Rölver (* 1977)

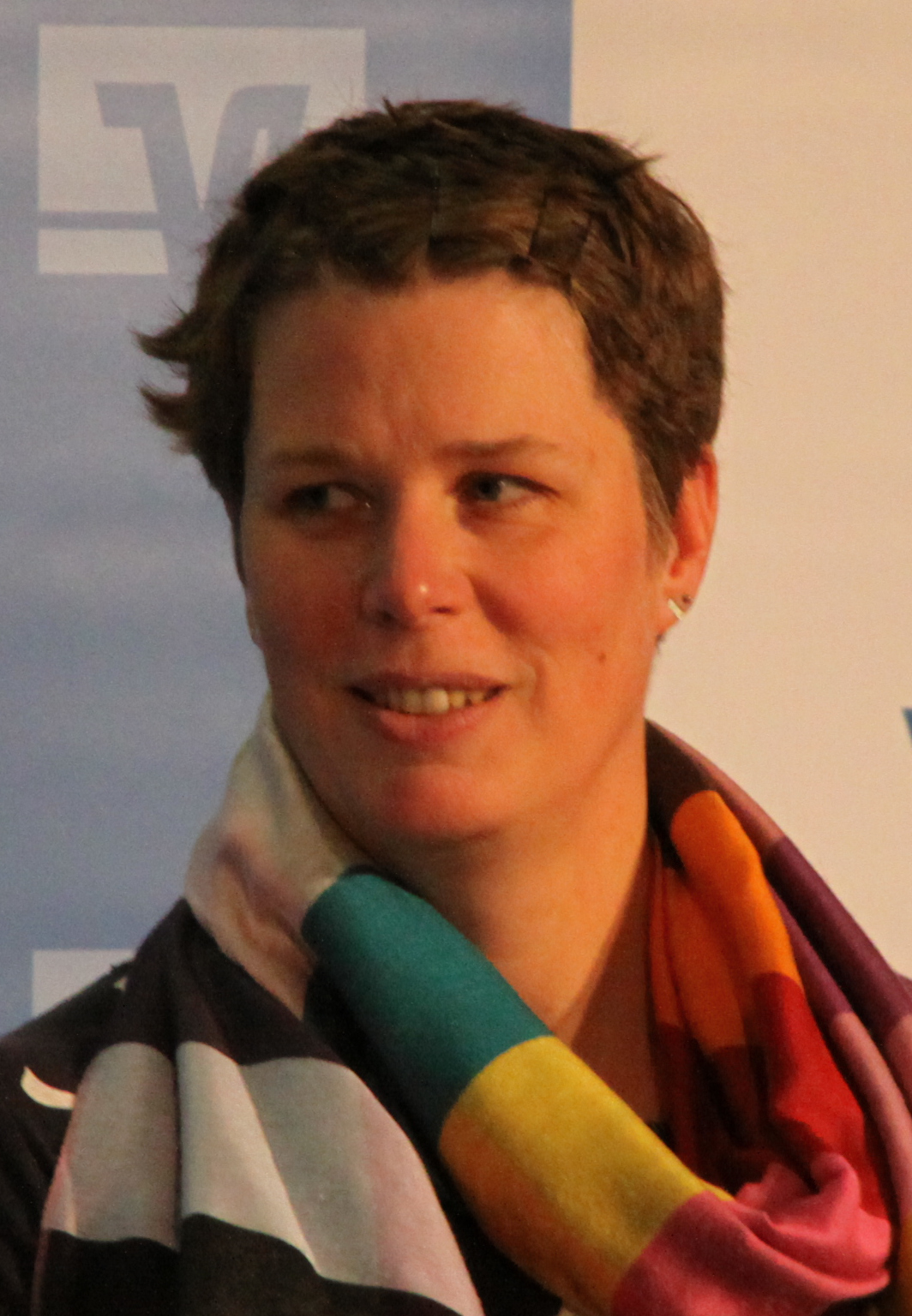
Meike Evers-Rölver (* 1977)

- Evers-Swindell, Caroline (* 1978), neuseeländische Ruderin
- Evers-Swindell, Georgina (* 1978), neuseeländische Ruderin
- Evers-Swindell, Nico (* 1979), neuseeländischer Schauspieler
- Eversberg, Gerd (* 1947), deutscher Germanist und Autor
- Eversberg, Gustav (* 1940), deutscher Fußballspieler
- Eversberg, Heinrich (1910–1996), deutscher Kreisheimatpfleger
- Eversberg, Ulf (* 1957), deutscher Politiker (Die Grünen), MdBB
- Eversbusch, Alfred (1885–1966), deutscher Unternehmer
- Everschor, Franz (* 1934), deutscher Journalist, Filmkritiker und Autor
- Everschor-Sitte, Karin (* 1984), deutsche Physikerin
- Everse, Jan junior (* 1954), niederländischer Fußballspieler und -trainer
- Everse, Jan senior (1922–1974), niederländischer Fußballspieler
- Eversen, Adrianus (1818–1897), niederländischer Maler und Zeichner
- Evershed, John (1864–1956), britischer Astronom
- Evershed, Mary Acworth (1867–1949), britische Astronomin und Schriftstellerin
- Evershed, Raymond, 1. Baron Evershed (1899–1966), britischer Jurist
- Eversheim, Walter (* 1937), deutscher Maschinenbauingenieur
- Eversley, David (1921–1995), britischer Demograph
- Eversman, Nick (* 1986), US-amerikanischer Schauspieler
- Eversmann, Eduard Friedrich (1794–1860), deutscher Biologe und Forschungsreisender, Professor in Russland
- Eversmann, Friedrich August Alexander (1759–1837), preußischer Technologe, Bergbeamter und Publizist
- Eversmann, Theodor (1901–1969), deutscher Politiker (CDU der DDR), MdV
- Eversoll, Don (1912–1983), US-amerikanischer Badmintonspieler
- Everson, Cory (* 1958), US-amerikanische Bodybuilderin und Schauspielerin
- Everson, Michael (* 1963), US-amerikanischer Sprachwissenschaftler, Experte in den Schriften der Welt
- Everson, William K. (1929–1996), US-amerikanischer Filmhistoriker und Archivar
- Eversteijn, Joop (1921–2013), niederländischer Fußballspieler und -funktionär
- Everstein, Agnes von (1600–1655), Hofdame im Heiligen Römischen Reich
- Everstein, Hans von († 1446), schwedischer Reichsrat
- Everstein, Wolfgang von (1483–1534), Domprobst in Cammin

##### Evert
- Evert, Alfred (* 1880), Stadtsyndikus in Altona und Senator in Danzig
- Evert, Bernhard (* 1886), deutscher Politiker (Zentrum)
- Evert, Chris (* 1954), US-amerikanische TennisspielerinChris Evert (* 1954)

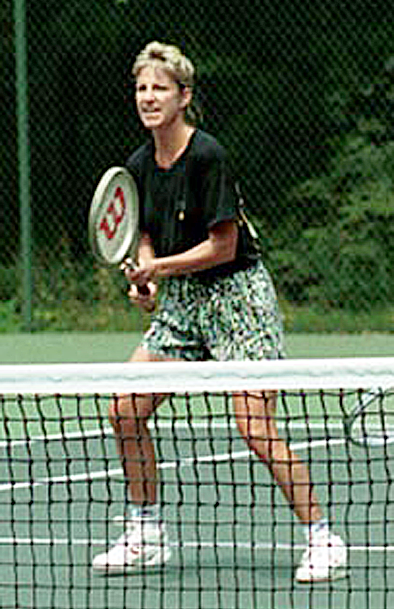
Chris Evert (* 1954)

- Evert, Georg (1856–1914), deutscher Verwaltungsjurist und Statistiker
- Evert, Jeanne (1957–2020), US-amerikanische Tennisspielerin
- Evert, Miltiadis (1939–2011), griechischer Politiker
- Evert, Stephanie (* 1970), deutsche Computerlinguistin
- Everth, Erich (1878–1934), deutscher Zeitungswissenschaftler, Kunsthistoriker und Journalist
- Everth, Paul Woldemar von (1812–1895), lutherischer Theologe
- Everton (* 1983), brasilianischer Fußballspieler
- Everton (* 1984), brasilianischer Fußballspieler
- Éverton (* 1988), brasilianischer Fußballspieler
- Everton (* 1996), brasilianischer Fußballspieler
- Everton, Clive (1937–2024), walisischer Journalist, Autor und Snookerkommentator sowie ehemaliger -spieler
- Everton, Paul (1868–1948), US-amerikanischer Schauspieler
- Everts, Anneliese (1908–1967), deutsche Malerin und Grafikerin
- Everts, Carmen (* 1968), deutsche Politikerin (SPD), MdL
- Everts, Ernst (1868–1952), deutscher Sänger
- Everts, Evert (* 1941), deutscher Autor
- Everts, Hans-Ulrich (1937–2017), deutscher Physiker und Professor für Theoretische Physik
- Everts, Harry (* 1952), belgischer Motocrossfahrer
- Everts, Peter (* 1944), Schweizer Manager
- Everts, Robert (1875–1942), belgischer Diplomat
- Everts, Sabine (* 1961), deutsche Leichtathletin und Olympiamedaillengewinnerin
- Everts, Stefan (* 1972), belgischer MotocrossfahrerStefan Everts (* 1972)

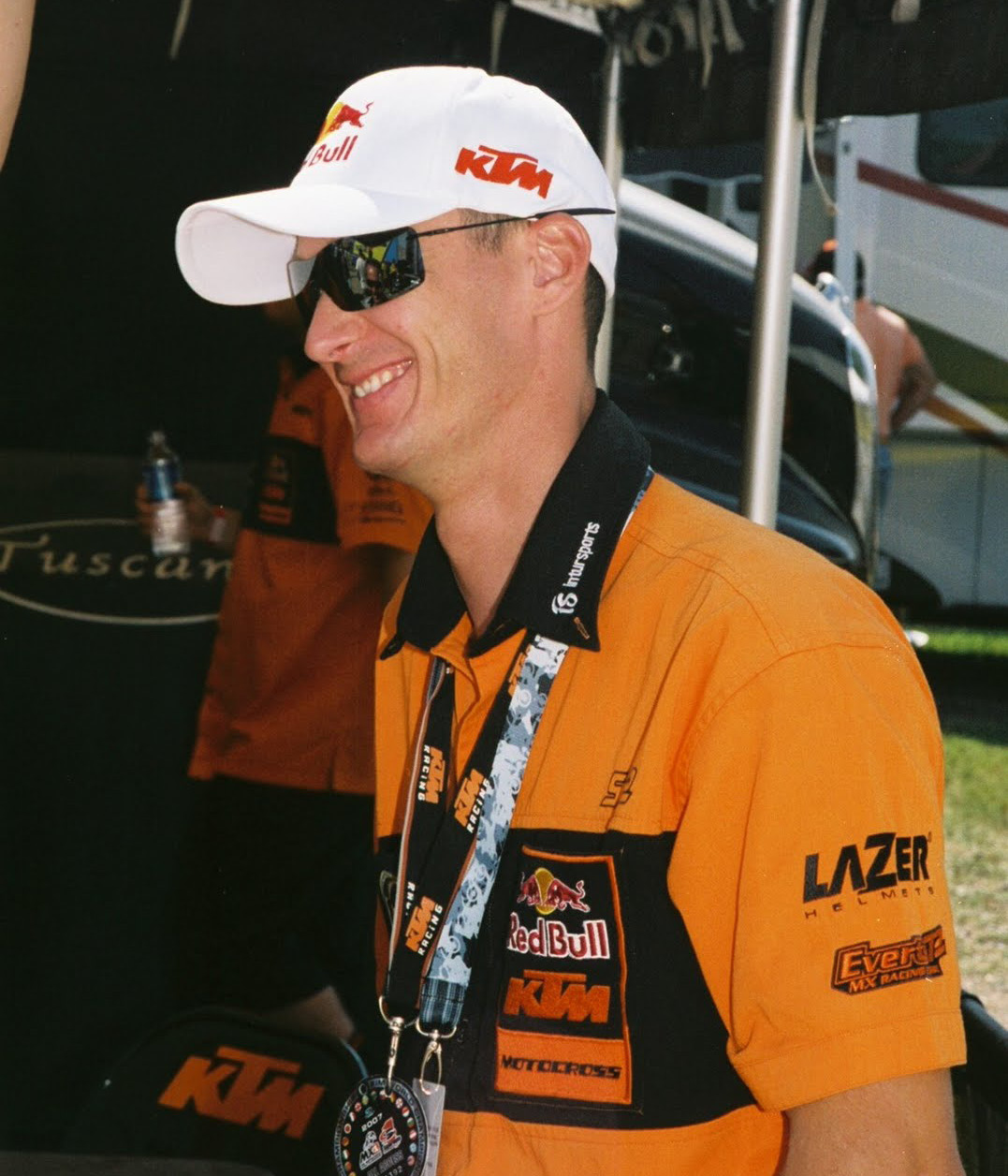
Stefan Everts (* 1972)

- Everts, Truman (1816–1901), US-amerikanischer Forscher
- Everts, Volker (* 1953), deutscher Journalist und Softwaretester
- Evertsbusch, Friedrich (1813–1888), evangelischer Pfarrer und Politiker
- Evertsen, Cornelis der Ältere (1610–1666), niederländischer Admiral
- Evertsen, Cornelis der Jüngere (1628–1679), niederländischer Admiral
- Evertsen, Cornelis der Jüngste (1642–1706), niederländischer Freibeuter und Admiral
- Evertsen, Johan (1600–1666), niederländischer Admiral
- Evertsz, Juancho (1923–2008), niederländischer Politiker auf den niederländischen Antillen
- Evertz, Alexander (1906–2001), evangelischer Pastor und Autor in Dortmund
- Evertz, Carlo (* 1990), deutsch-belgischer Fußballspieler
- Evertz, Egon (* 1936), deutscher Unternehmer, Musiker, Schachmeister sowie ehemaliger Automobilrennfahrer und Rennstallbesitzer
- Evertz, Gabriele (* 1945), US-amerikanische Malerin, Kuratorin und Professorin
- Evertz, Gerhard (* 1934), deutscher Jazzautor und Schlagzeuger
- Evertz, Klaus (1944–2016), deutscher Politiker (CDU), MdL und Rechtsanwalt
- Evertz, Klaus (* 1958), deutscher Bildender Künstler, Kunsttherapeut und kunsttherapeutischer Dozent
- Evertz, Ludwig (* 1955), deutscher Fernsehmoderator
- Evertz, Stefan (* 1974), deutscher Schauspieler, Synchronsprecher und Dialogbuchschreiber
- Evertz, Theodor, franko-flämischer Komponist der Renaissance

##### Everu
- Everuss, Ruth (* 1944), australische Schwimmerin

##### Everw
- Everwien, Lenhard (1897–1971), deutscher Politiker (NSDAP) und Bäckermeister, MdR
- Everwin, Buchmaler in Mähren
- Everwyn, Klas Ewert (1930–2022), deutscher Schriftsteller

##### Every
- Every, Dernell (1906–1994), US-amerikanischer Florettfechter

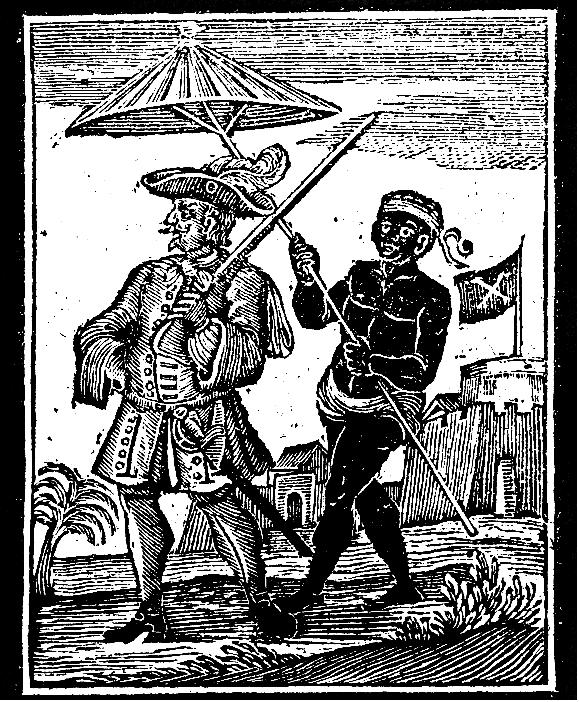
Henry Every (* 1659)

- Every, Henry (* 1659), englischer PiratHenry Every (* 1659)

##### Everz
- Everz, Heinrich (1882–1967), deutscher Holzschneider und Grafiker

#### Eves
- Eves, Ernie (* 1946), kanadischer Politiker und 23. Premierminister von Ontario
- Eves, Hubert Bryan Heath (1883–1961), britischer Manager
- Eves, Lynn (1942–2023), kanadischer Sprinter
- Eveslage, Chad (* 1991), US-amerikanischer Pokerspieler
- Eveslage, Frank (* 1950), deutscher Wirtschaftswissenschaftler
- Eveslage, Hans (* 1947), deutscher Politiker (CDU), MdL

#### Evet
- Evetts, Ted (* 1997), englischer Dartspieler

#### Evey
- Evey, Kim (* 1968), amerikanische Schauspielerin, Produzentin und Comedian

### Evi
- Evi, Eleonora (* 1983), italienische Politikerin (Movimento 5 Stelle), MdEP
- Evidence, US-amerikanischer Rapper und Hip-Hop-Musikproduzent
- Evigan, Briana (* 1986), US-amerikanische Schauspielerin und TänzerinBriana Evigan (* 1986)

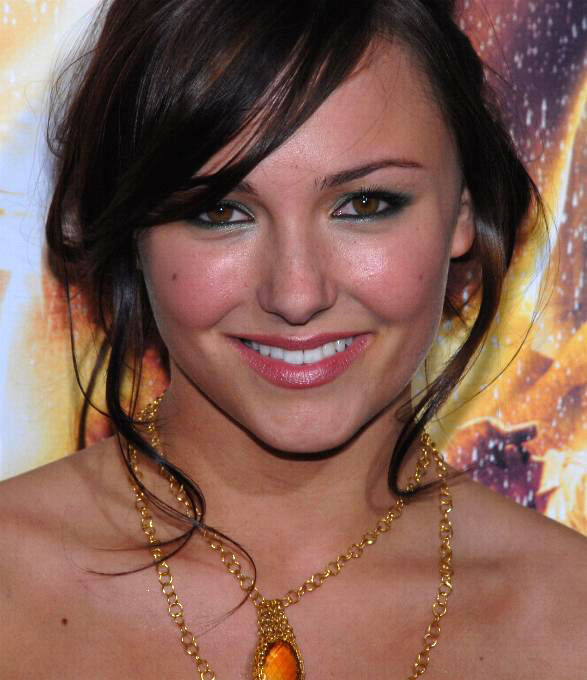
Briana Evigan (* 1986)

- Evigan, Greg (* 1953), US-amerikanischer Schauspieler
- Evigan, Vanessa Lee (* 1981), US-amerikanische Schauspielerin
- Evil Activities (* 1979), niederländischer Hardcore Techno-Produzent und DJ
- Evil Pimp, US-amerikanischer Rapper
- Evilä, Tommi (* 1980), finnischer Leichtathlet
- Evin, Deniz (* 1983), türkischer Schauspieler
- Evin, Devrim (* 1978), türkischer Schauspieler
- Evin, Franck (* 1960), französischer Lichtdesigner
- Evin, Gaye Turgut (* 1987), türkische Schauspielerin
- Evina, Franck (* 2000), kamerunisch-deutscher Fußballspieler
- Evinghusen, Tidemann († 1483), Kaufmann und Ratsherr der Hansestadt Lübeck
- Evingson, Connie (* 1962), amerikanische Pop- und Jazzsängerin
- Evinrude, Ole (1877–1934), norwegisch-amerikanischer Erfinder, er machte den Außenbordmotor populär
- Evins, Joe L. (1910–1984), US-amerikanischer Politiker (Demokratische Partei)
- Evins, John H. (1830–1884), US-amerikanischer Politiker
- Evirgen, Erçağ (* 1986), türkischer Fußballspieler
- Evison, Pat (1924–2010), neuseeländische Schauspielerin
- Evison, Peter (* 1964), englischer Dartspieler
- Evita Enoy, Leoncio (1929–1996), äquatorialguineischer Schriftsteller

### Evj
- Evjemo, Eivind Hofstad (* 1983), norwegischer Schriftsteller
- Evjen, Håkon (* 2000), norwegischer Fußballspieler

### Evl
- Evliya Çelebi (* 1611), osmanischer Schriftsteller
- Evljuskin, Sergej (* 1988), deutscher Fußballspieler
- Evlyn, Jo (* 1964), deutscher Komponist und Klangtherapeut

### Evm
- Evmenios von Lefka (* 1945), griechisch-orthodoxer Bischof

### Evo
- Evodia, Christin in Philippi, Heilige
- Evoe, Patrick (* 1977), US-amerikanischer Triathlet
- Evola, Julius (1898–1974), italienischer KulturphilosophJulius Evola (1898–1974)

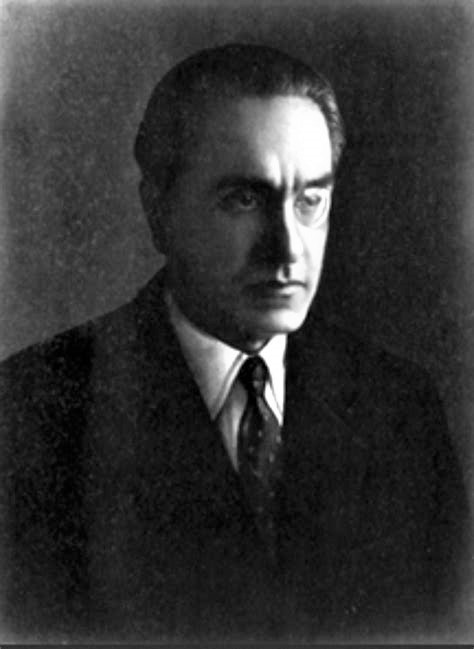
Julius Evola (1898–1974)

- Evola, Natale (1907–1973), US-amerikanischer Mafiaboss in New York
- Evolo, Natuzza (1924–2009), italienische Mystikerin
- Evoniuk, Marco (* 1957), US-amerikanischer Geher
- Évora, Cesária (1941–2011), kap-verdische SängerinCesária Évora (1941–2011)

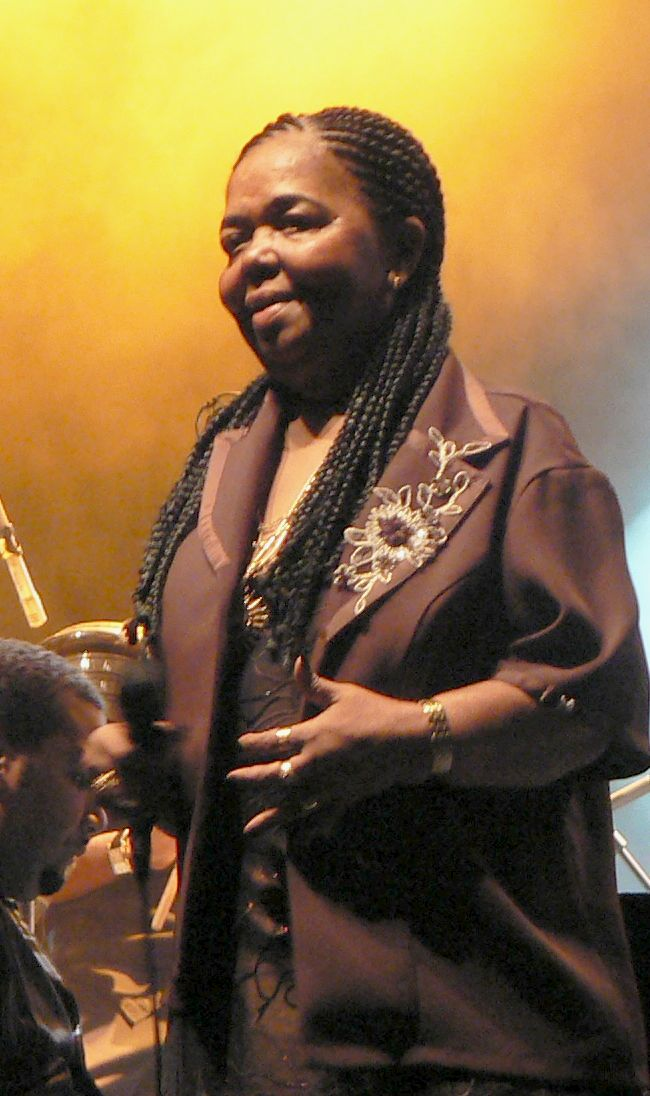
Cesária Évora (1941–2011)

- Évora, Dorothé (* 1991), portugiesische Sprinterin
- Évora, Gala (* 1983), spanische Sängerin und Schauspielerin
- Évora, Nelson (* 1984), portugiesischer Leichtathlet
- Évora, Paulino do Livramento (1931–2019), kap-verdischer Ordensgeistlicher und römisch-katholischer Bischof von Santiago de Cabo Verde
- Evouna, Joseph (* 1952), kamerunischer Radrennfahrer
- Evouna, Malick (* 1992), gabunischer Fußballspieler

### Evr
- Evra, Patrice (* 1981), französischer Fußballspieler
- Evra, Shai (* 1987), israelischer Mathematiker
- Evrard, Claude (1933–2020), französischer Schauspieler
- Evrard, Emile (1882–1943), deutscher Sänger, Schauspieler und Theaterleiter
- Evrard, Jane (1893–1984), französische Dirigentin
- Evrard, Lydie, französische Ingenieurin
- Evrard, Nicky (* 1995), belgische Fußballspielerin
- Evre, Tarik (* 1996), niederländischer Fußballspieler
- Evren, Agnès (* 1970), französische Politikerin (LR), MdEP
- Evren, Figen (* 1965), türkische Schauspielerin und Synchronsprecherin
- Evren, Kenan (1917–2015), türkischer General und PolitikerKenan Evren (1917–2015)

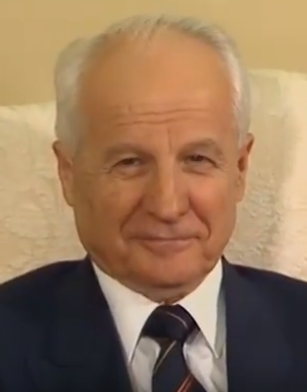
Kenan Evren (1917–2015)

- Evridiki (* 1968), zyprische Sängerin
- Evron, Ephraim (1920–1995), israelischer Diplomat
- Evrony, Zion, israelischer Diplomat

### Evs
- Evsan, Ibrahim (* 1975), deutscher Schriftsteller, Unternehmer und Blogger
- Evseev, Willi (* 1992), deutscher Fußballspieler
- Evson Patrício (* 1990), brasilianischer Fußballspieler

### Evt
- Evtimov, Ilian (* 1983), bulgarischer Basketballspieler
- Evtimov, Vassil (* 1977), französisch-bulgarischer Basketballspieler
- Evtushevski, Greg (* 1965), kanadisch-deutscher Eishockeyspieler

### Evu
- Evurtius von Orléans, Heiliger und Bischof von Orléans